# Biserica de lemn din Corbești, Arad

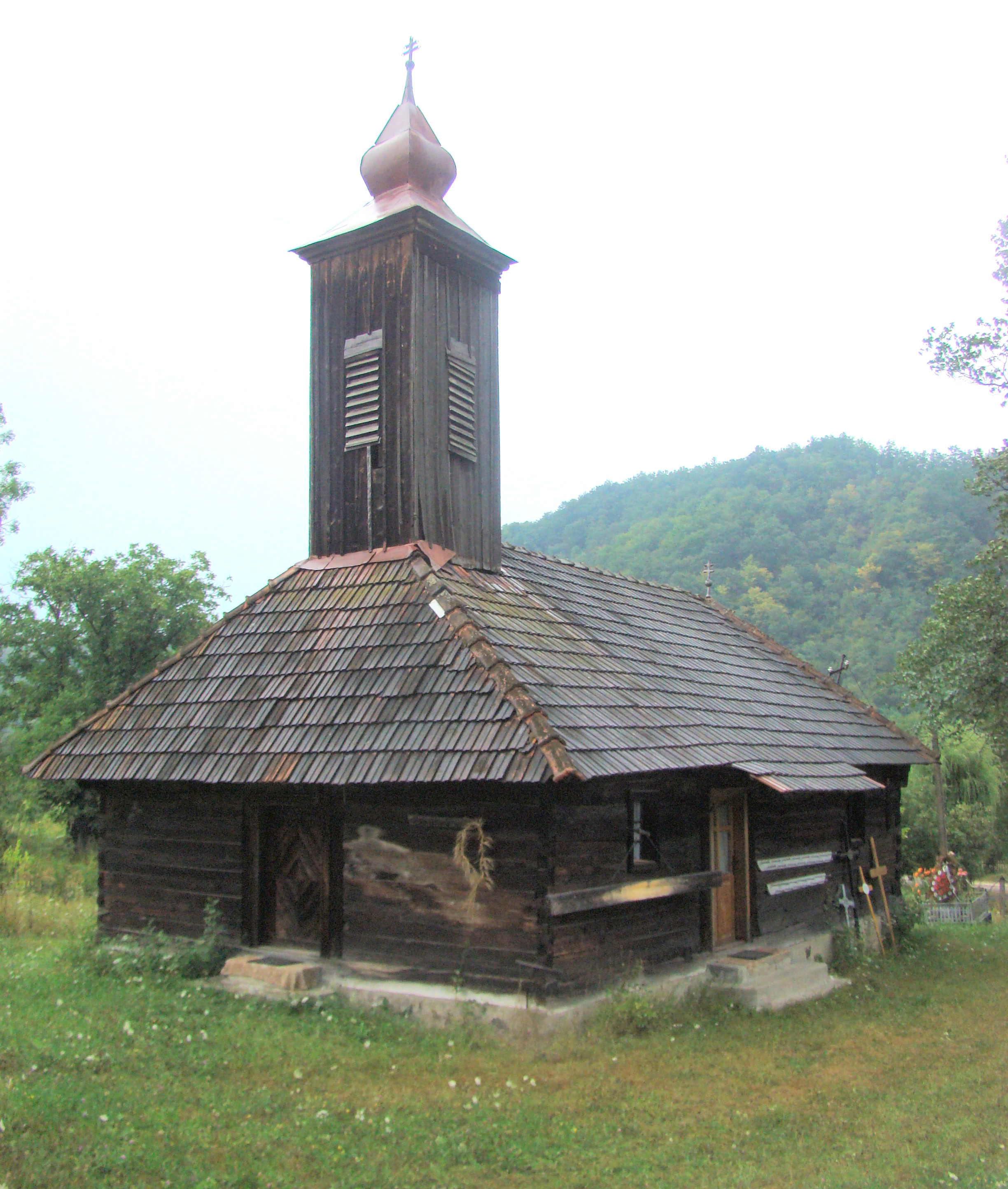
Biserica de lemn „Nașterea Maicii Domnului” din Corbești, comuna Petriș, județul Arad, foto: august 2009, pe timp de furtună

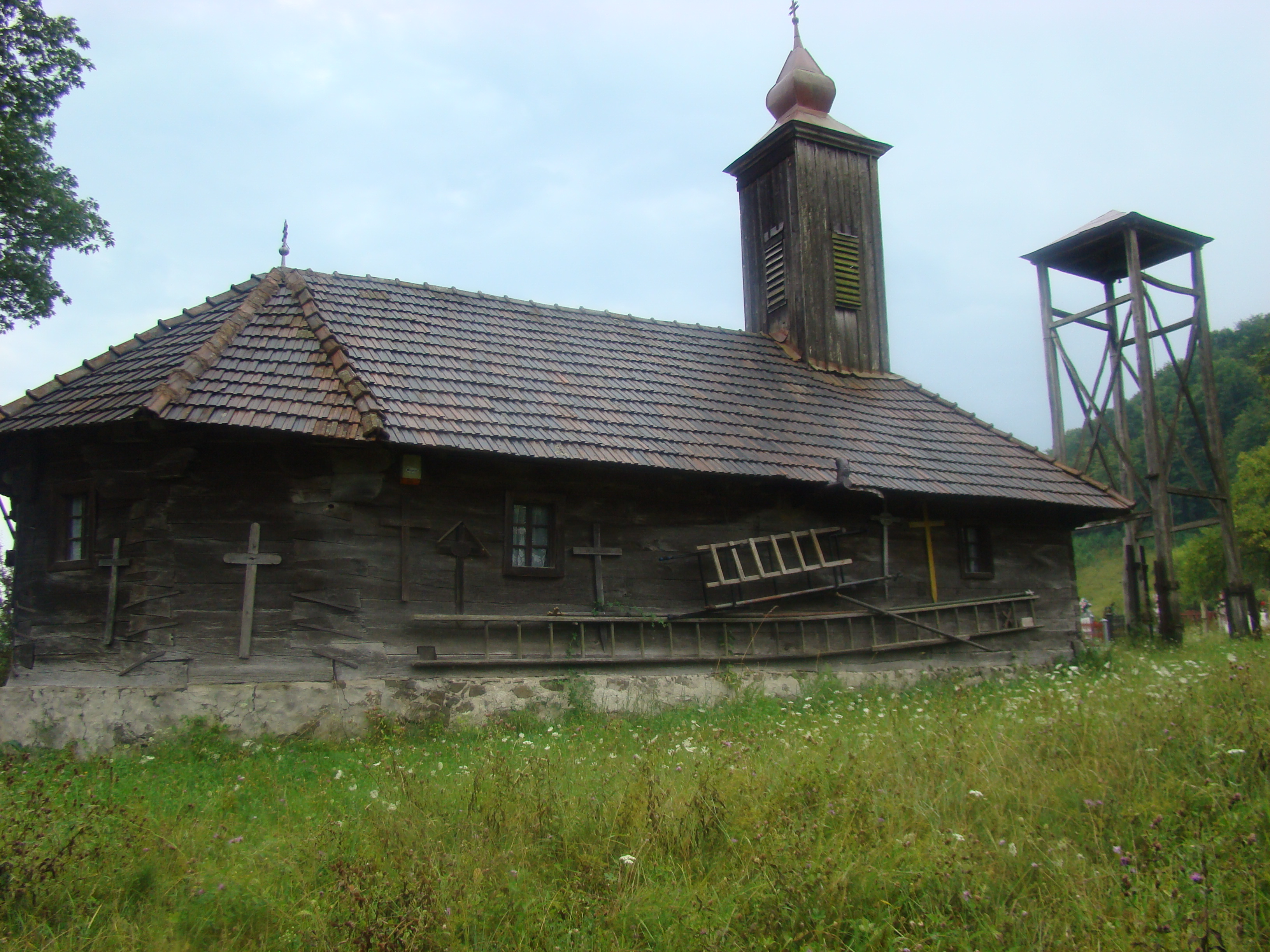
Biserica şi alăturat clopotniţa

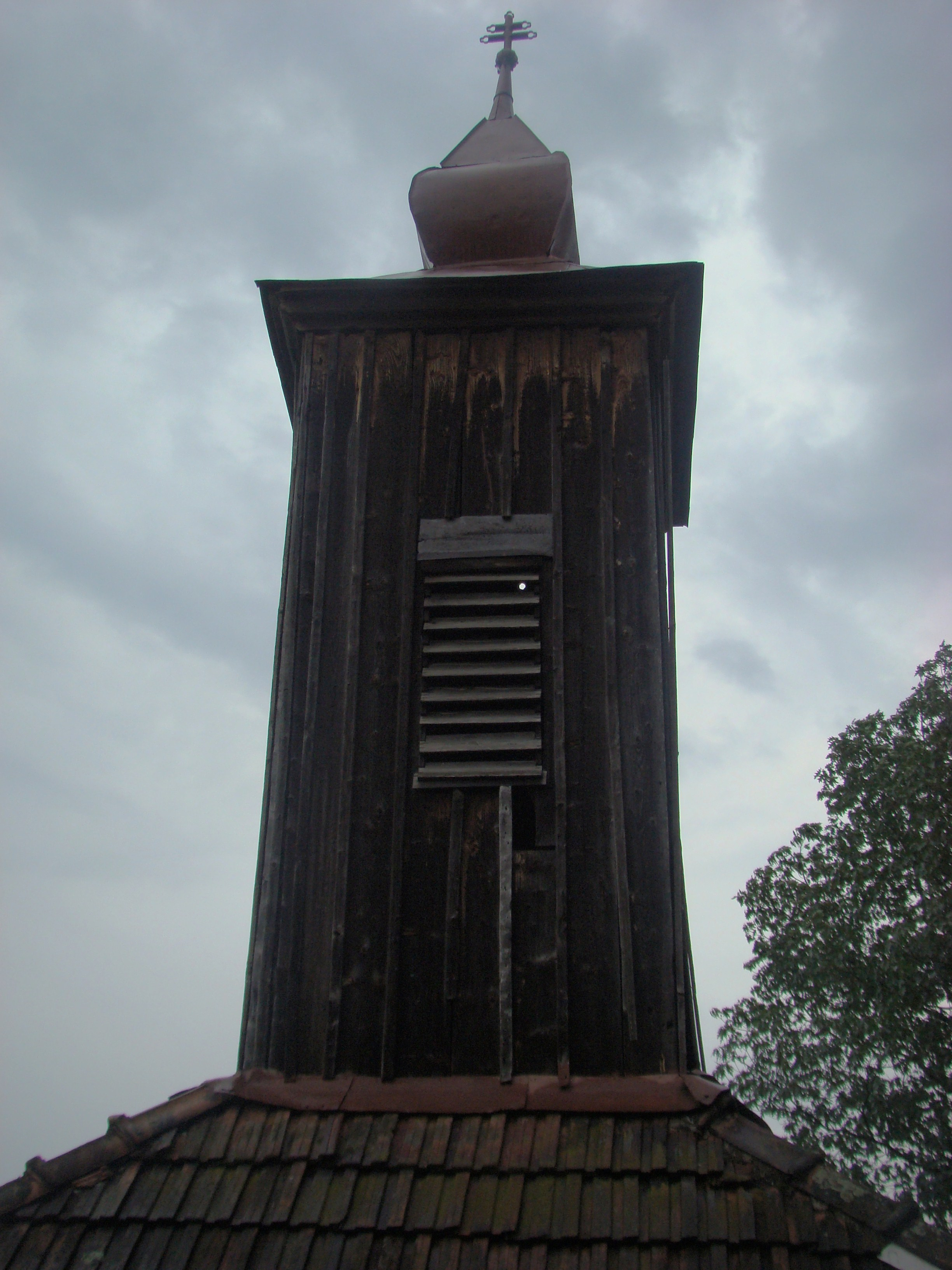

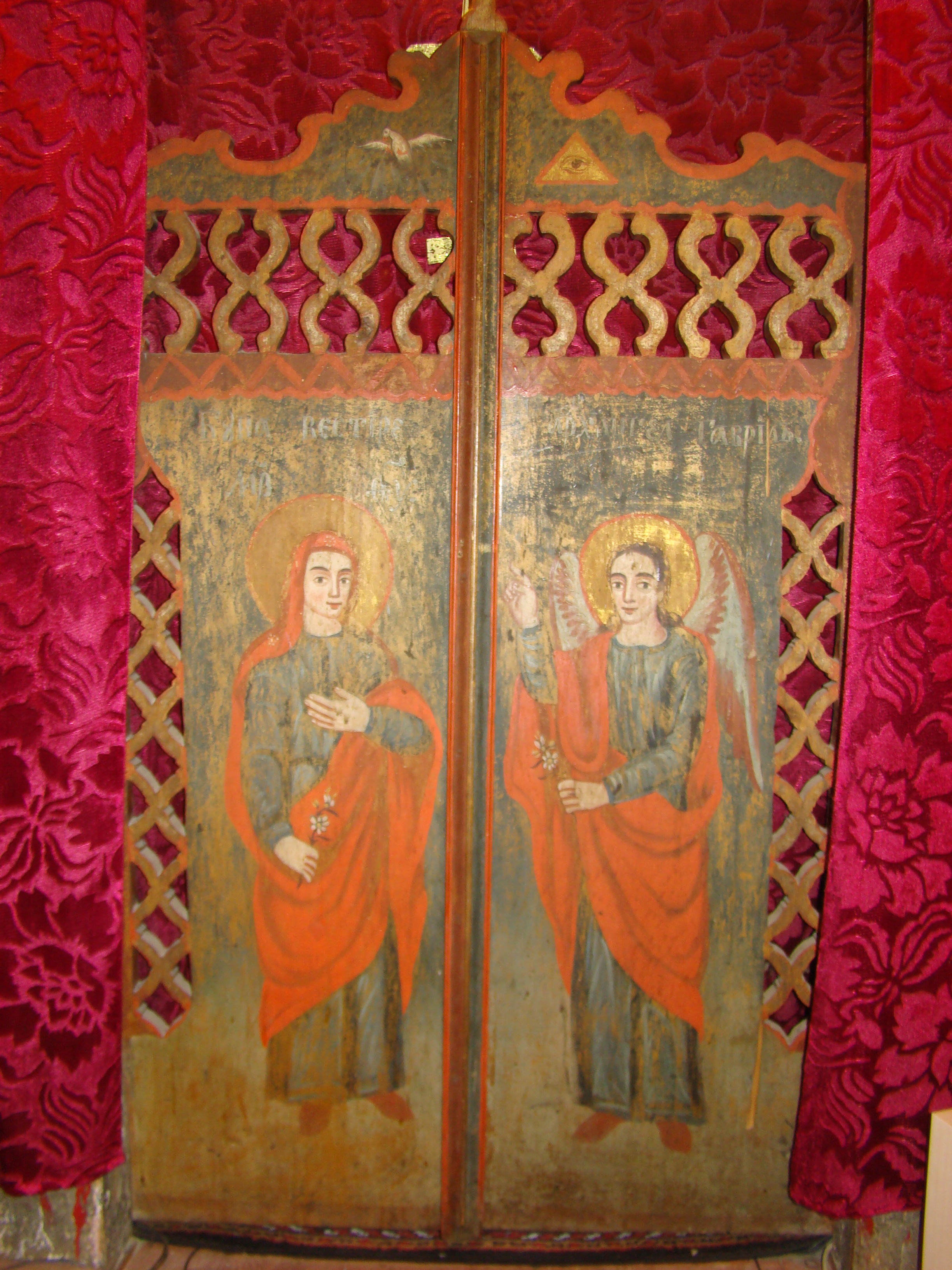

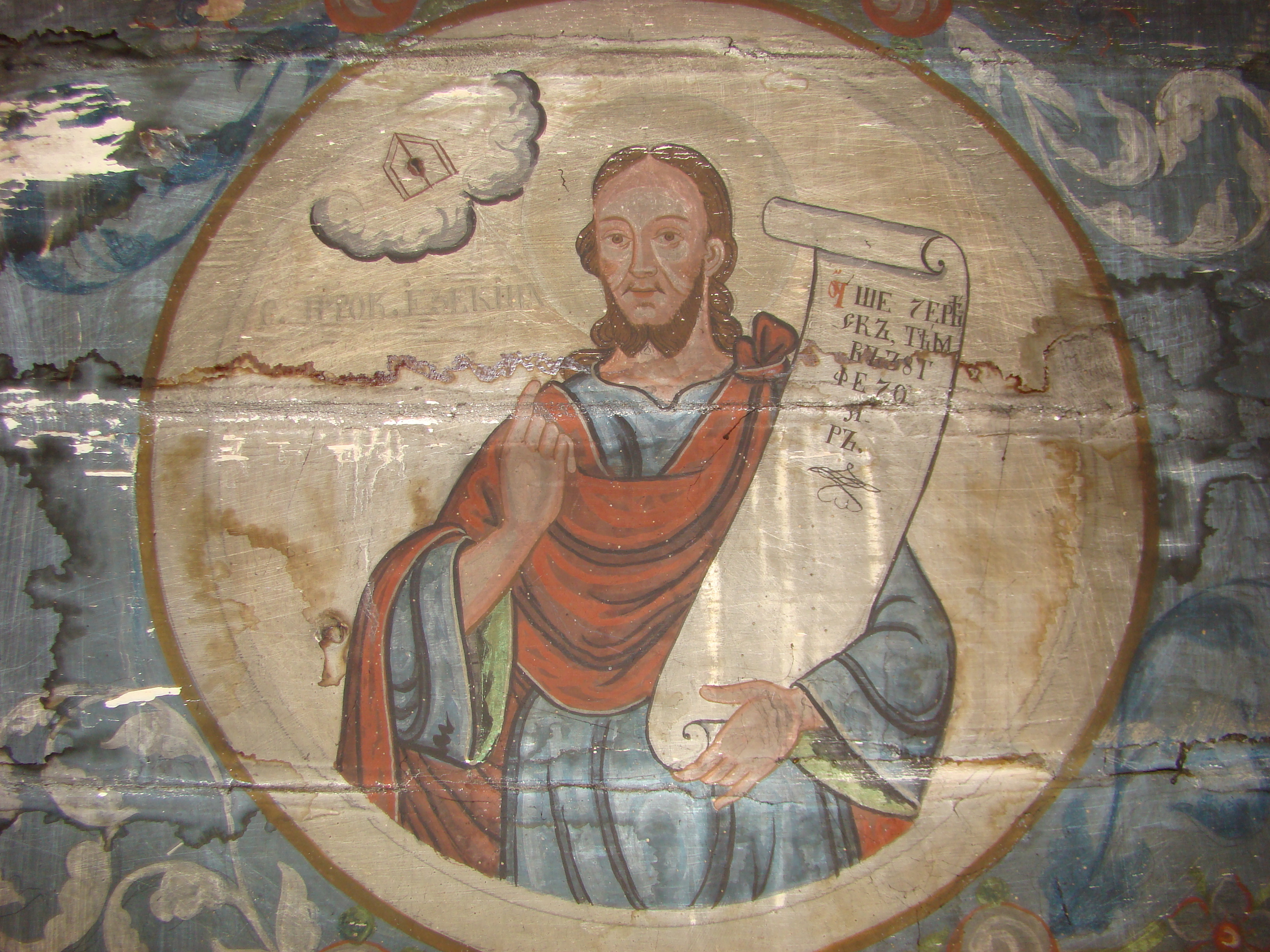

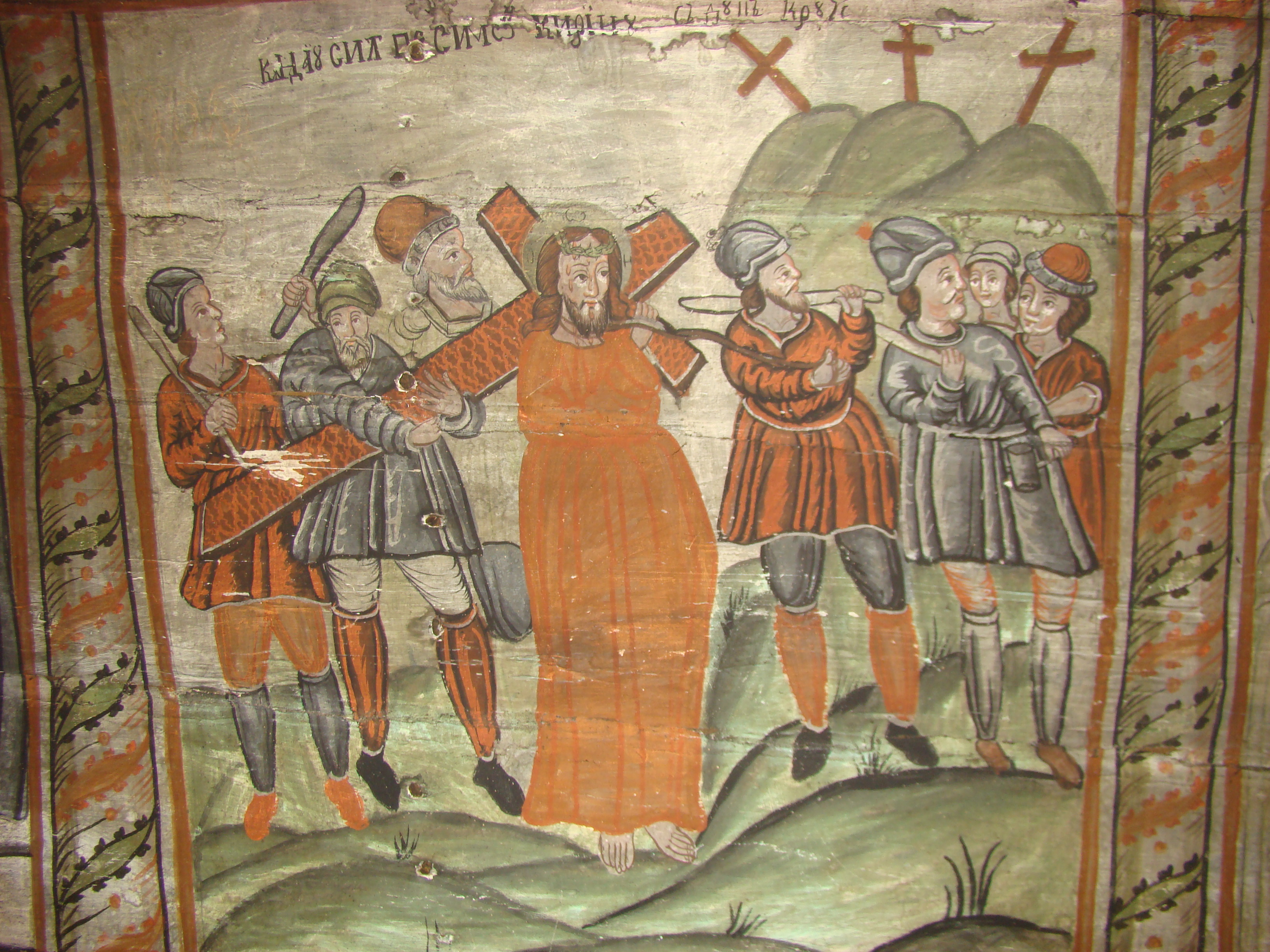

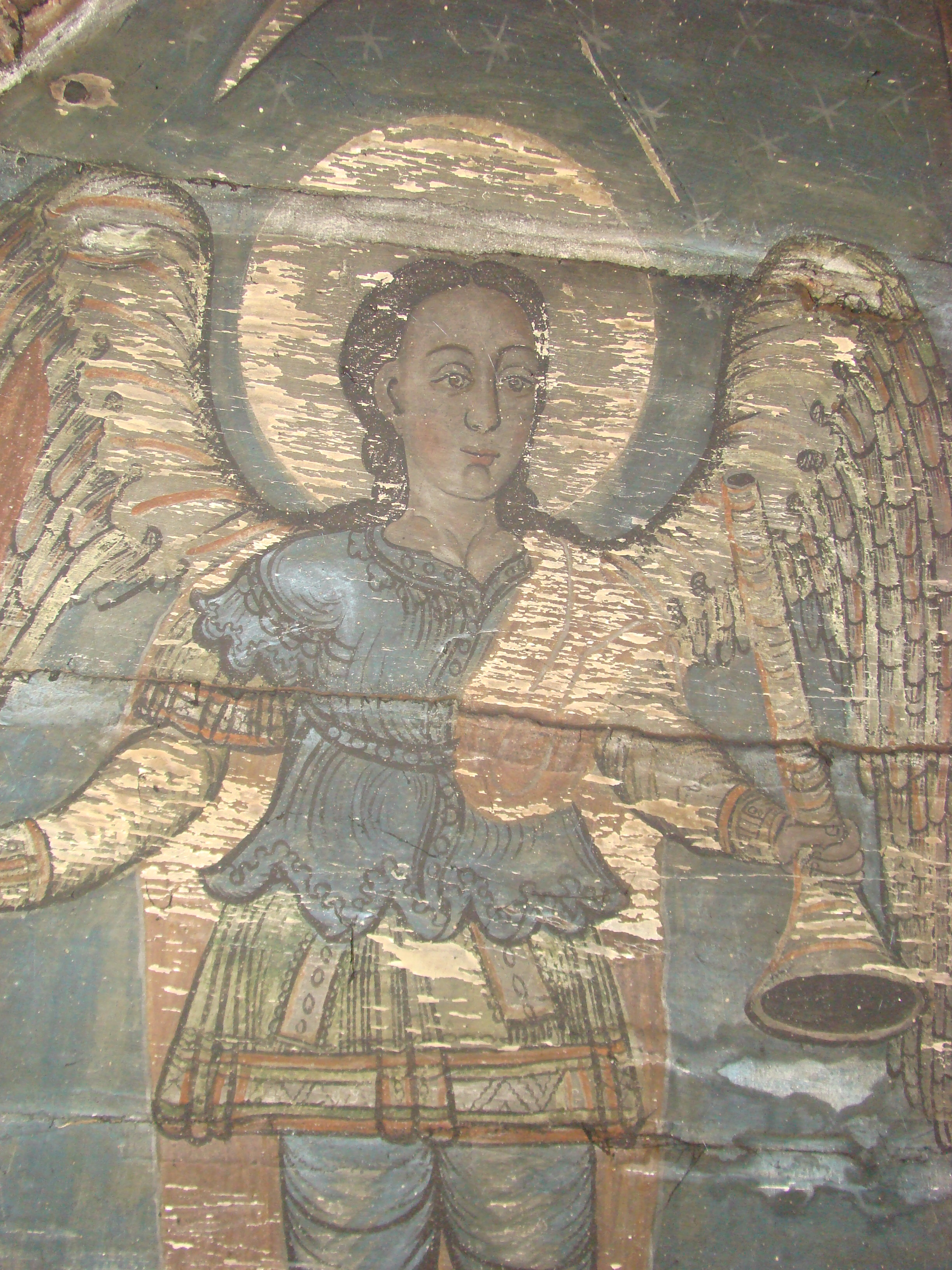

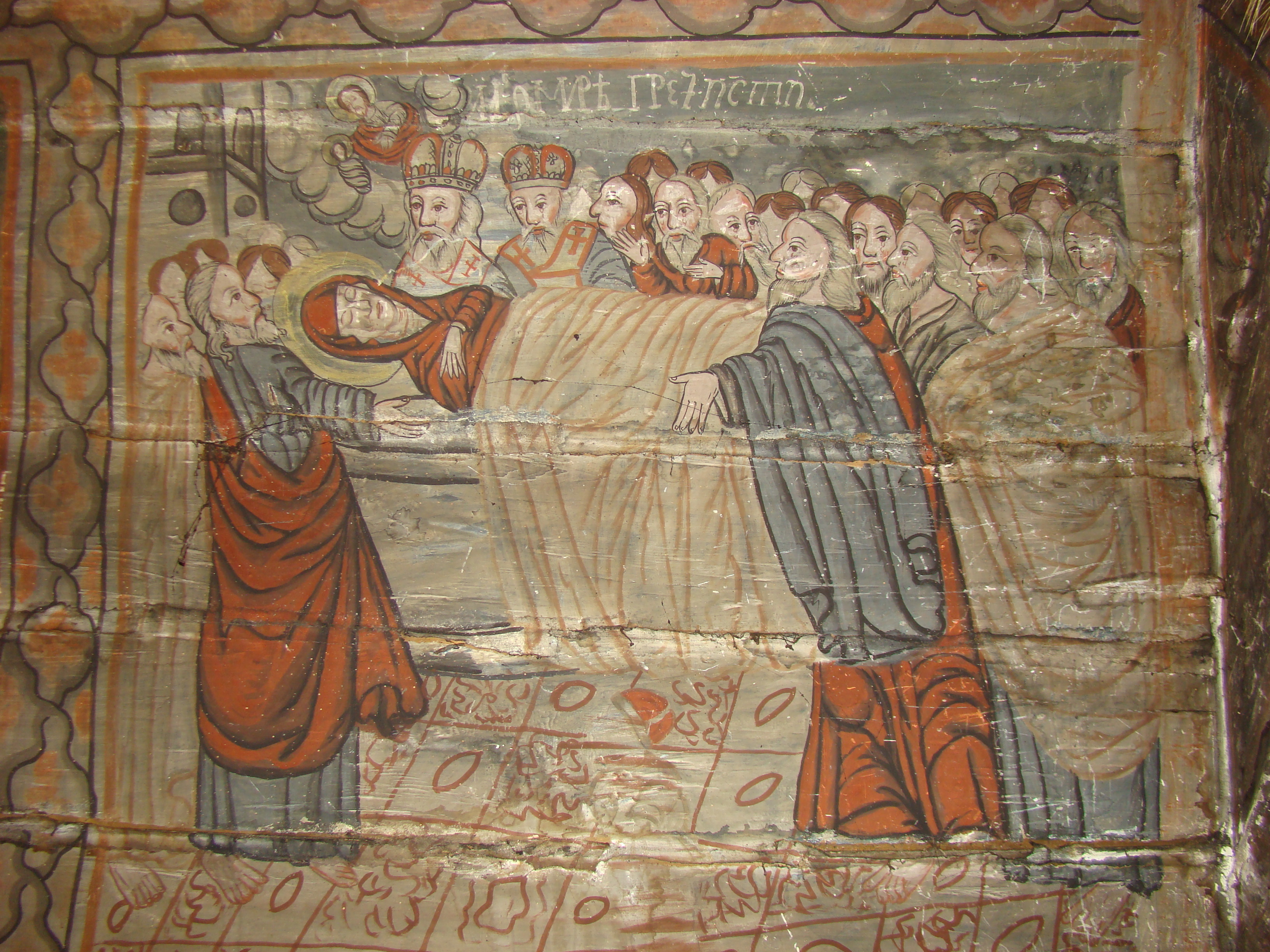

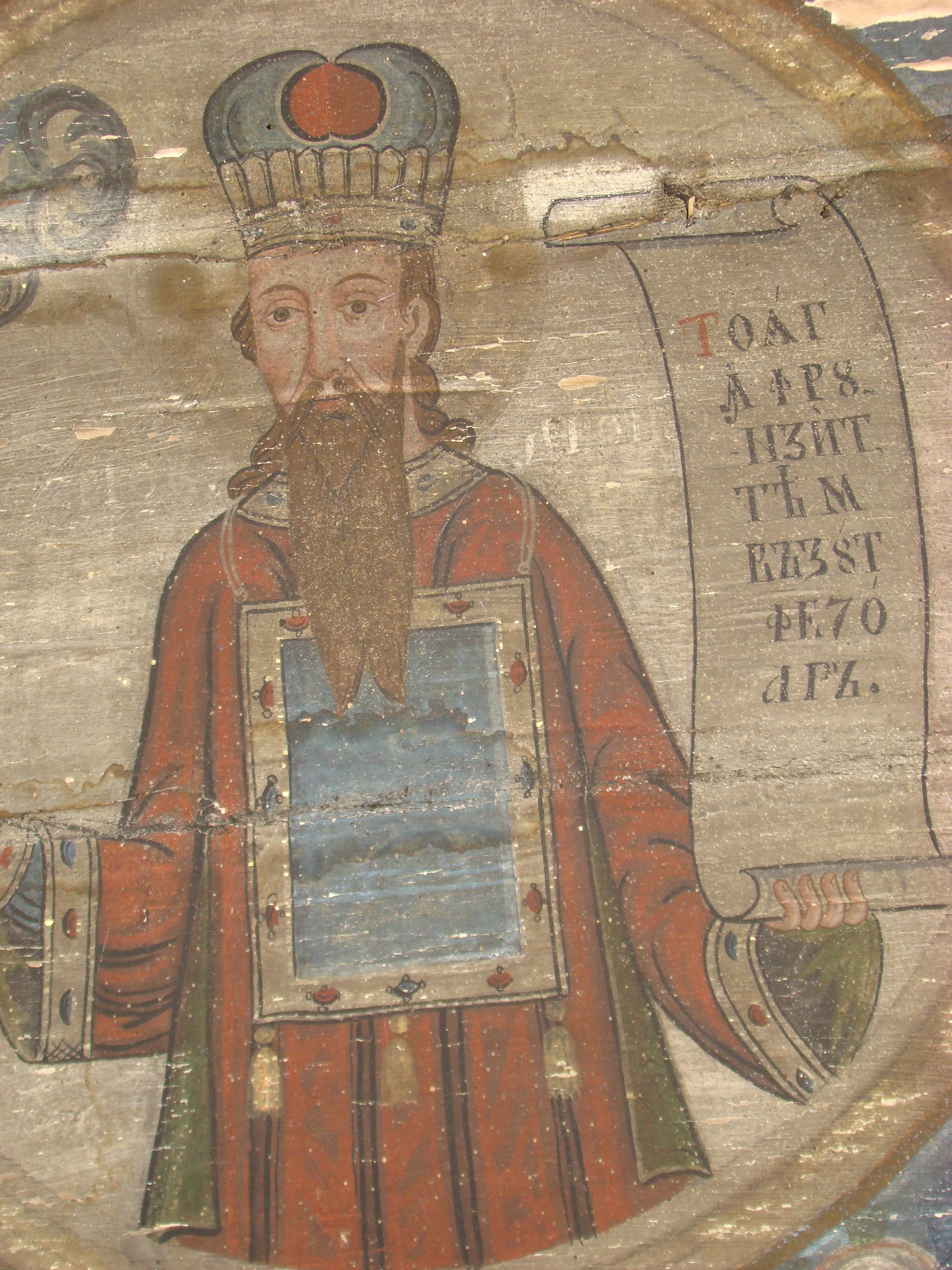

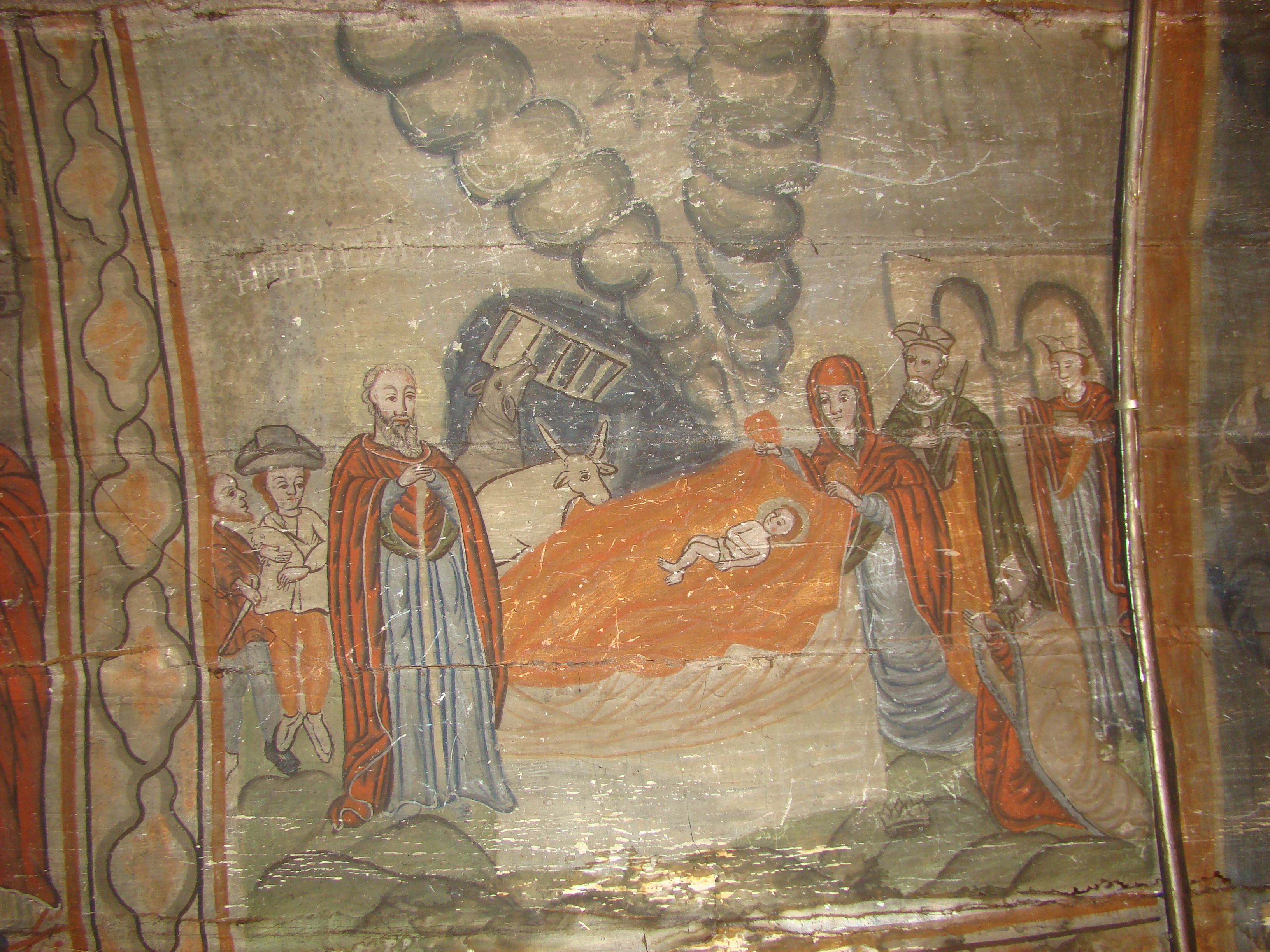

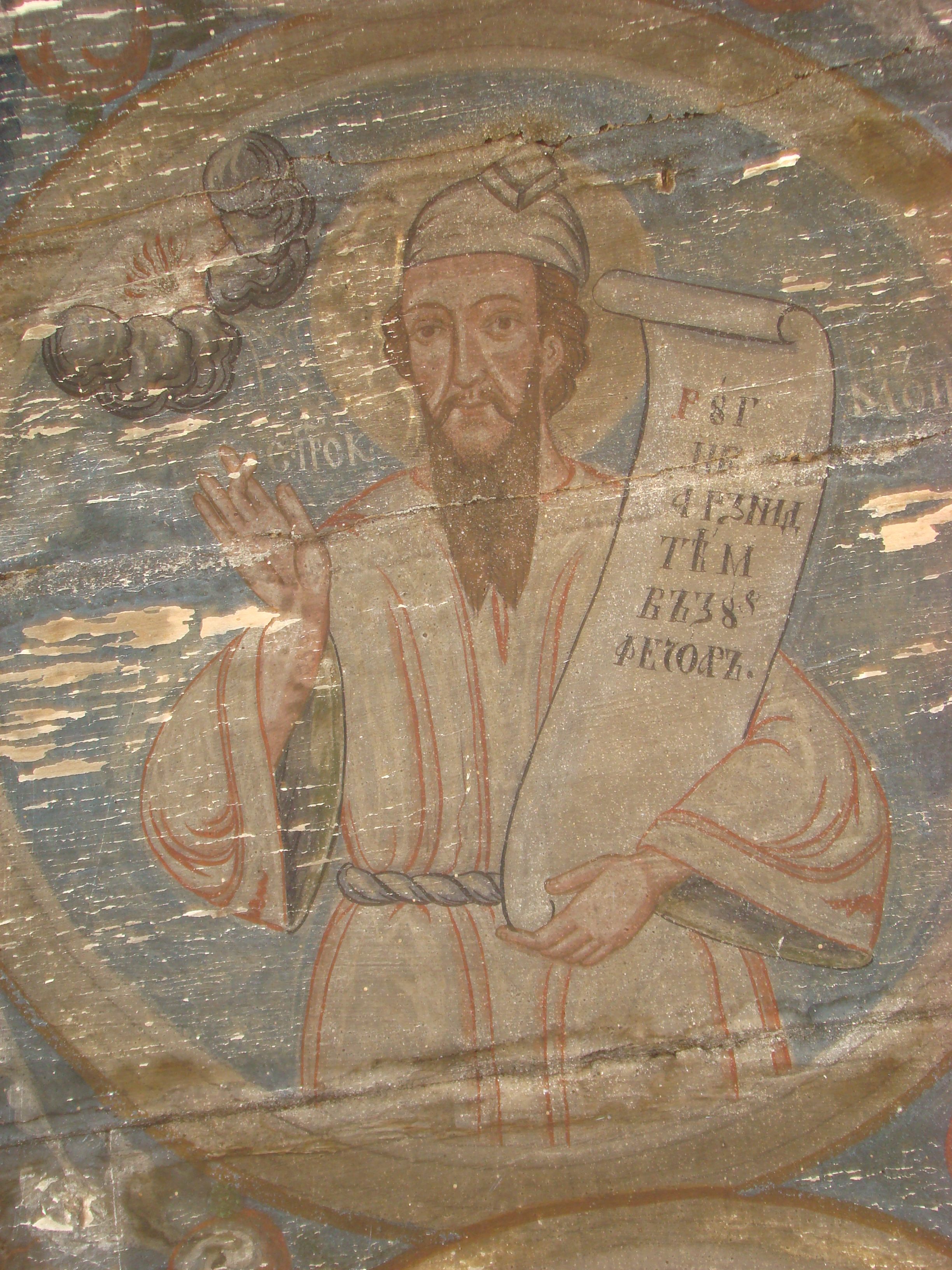

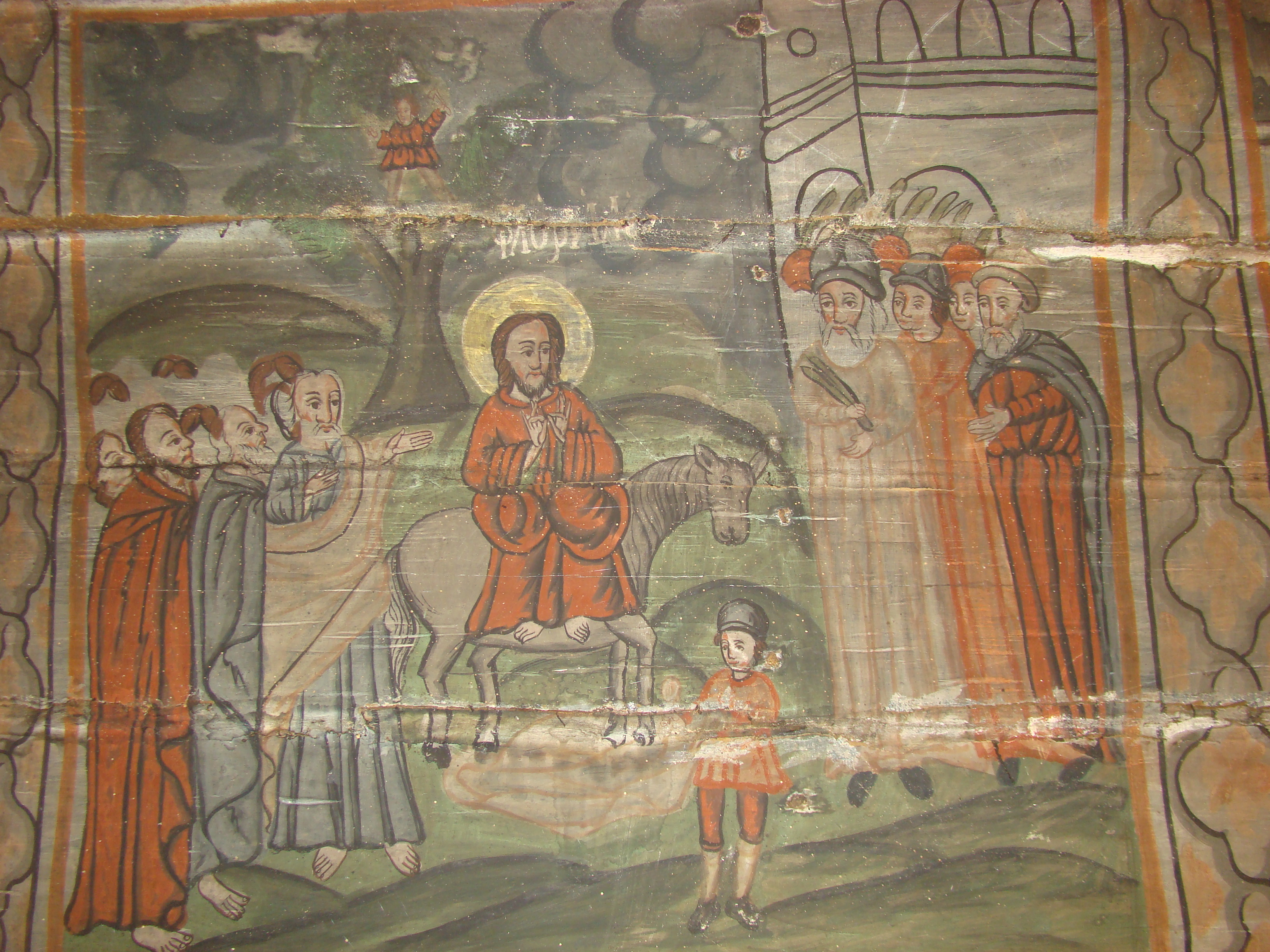

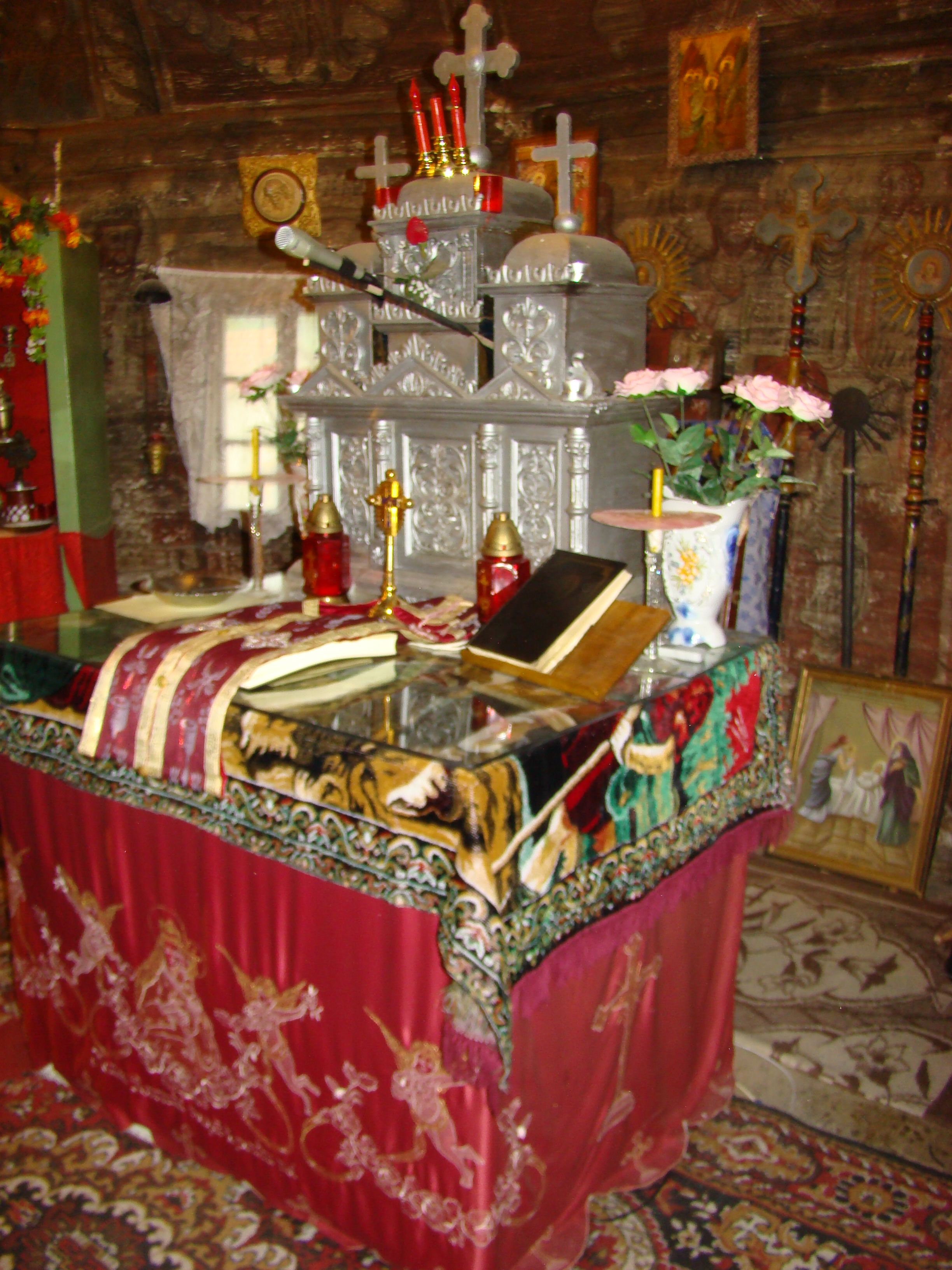

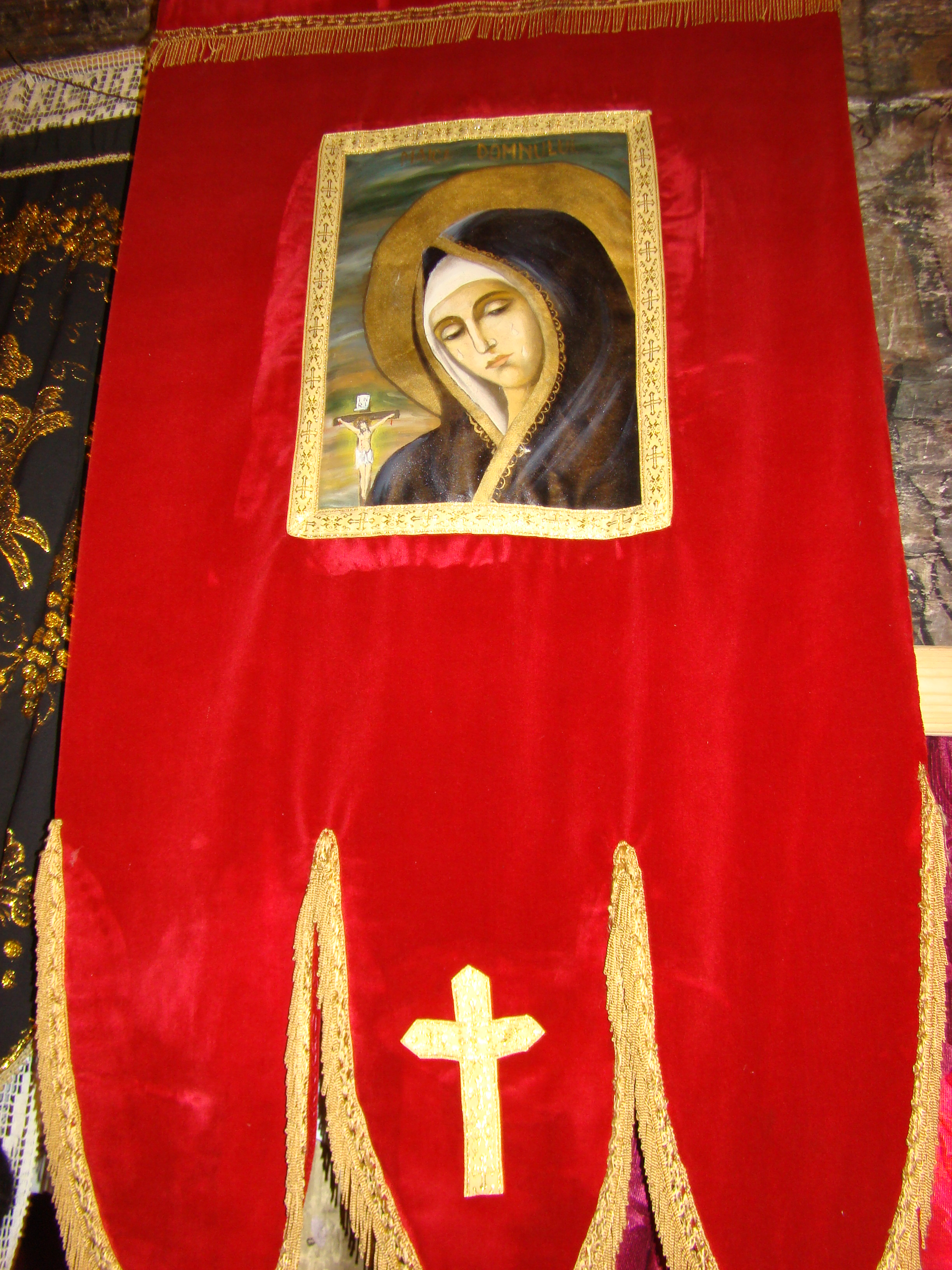

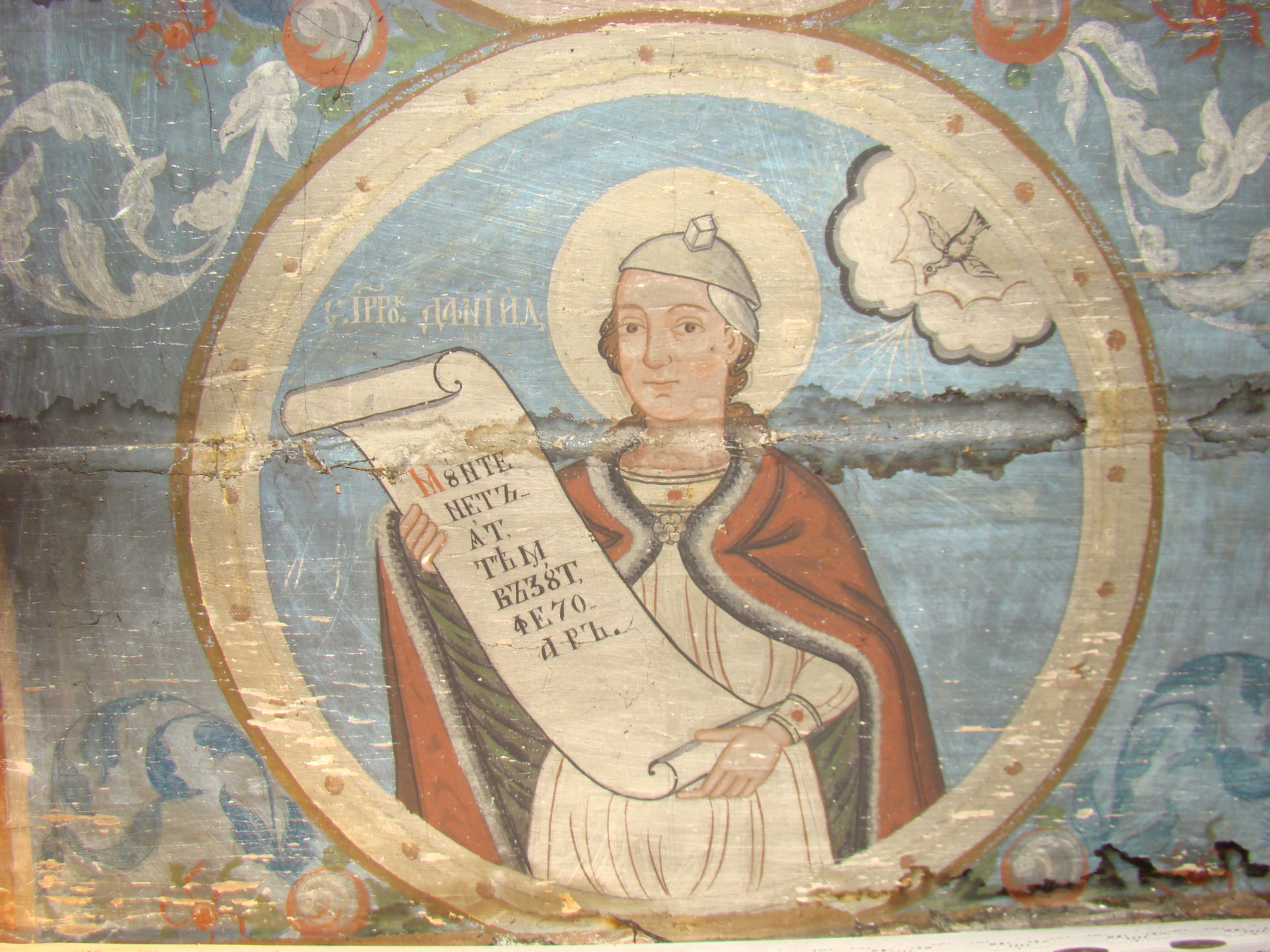

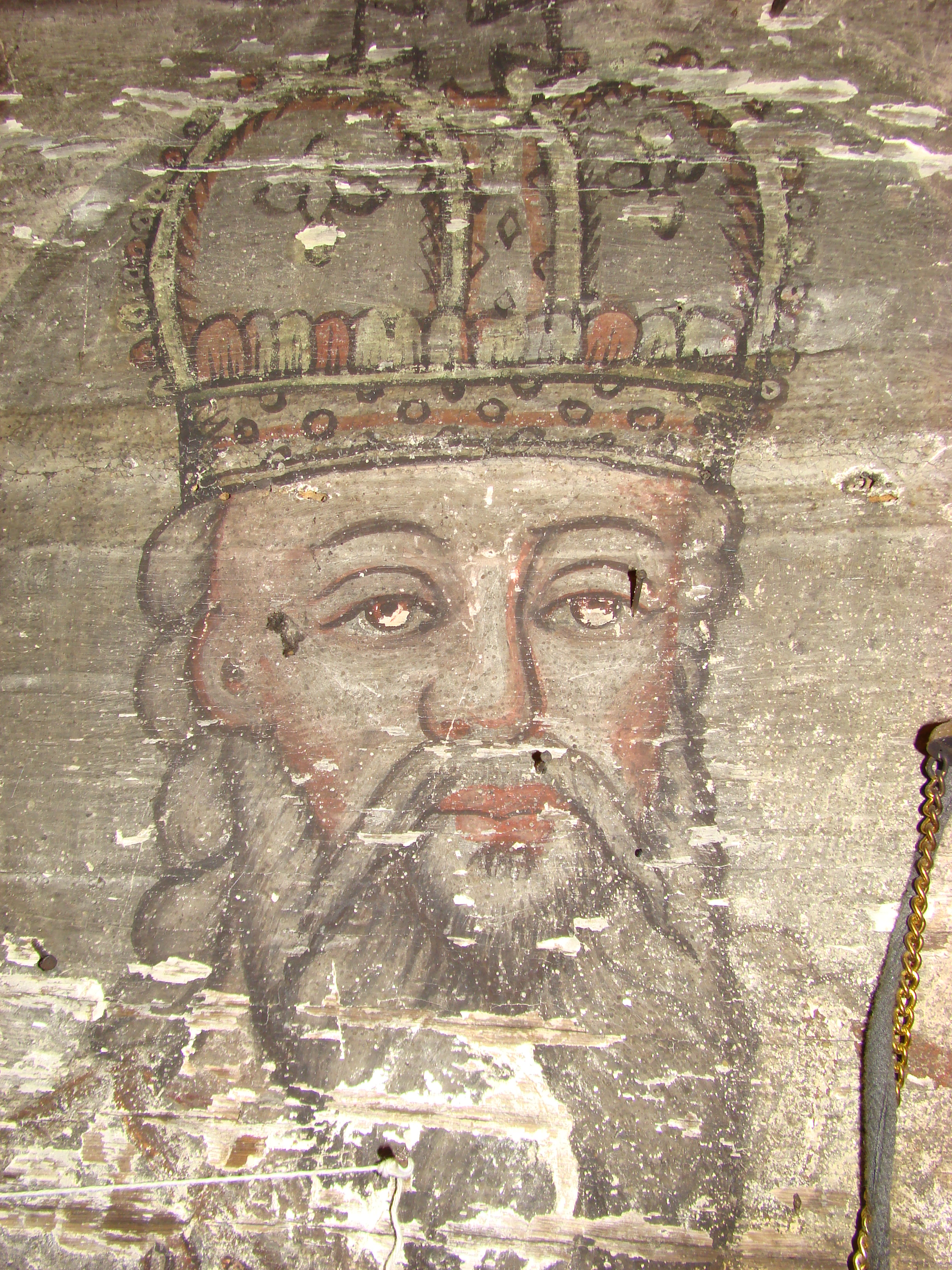

Biserica de lemn din Corbești, comuna Petriș, județul Arad, datează din anul 1800. Are hramul „Nașterea Maicii Domnului”. Biserica se află pe noua listă a monumentelor istorice sub codul LMI  AR-II-m-A-00597.

## Istoric și trăsături
În localitate a fost consemnată existența unei vechi biserici situată pe „Dâmbul bisericii" unde era și cimitirul. În conscripția din 1755, satul Corbești avea 15 case iar locuitorii frecventau lăcașul de cult din Petriș, pentru că nu existau biserică și preot în sat. 
Biserica de la Corbești se înscrie armonios în ambianța monumentelor de arhitectură populară; ea datează de pe la 1800 și a fost adusă în acest loc pe la 1835, fiind așezată pe o talpă de piatră. Lucrată cu toporul, din bârne de gorun, netencuită, păstrează forme arhaice. La începutul secolului al XIX-lea a fost pictată de Nicolae de la Lupșa Mare având și un ajutor al cărui nume nu se cunoaște și căruia îi aparține o parte din pictura naosului. Se remarcă mai ales prin frumoasele picturi care acoperă zidurile, tavanul boltit și iconostasul, opere ale unor pictori populari, cel mai important fiind cel mai sus-menționat: Nicolae Zugravul din Lupșa Mare, care a lucrat și la biserica din Julița. 
Biserica necesită reparații; din păcate eforturile singulare ale unor preoți tineri sunt subminate tocmai de instituțiile care ar trebui să-i sprijine, de birocrația stufoasă și lipsa de interes și profesionalism a unor oameni plătiți să protejeze aceste monumente. 

## Imagini din interior

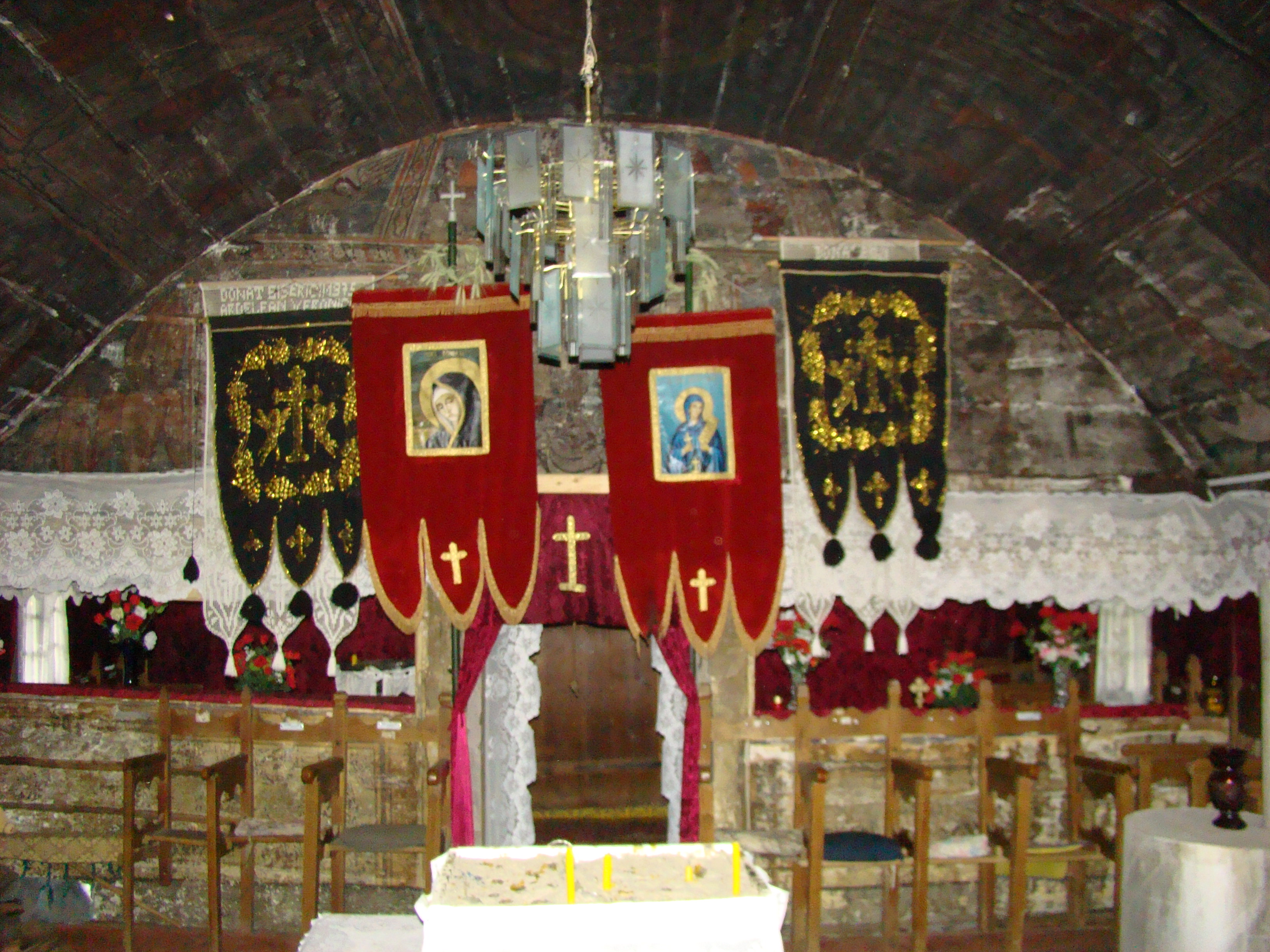
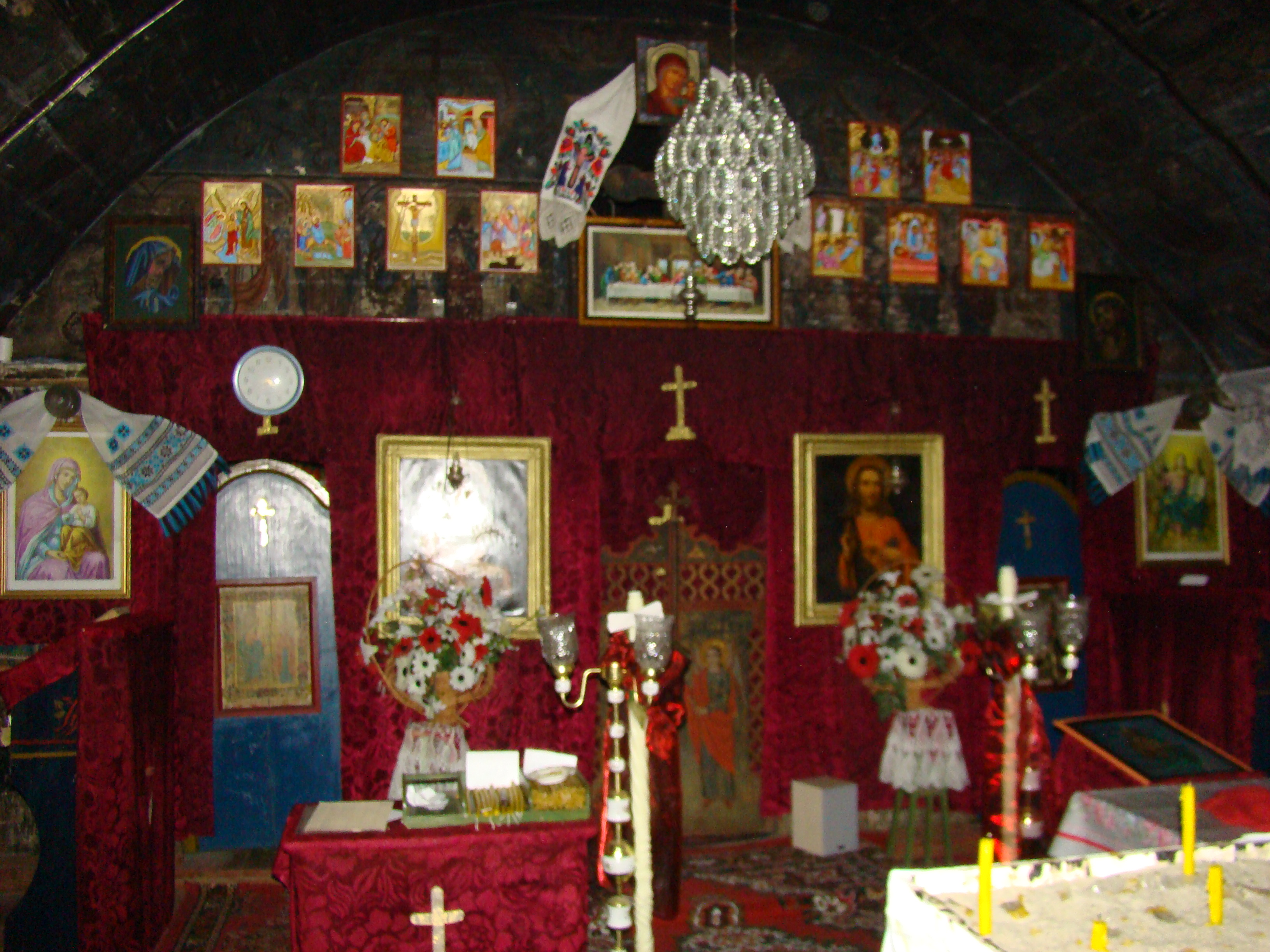
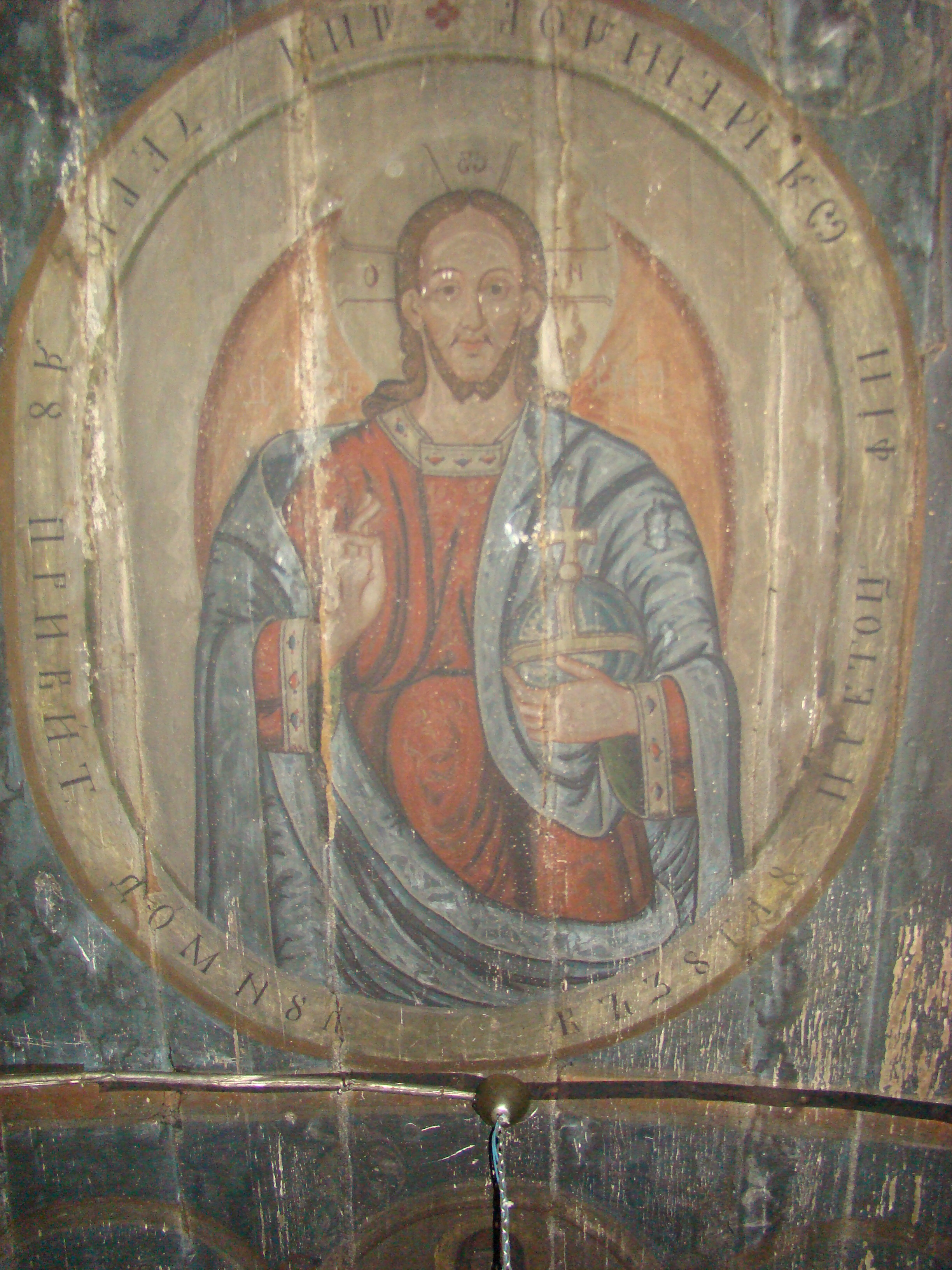
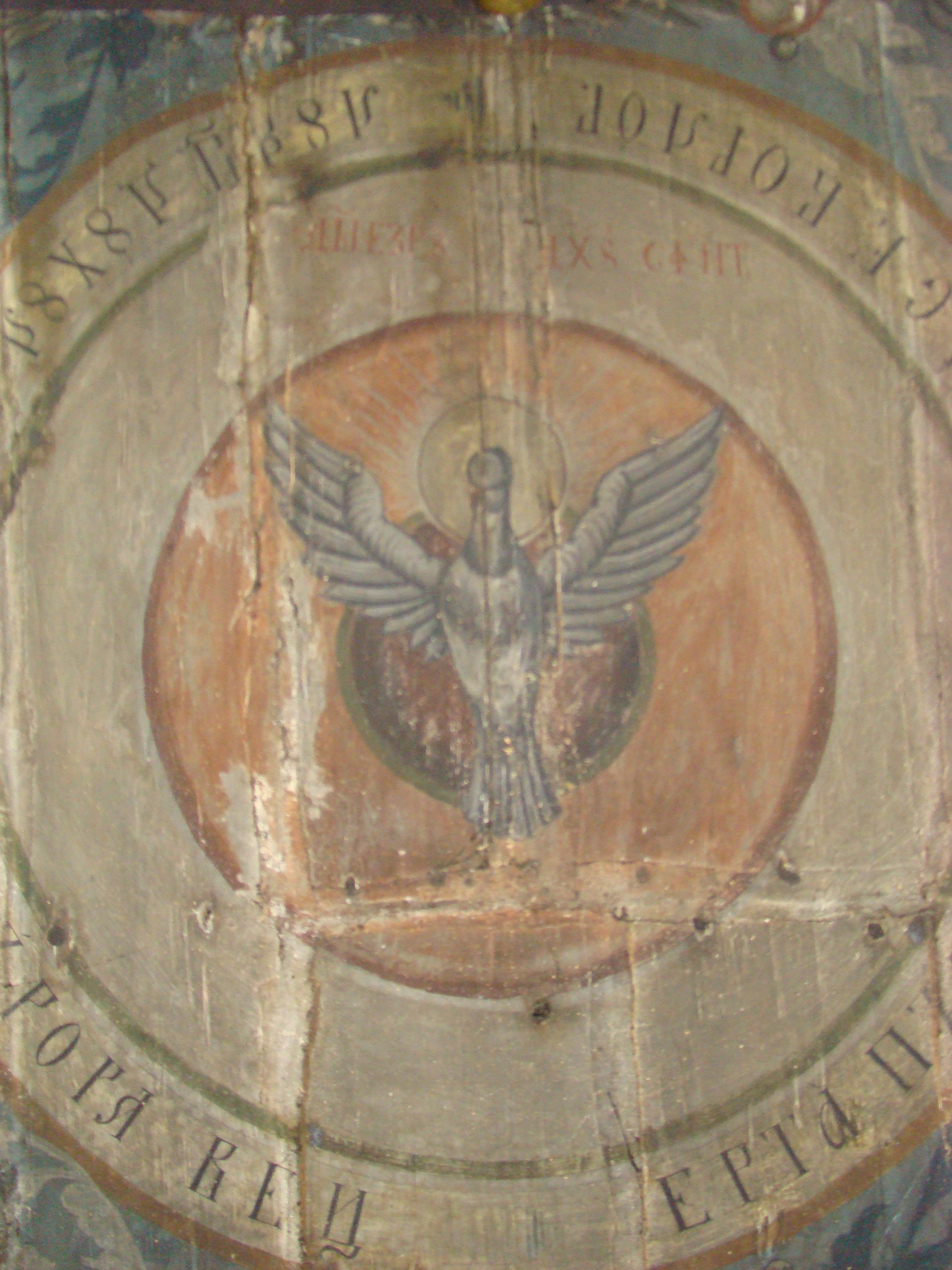
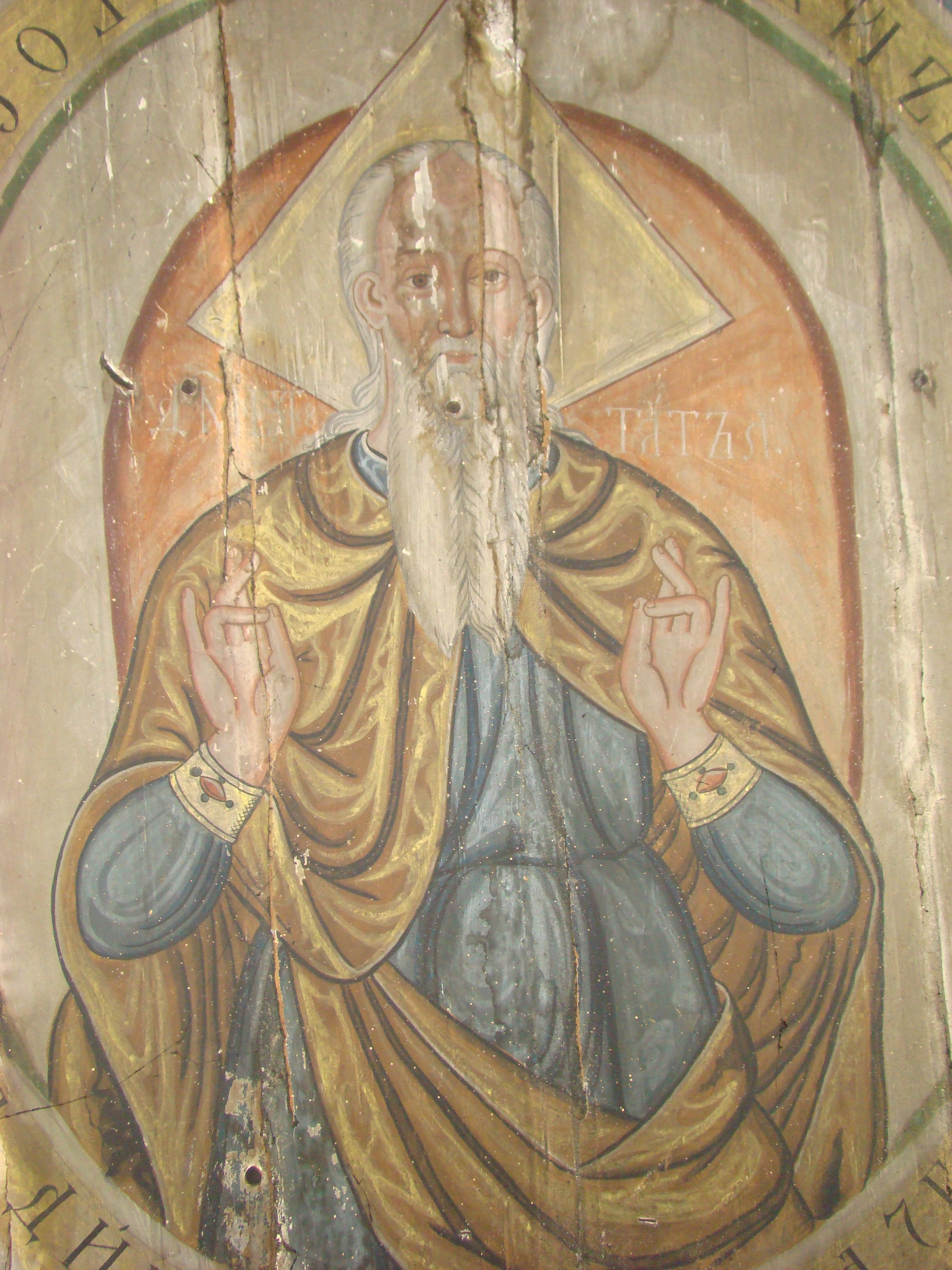
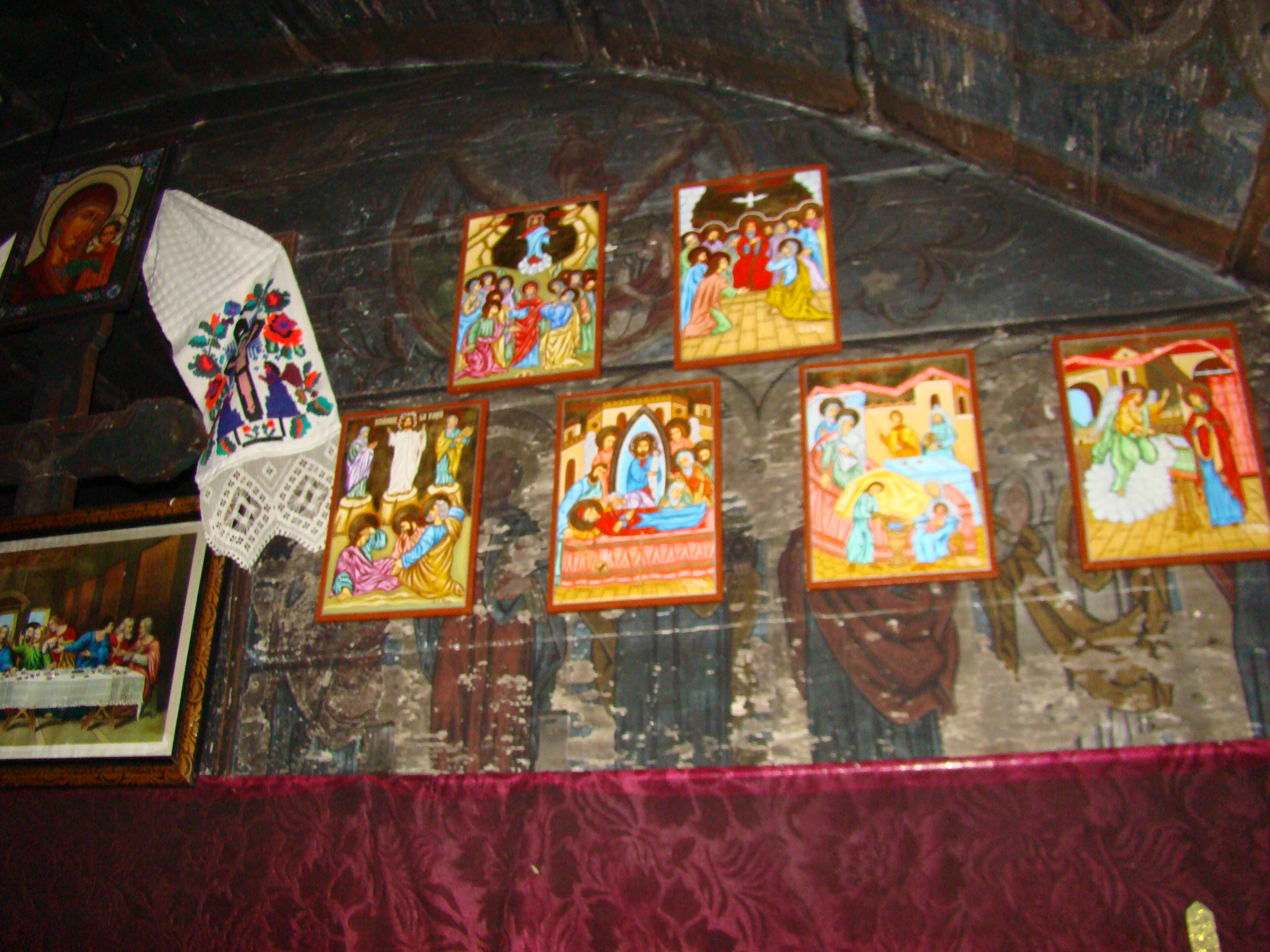
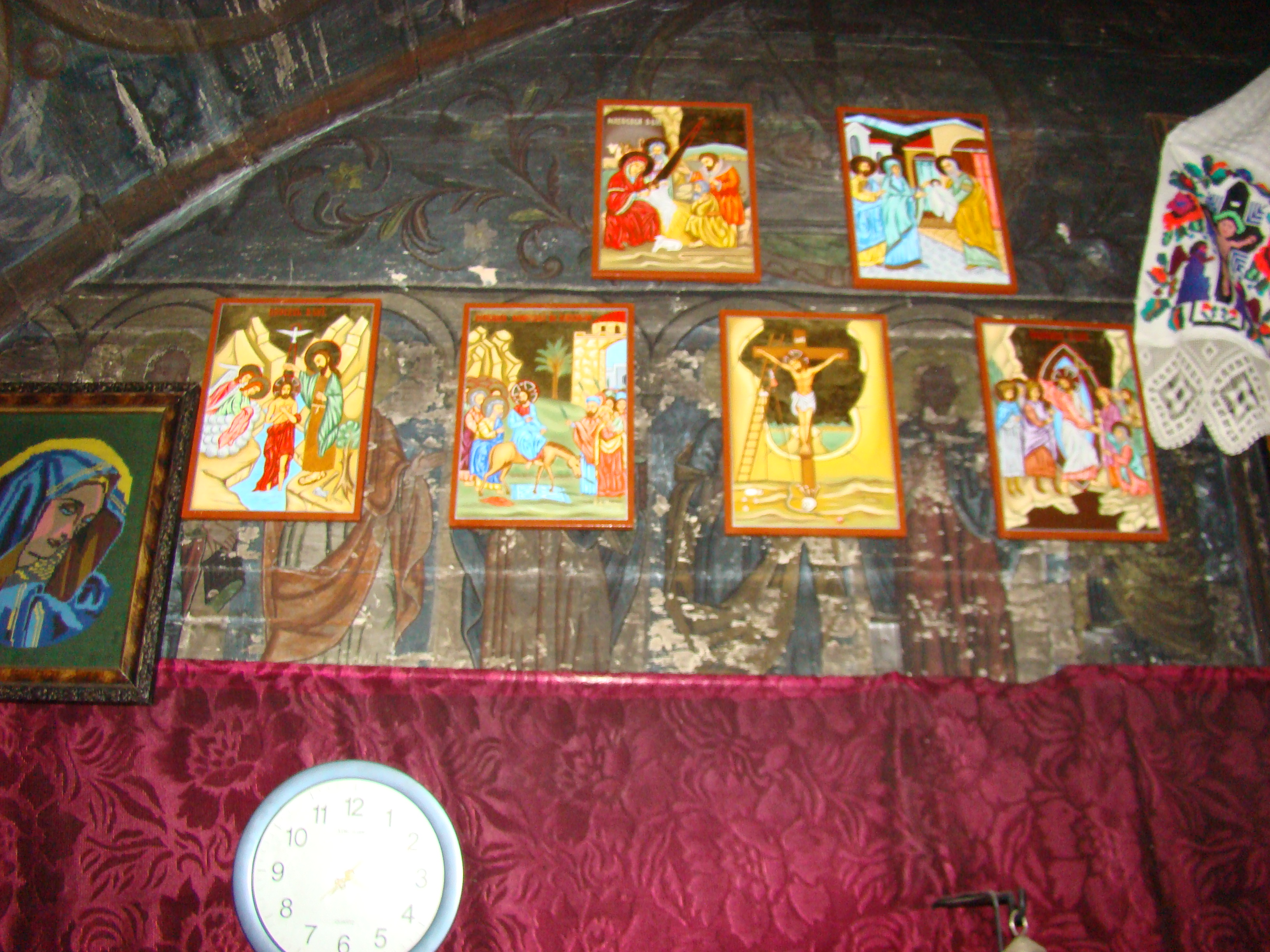
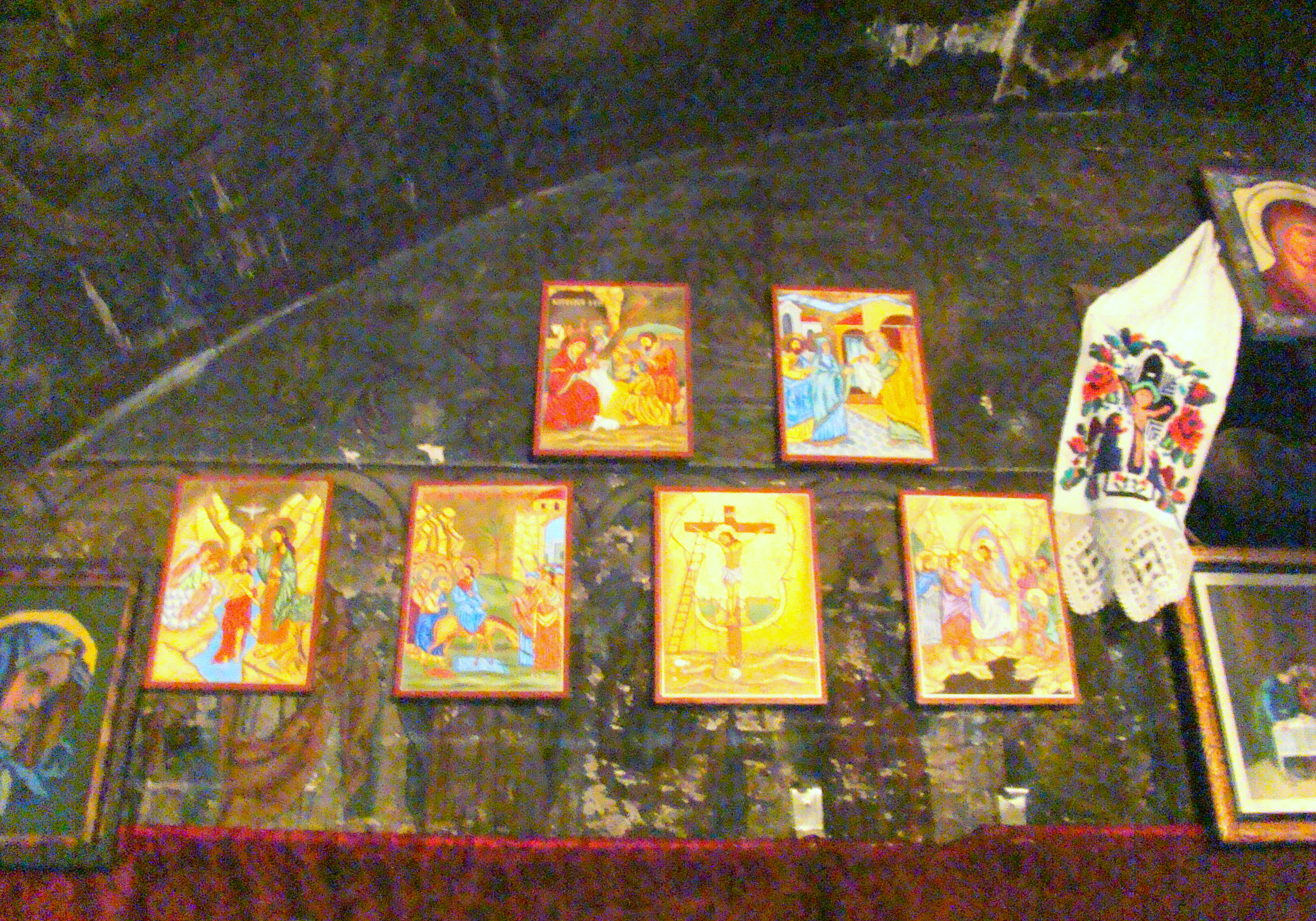
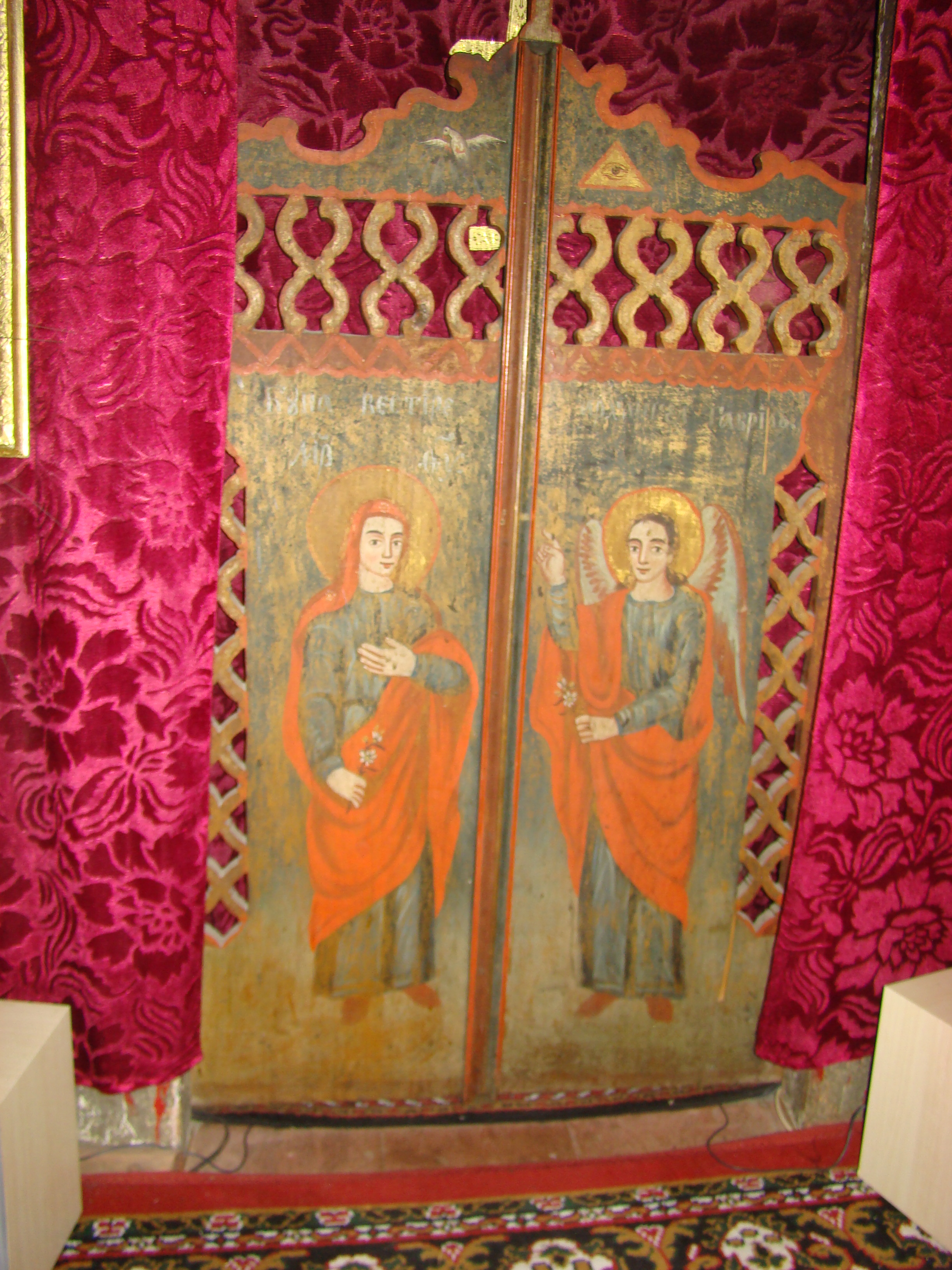
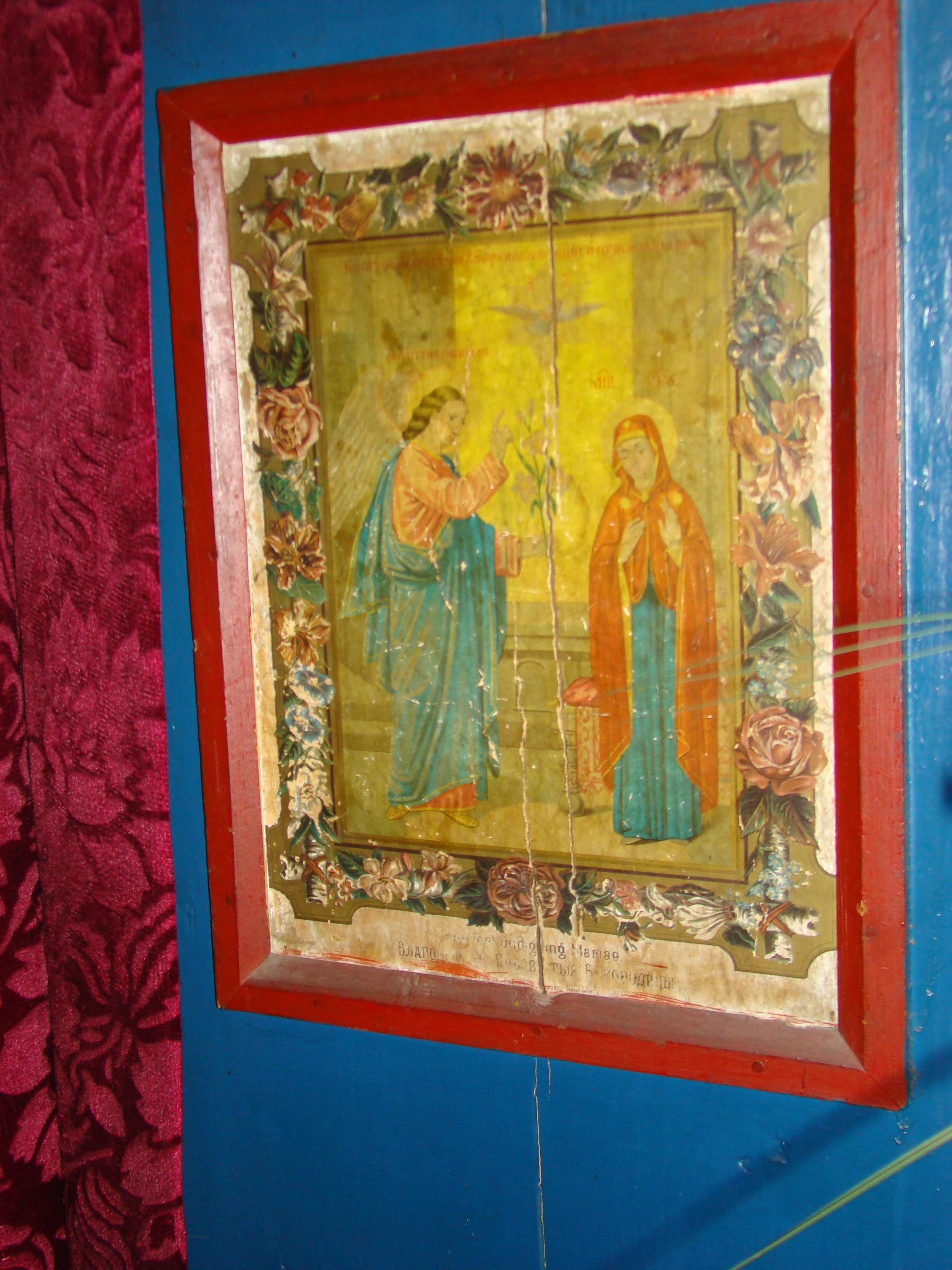
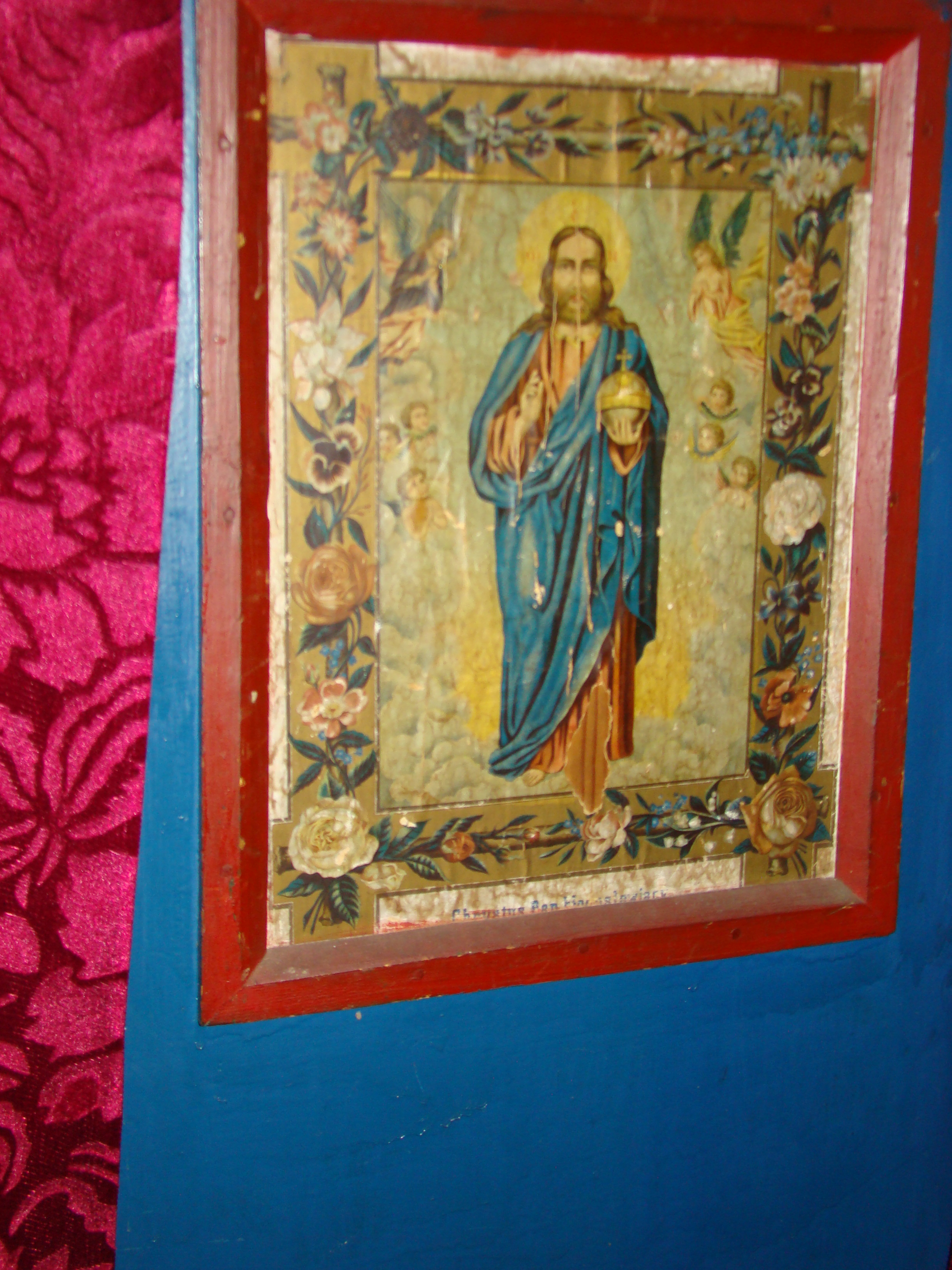
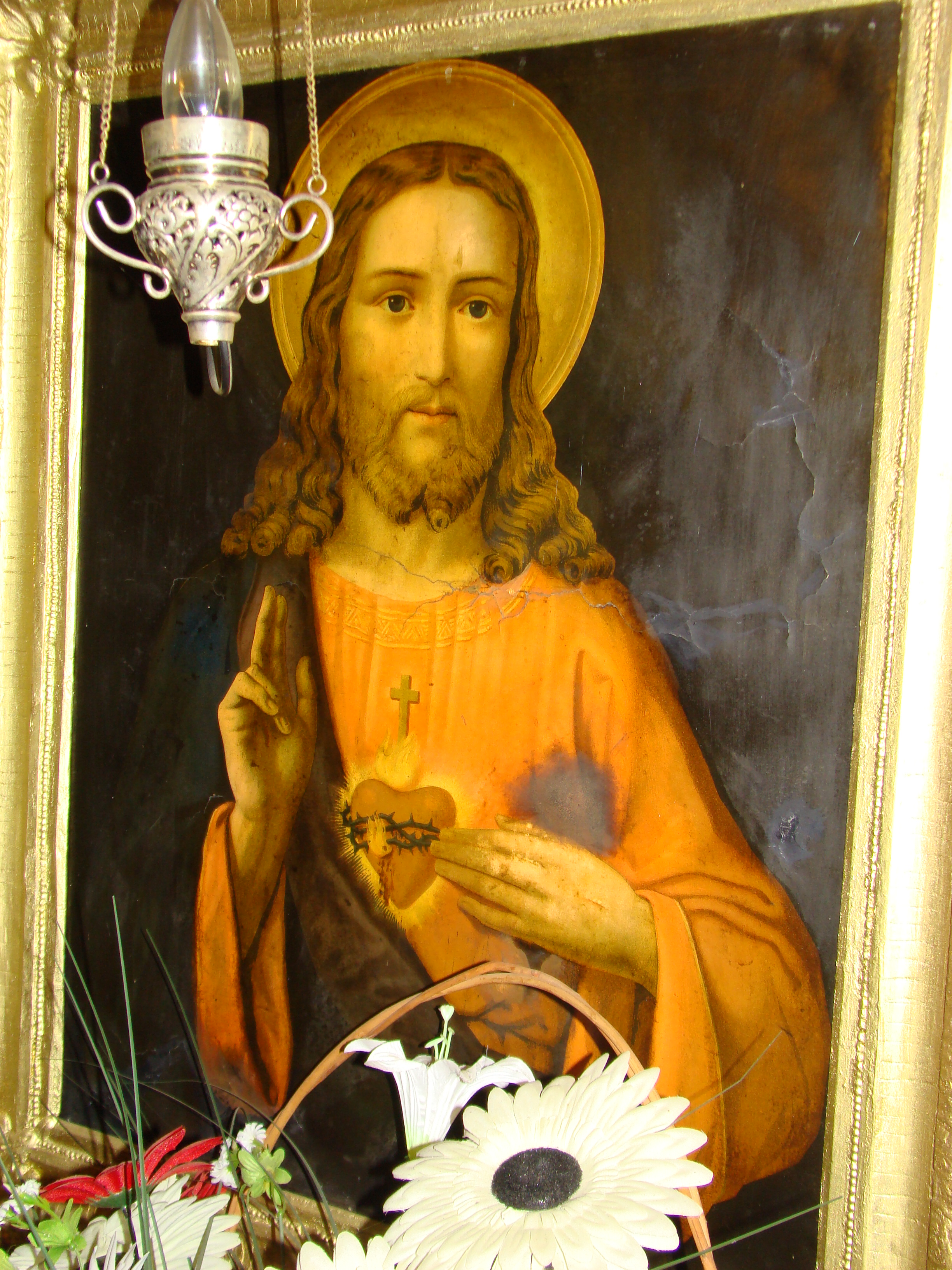
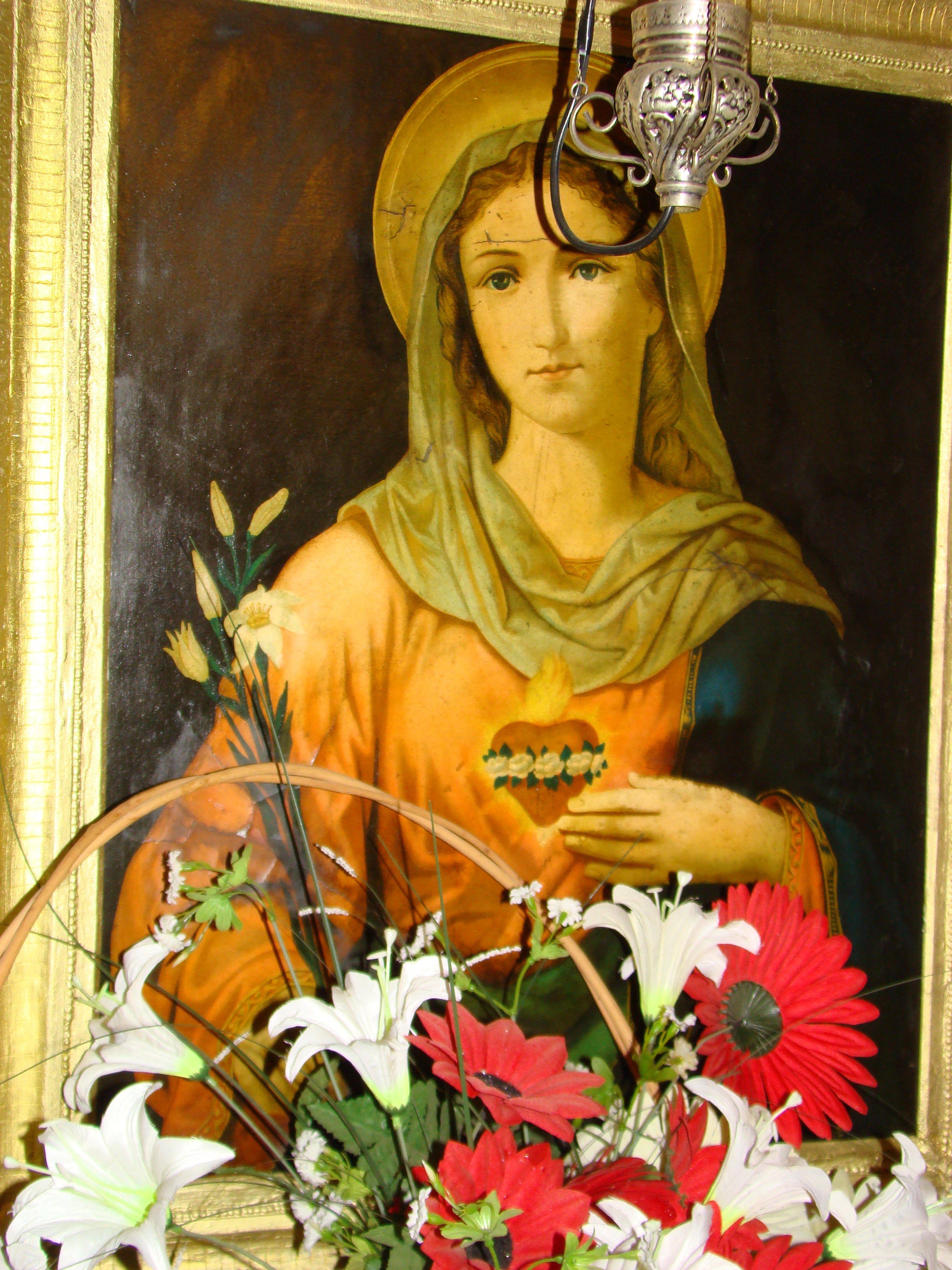
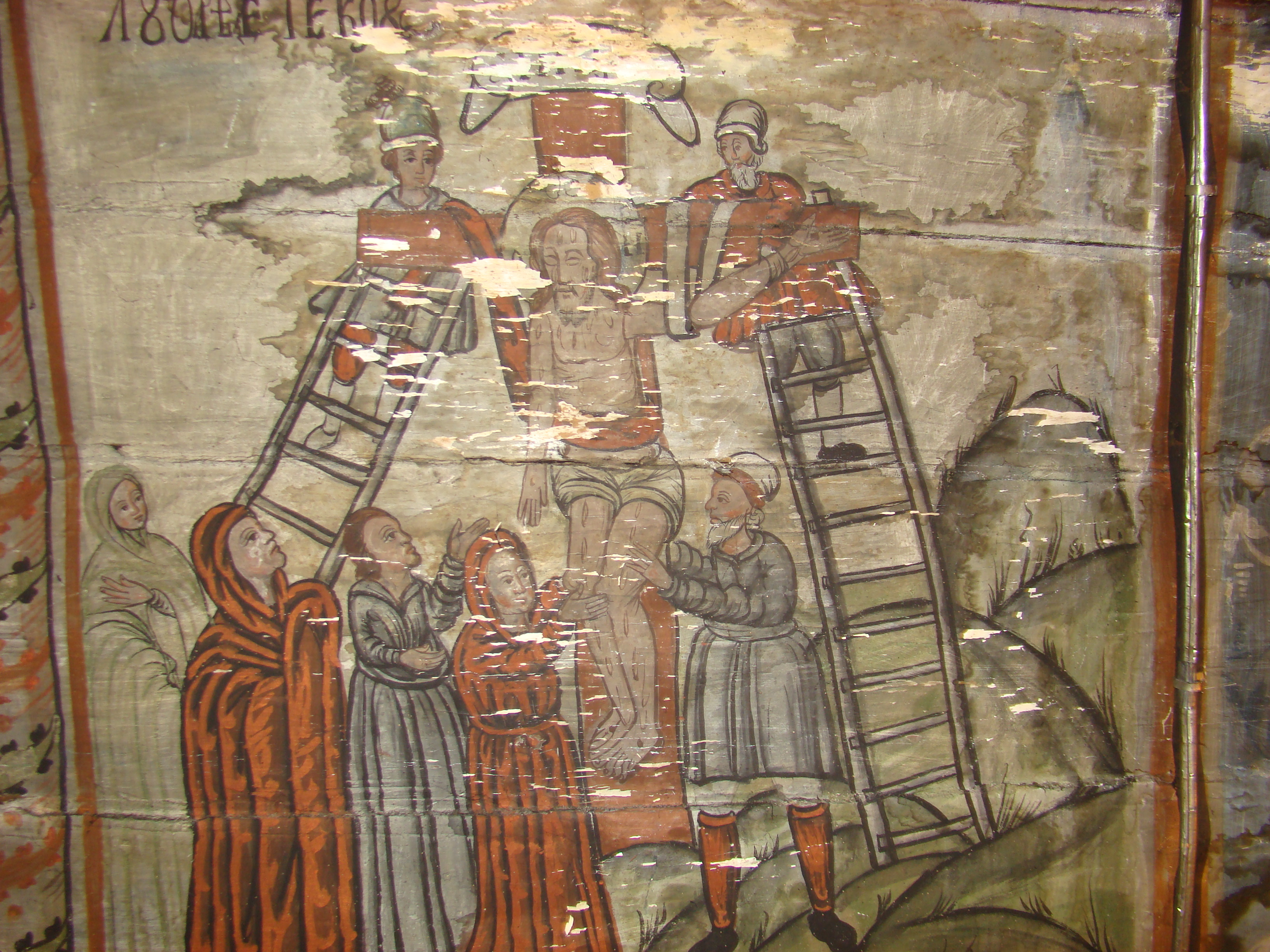
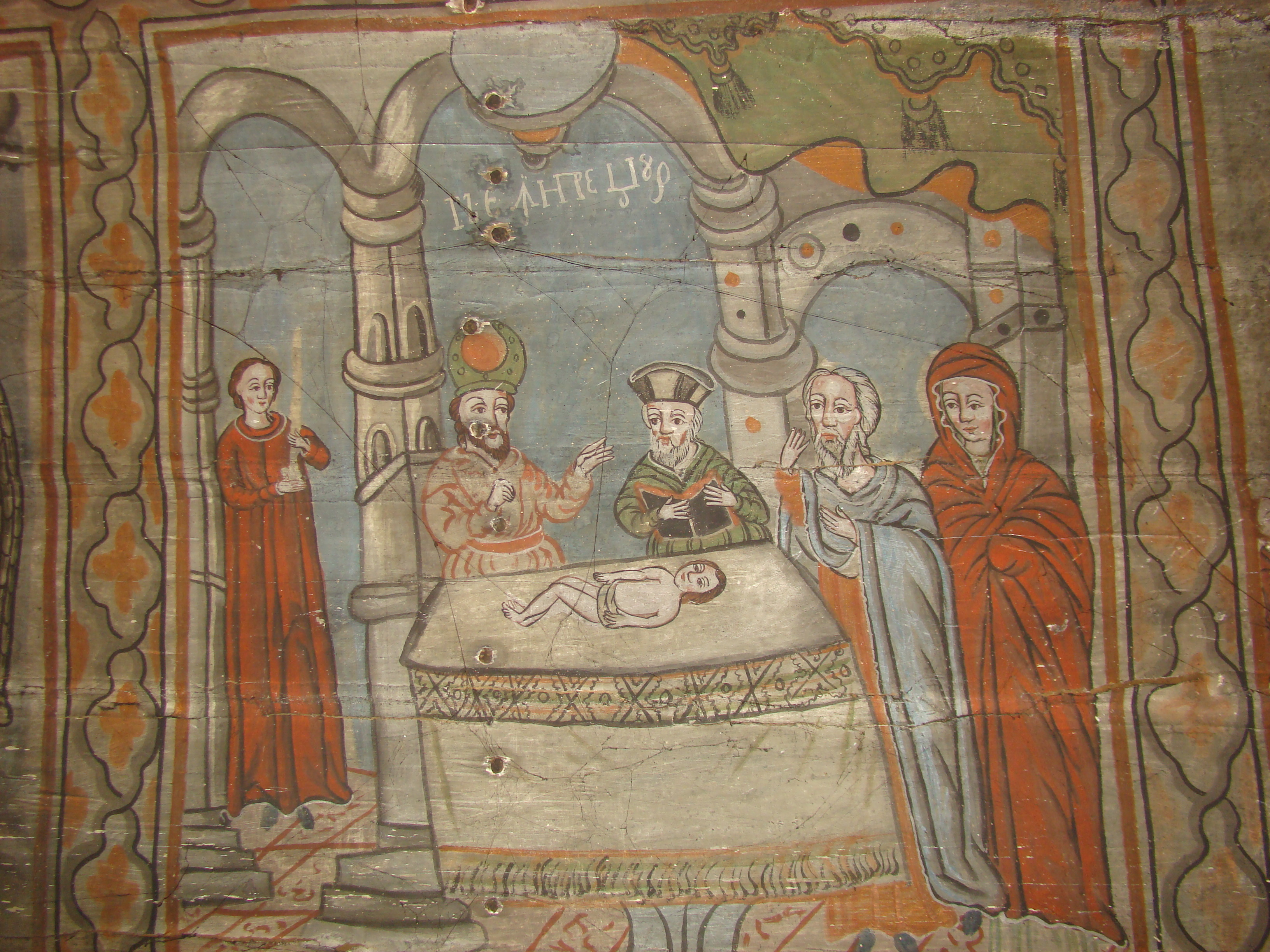
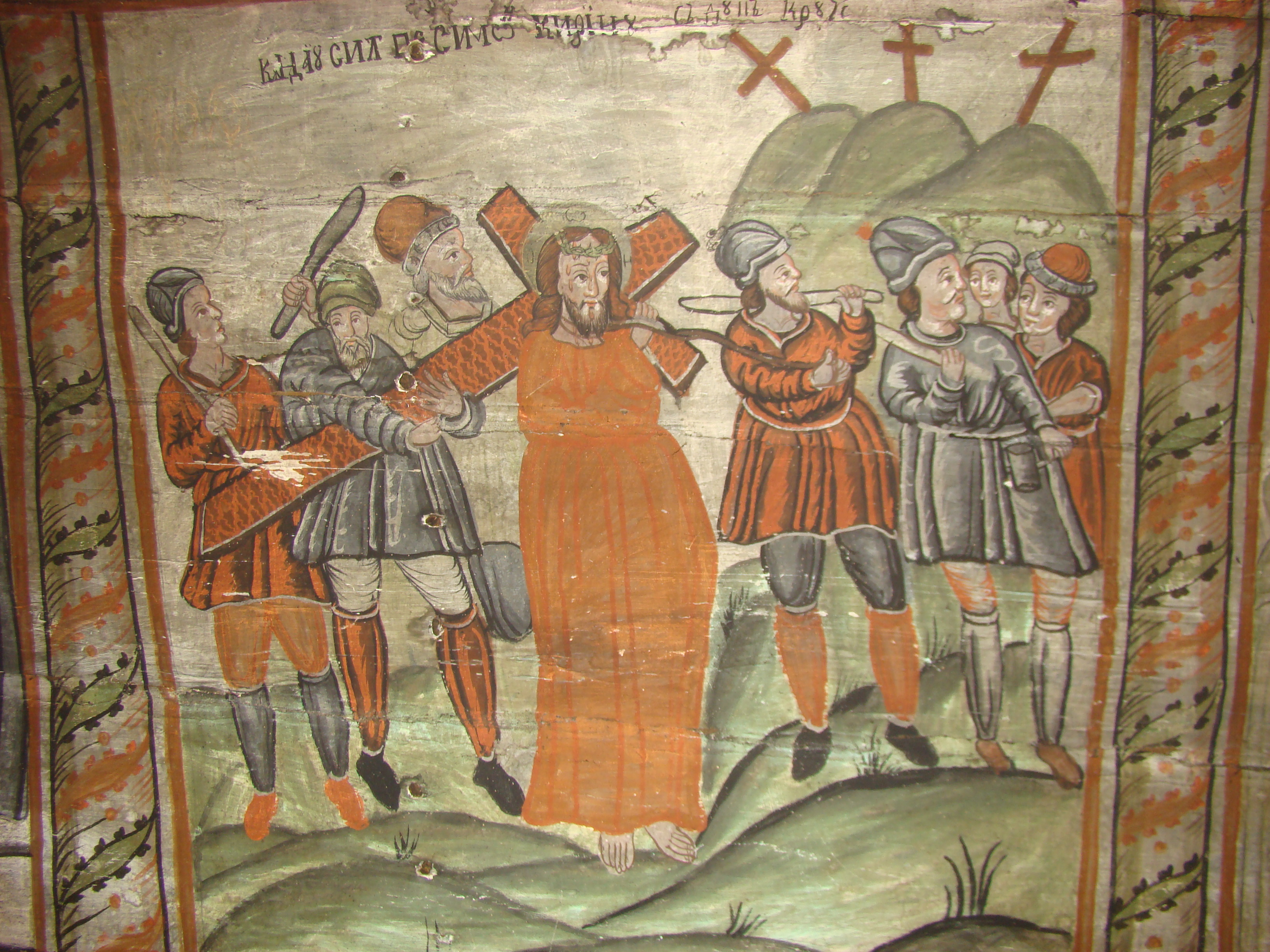
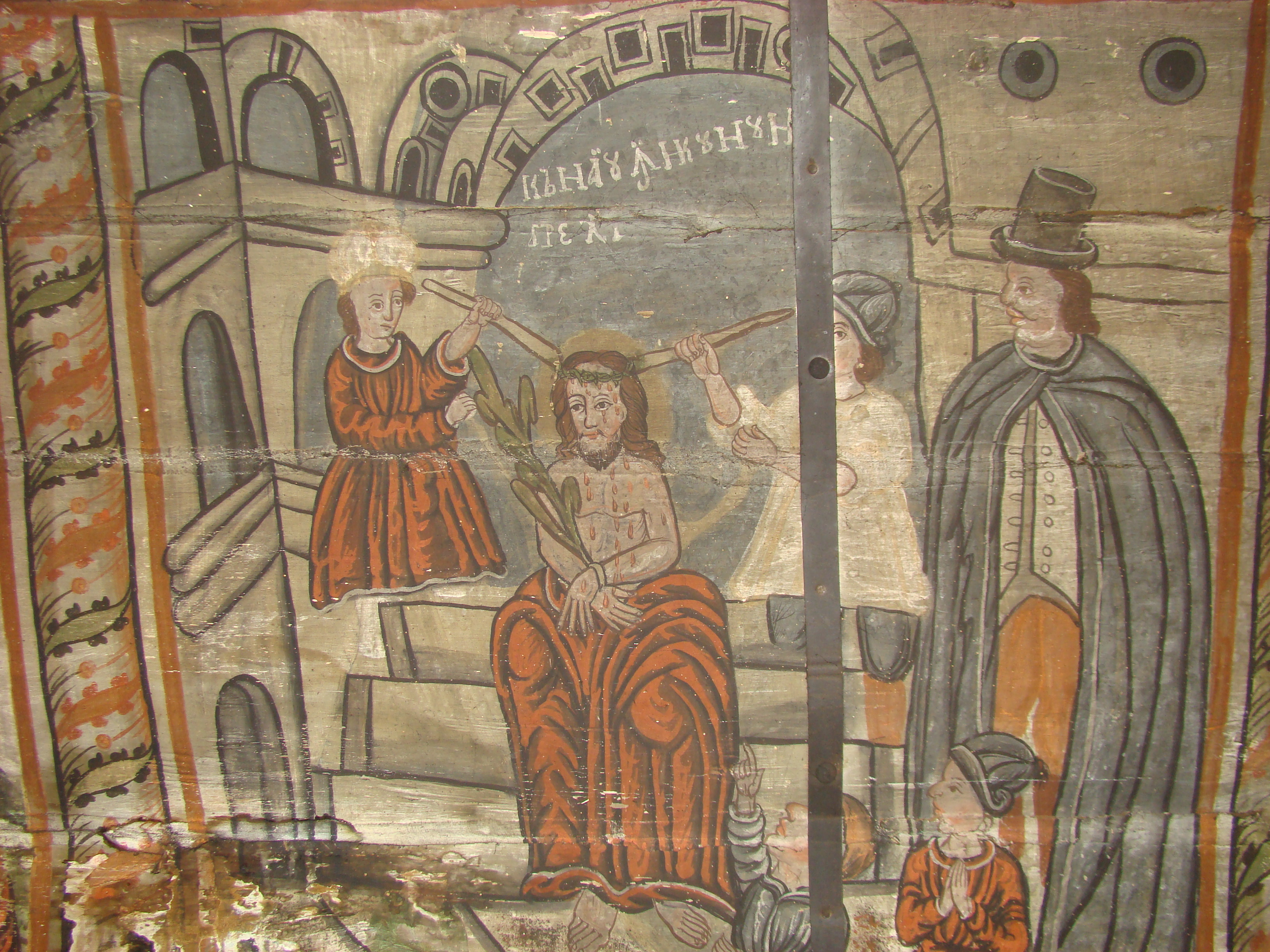
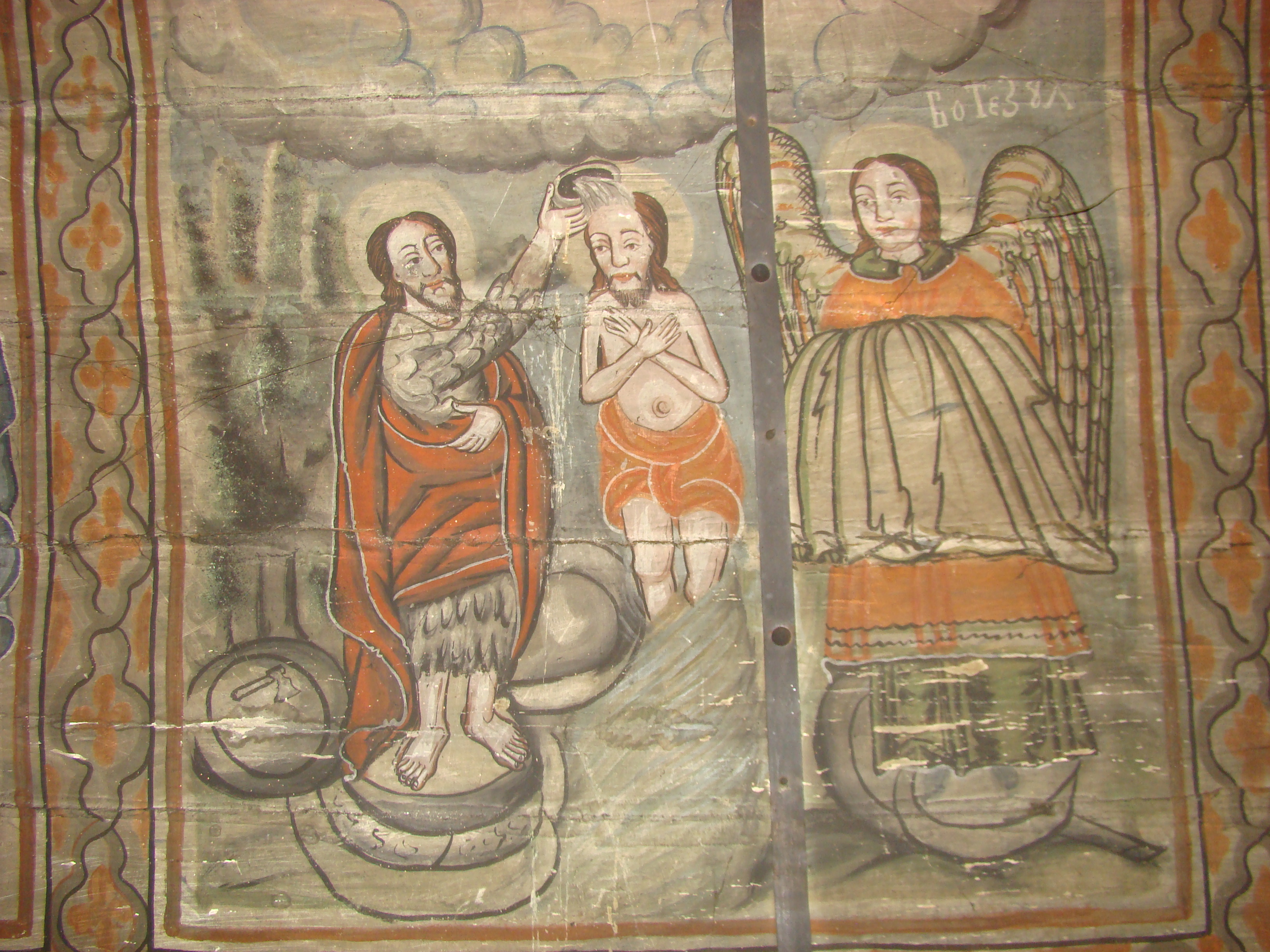
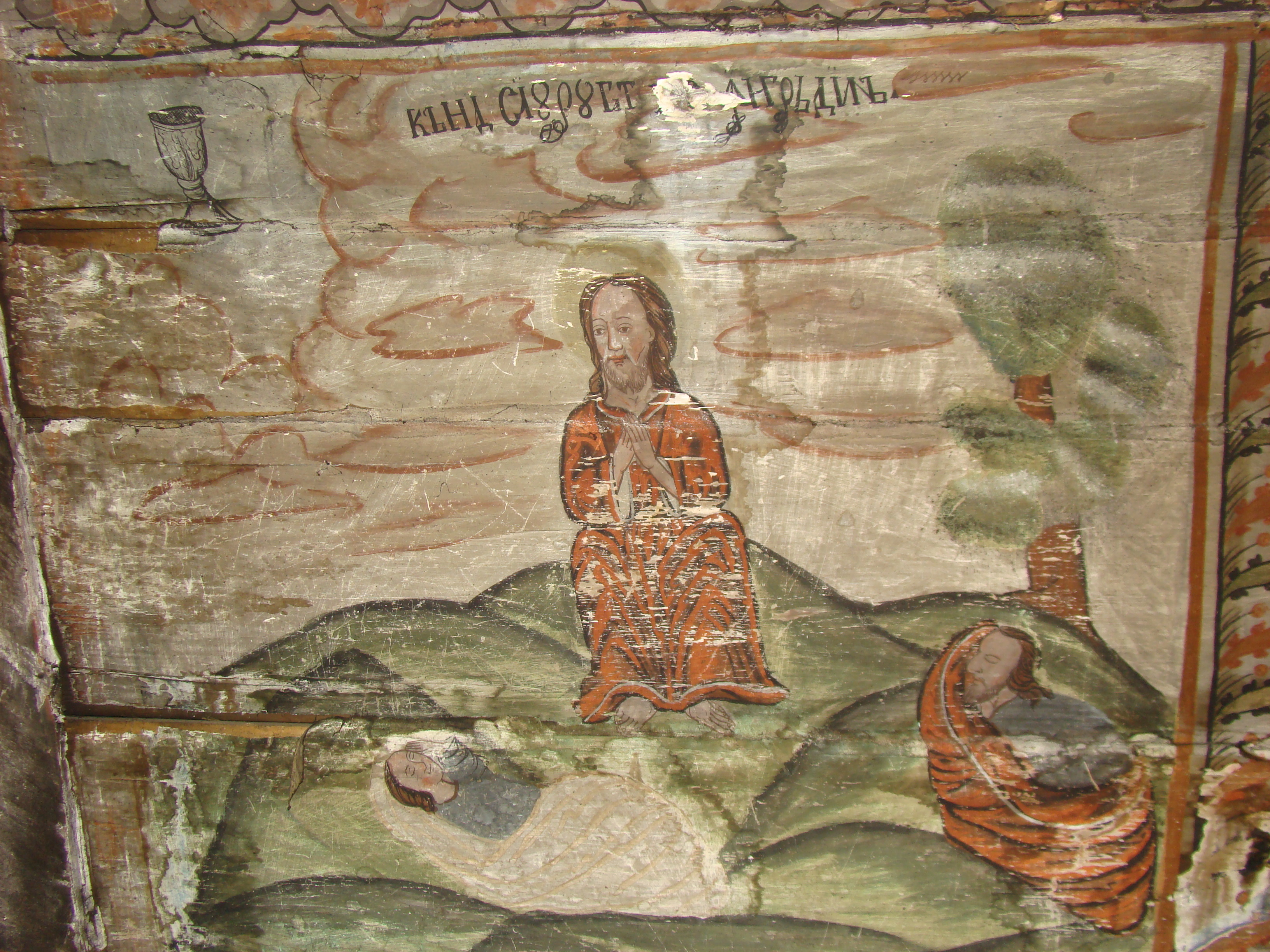
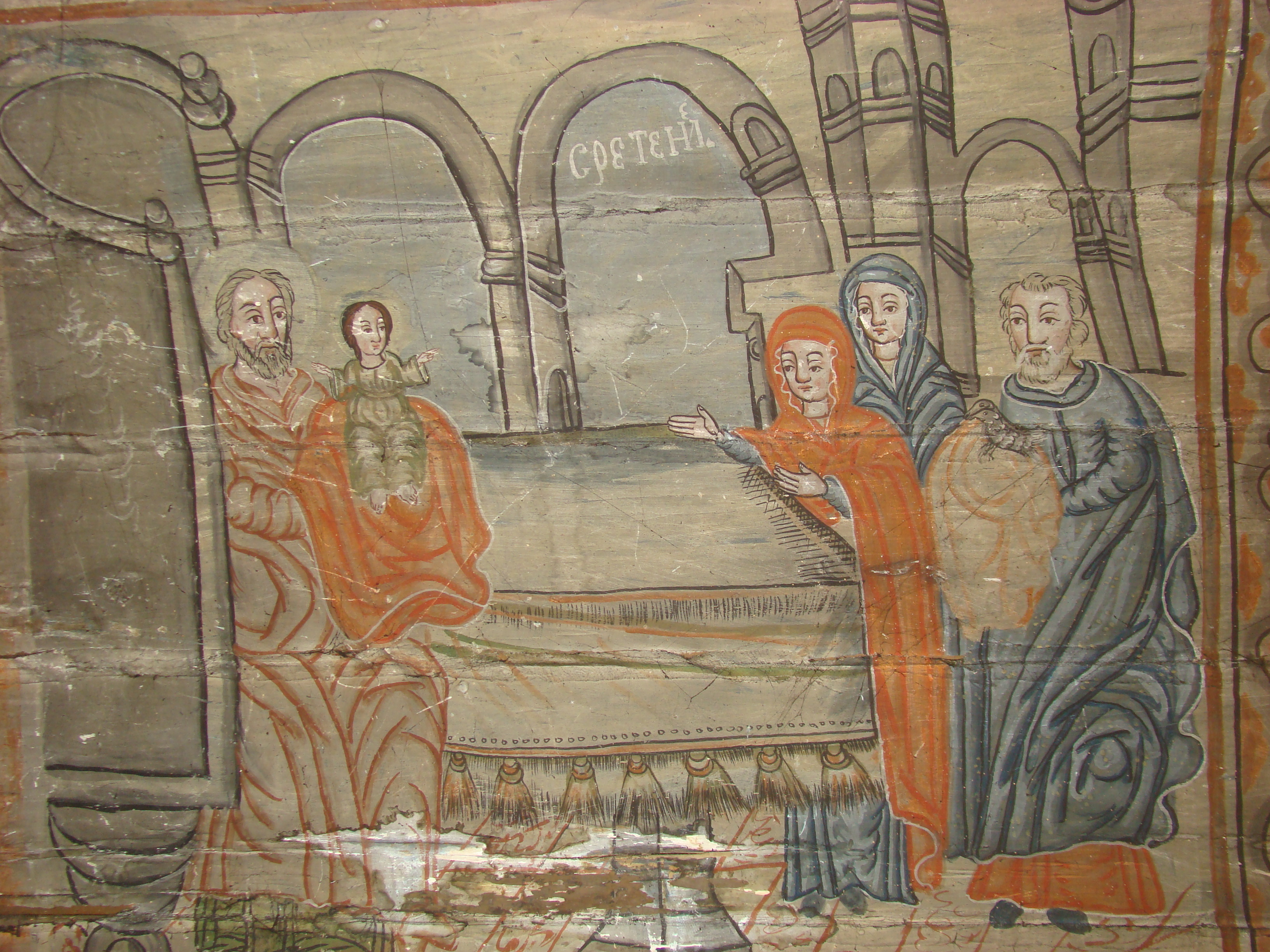
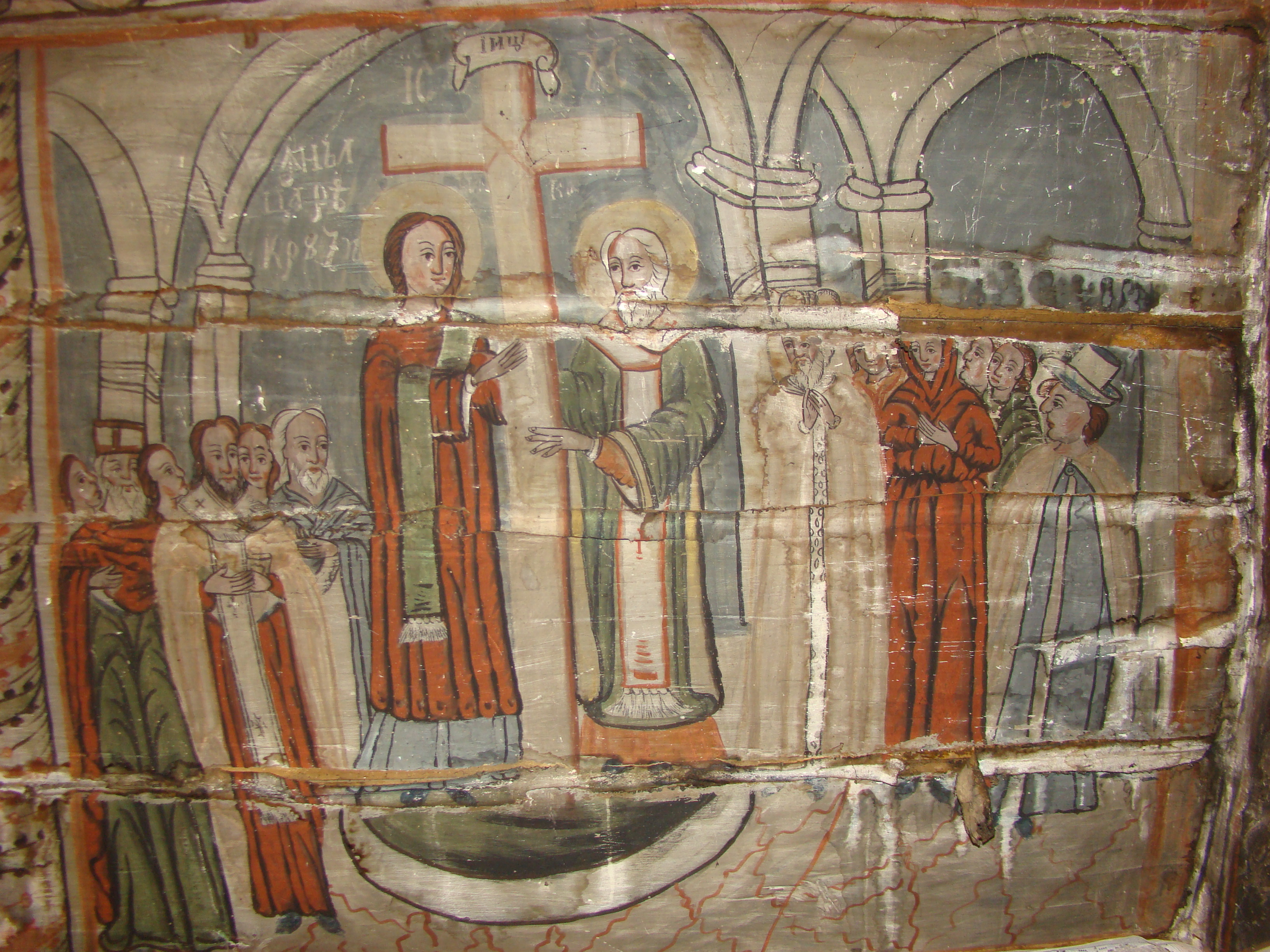
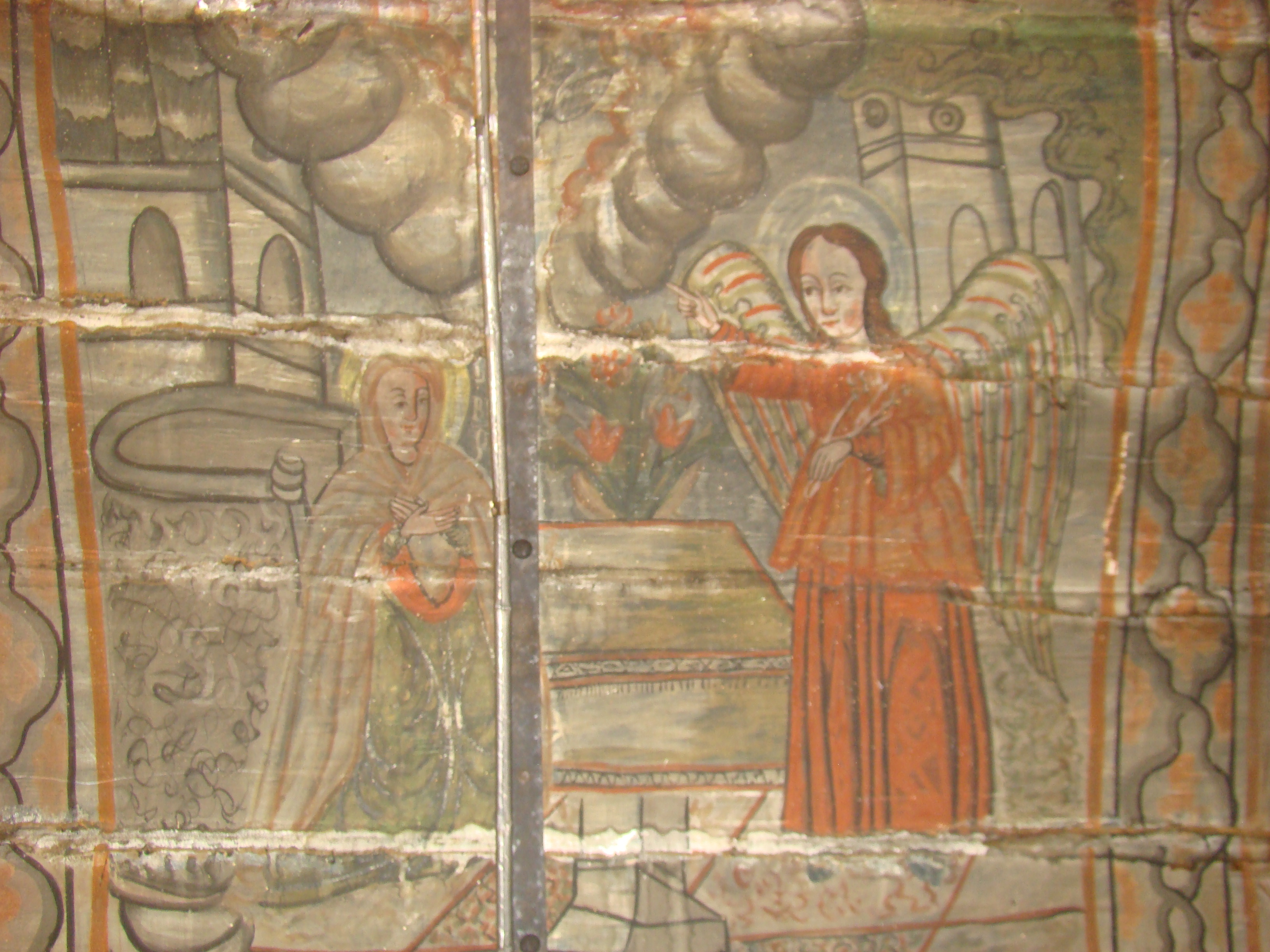
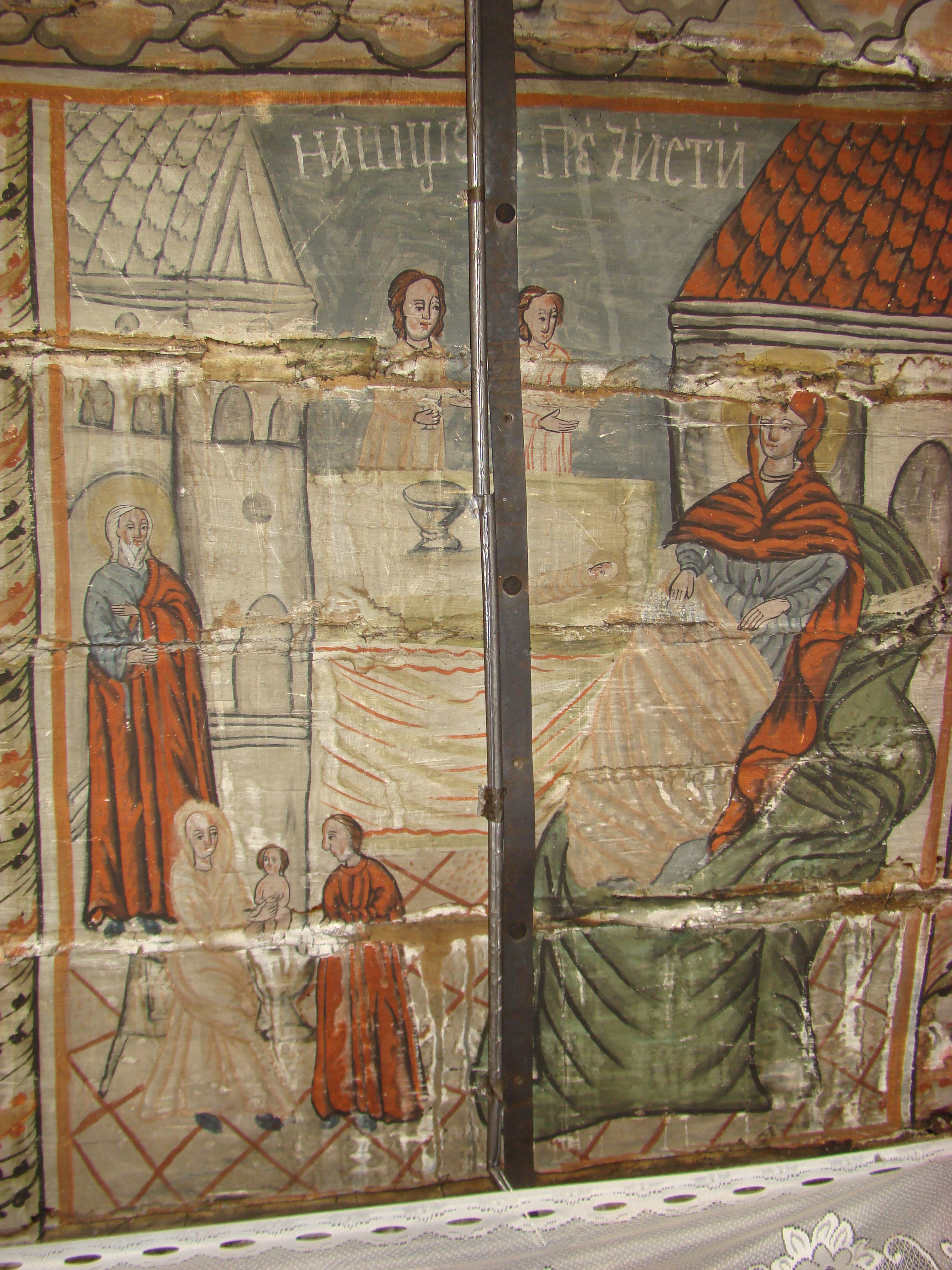
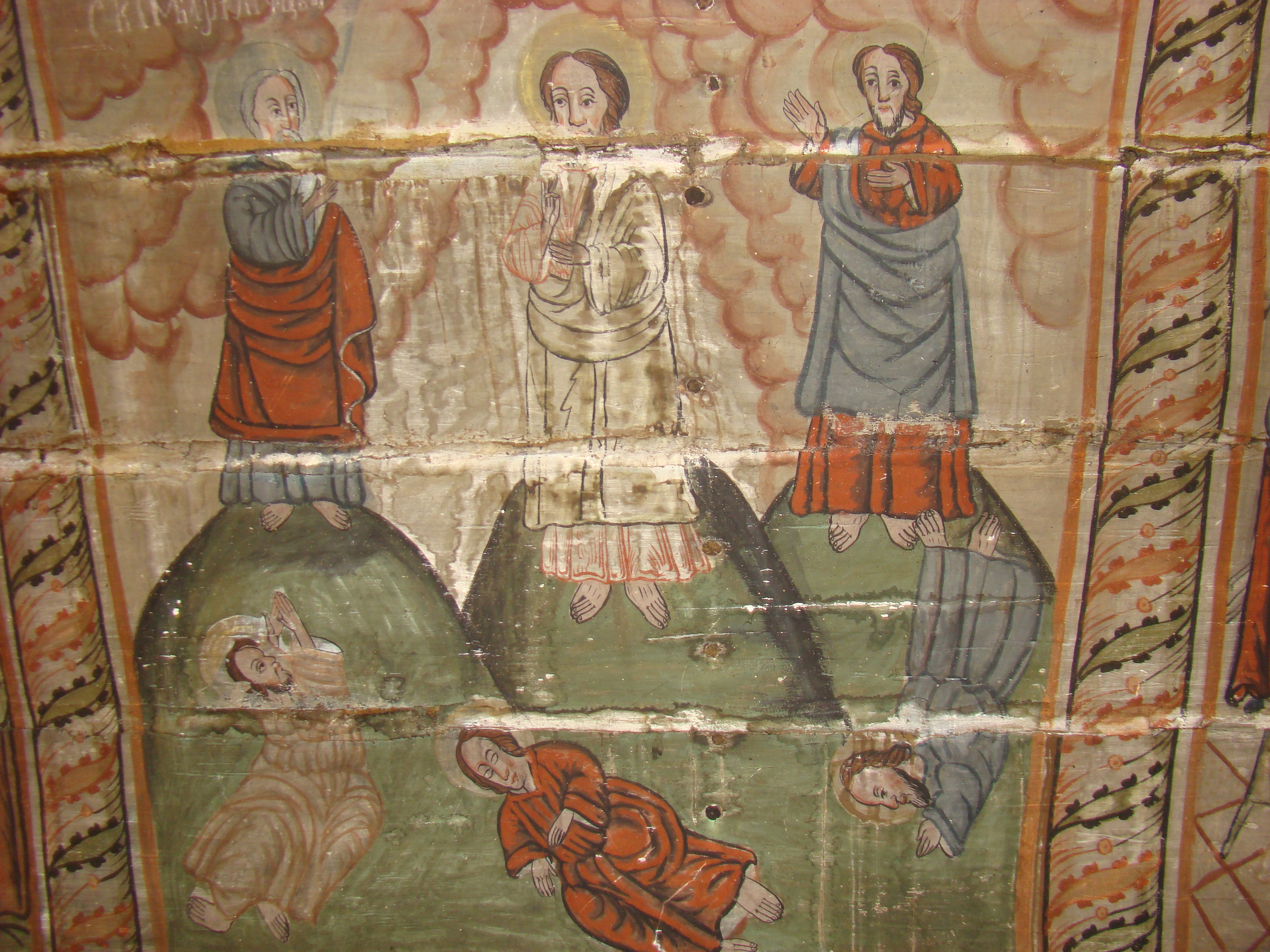
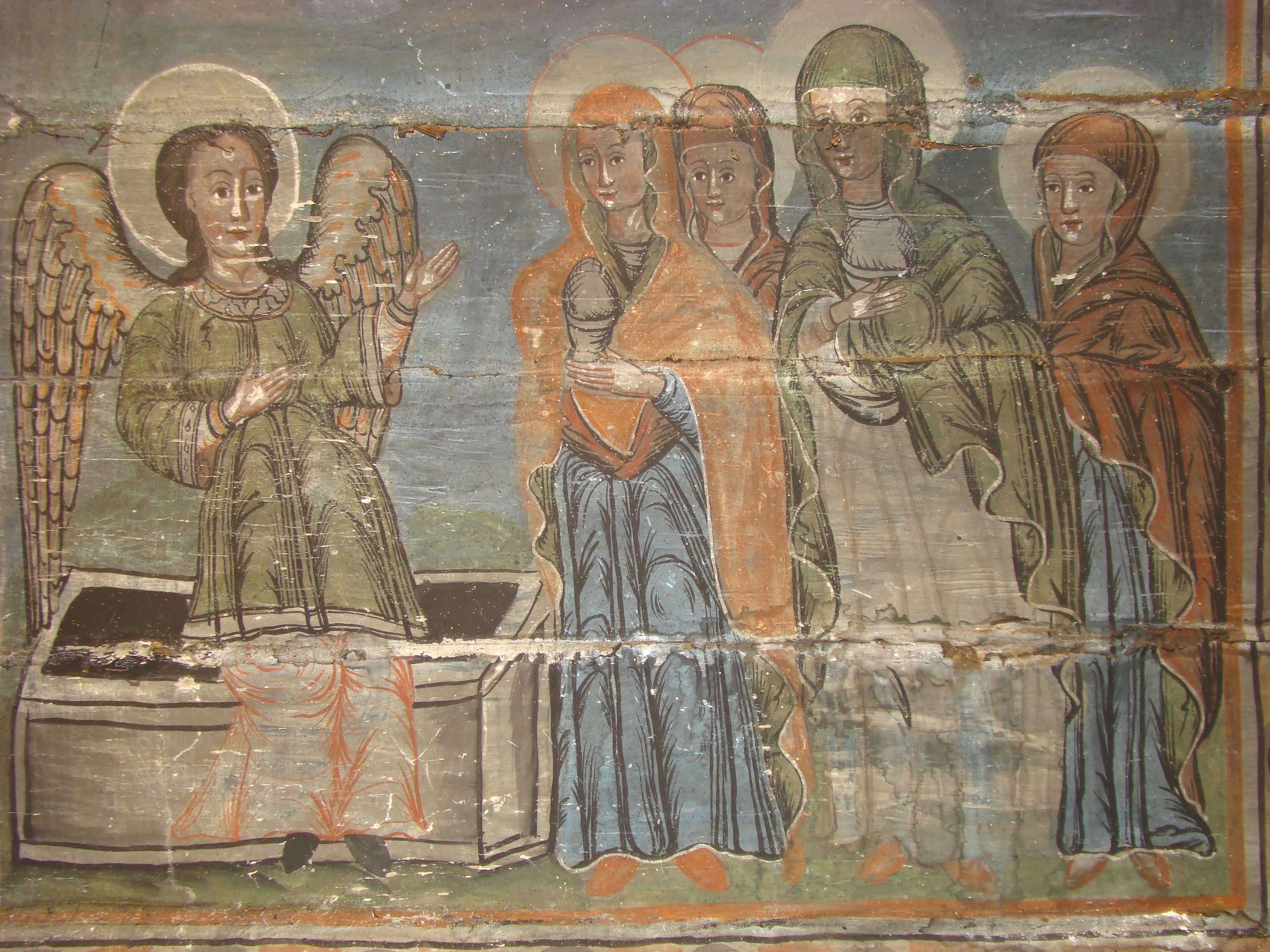
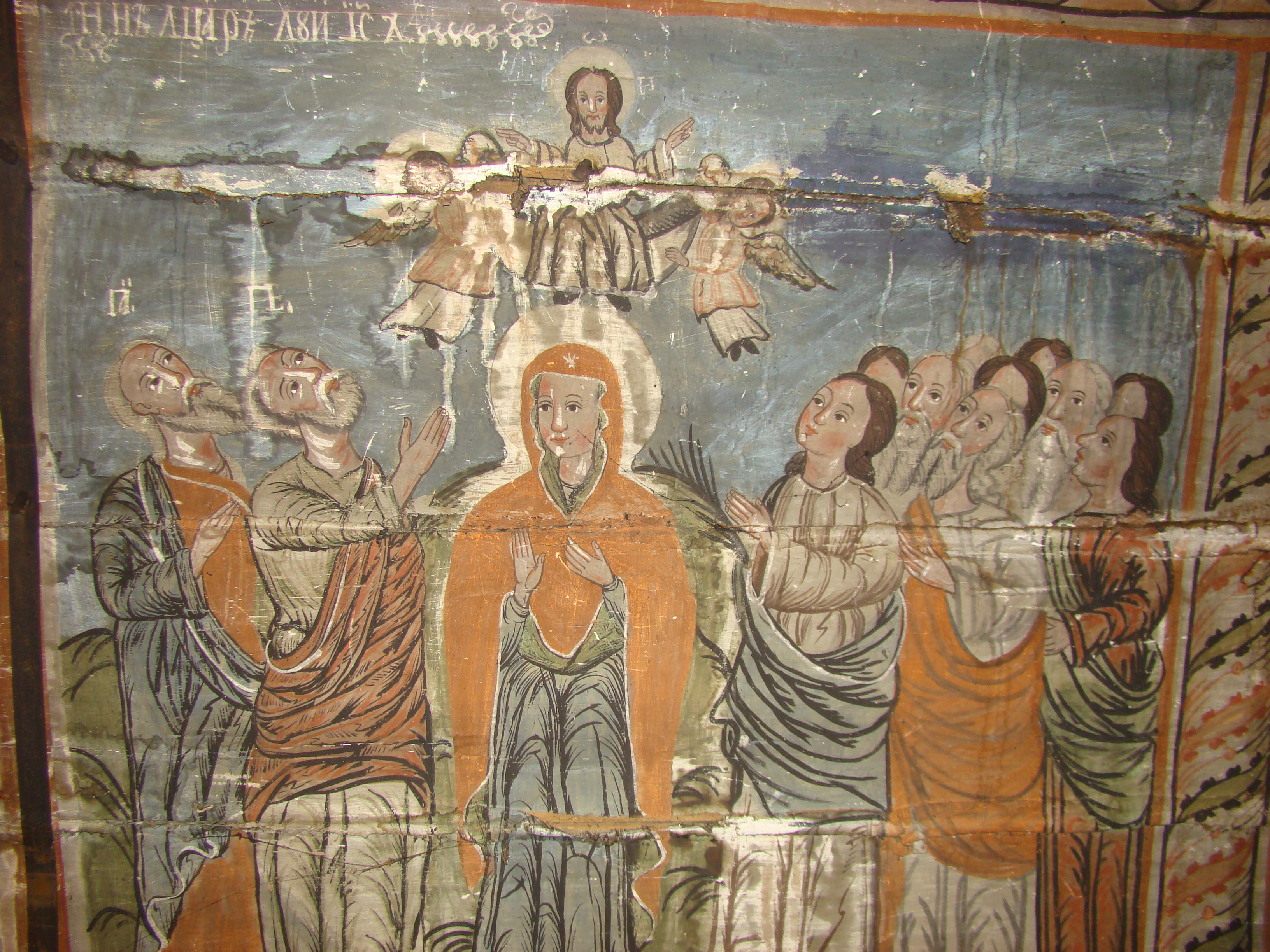
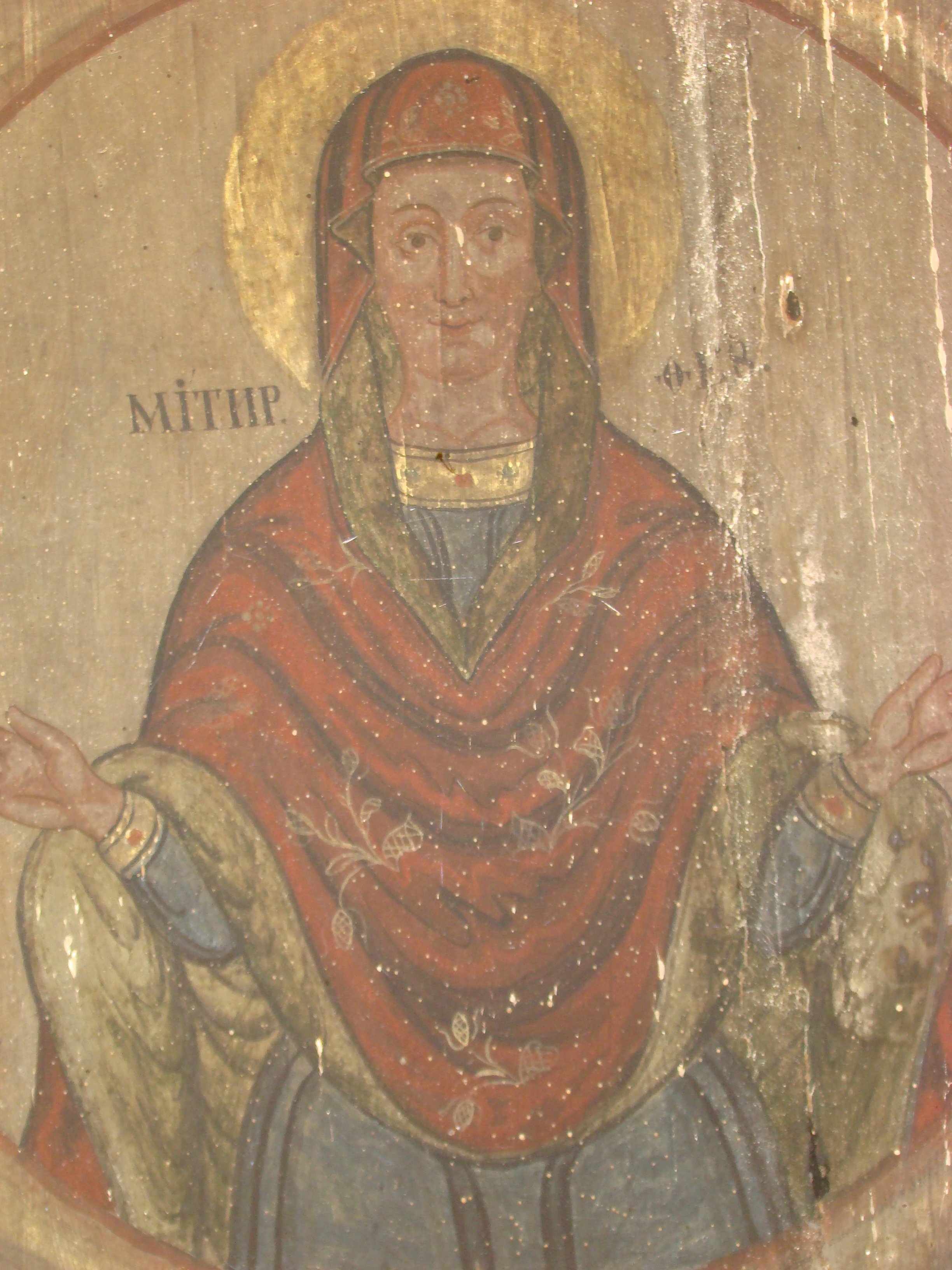
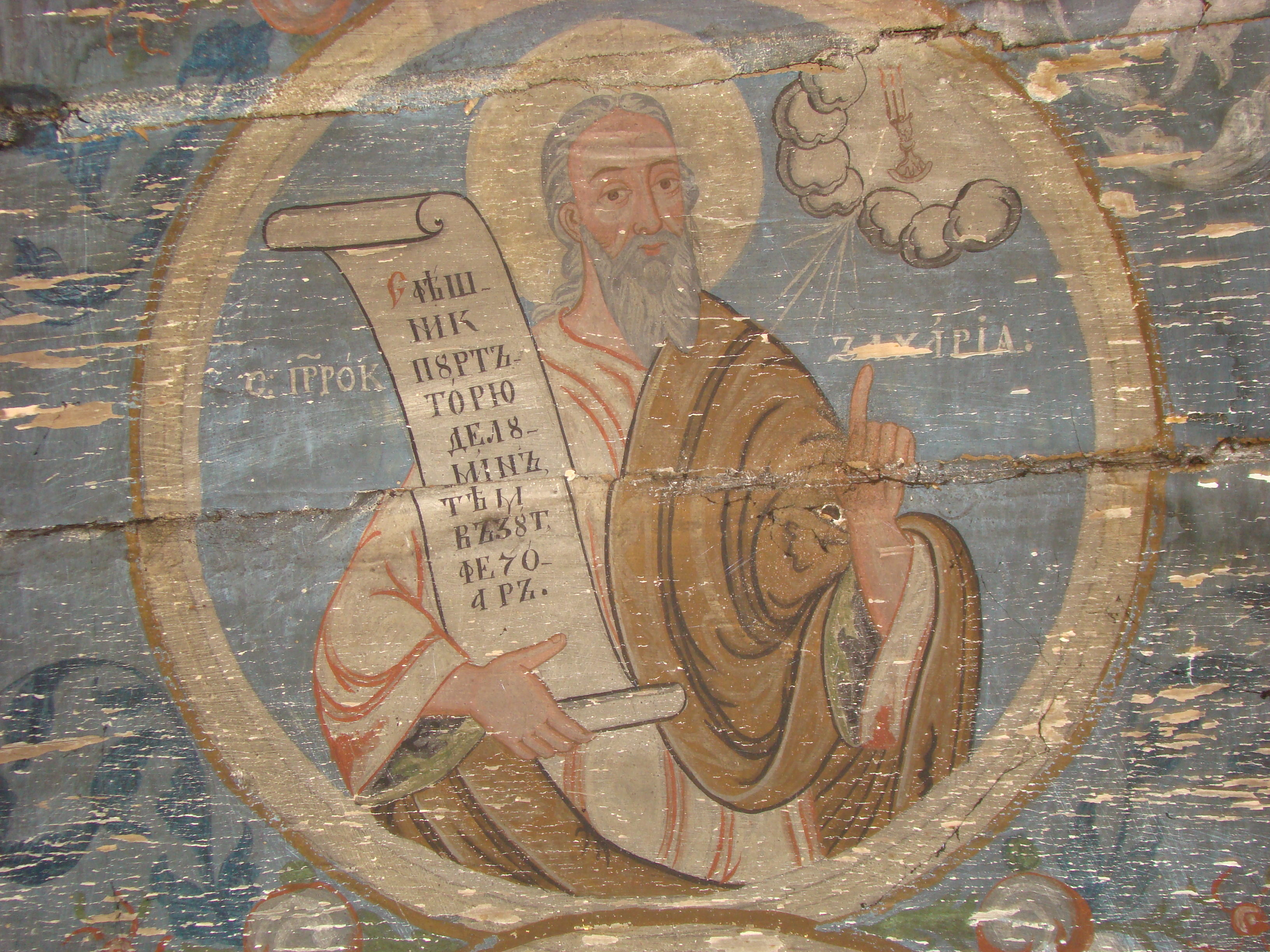
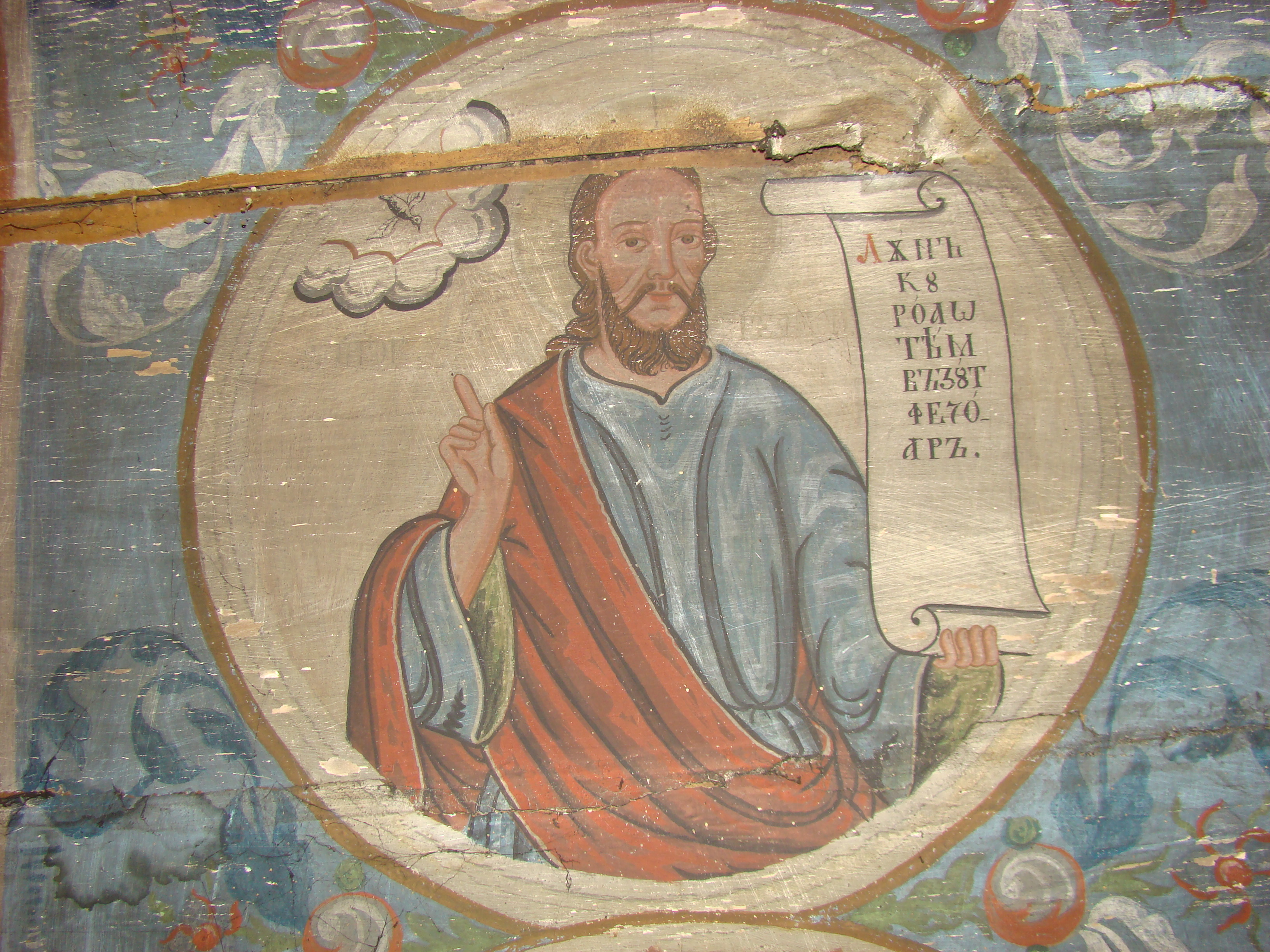
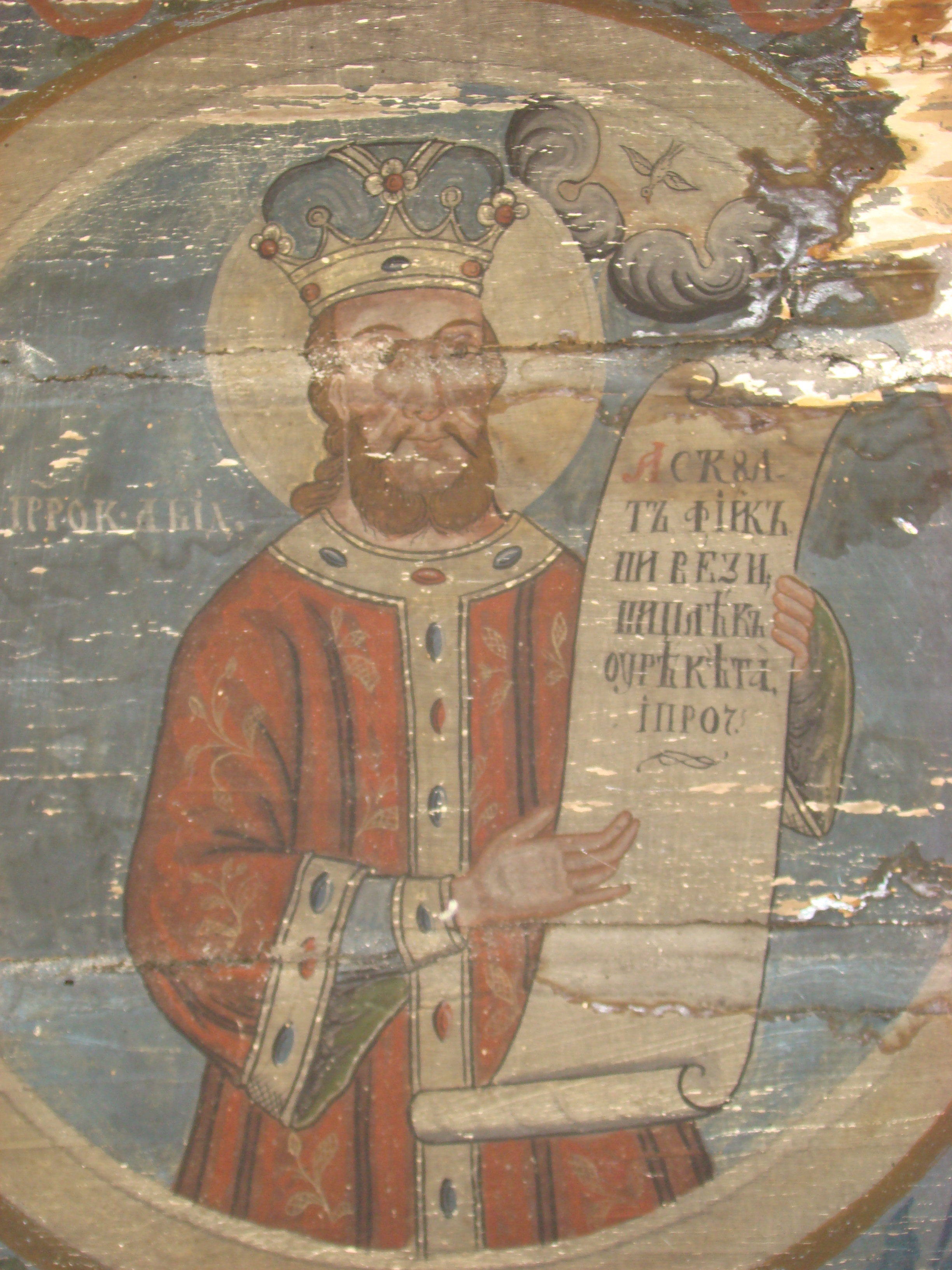
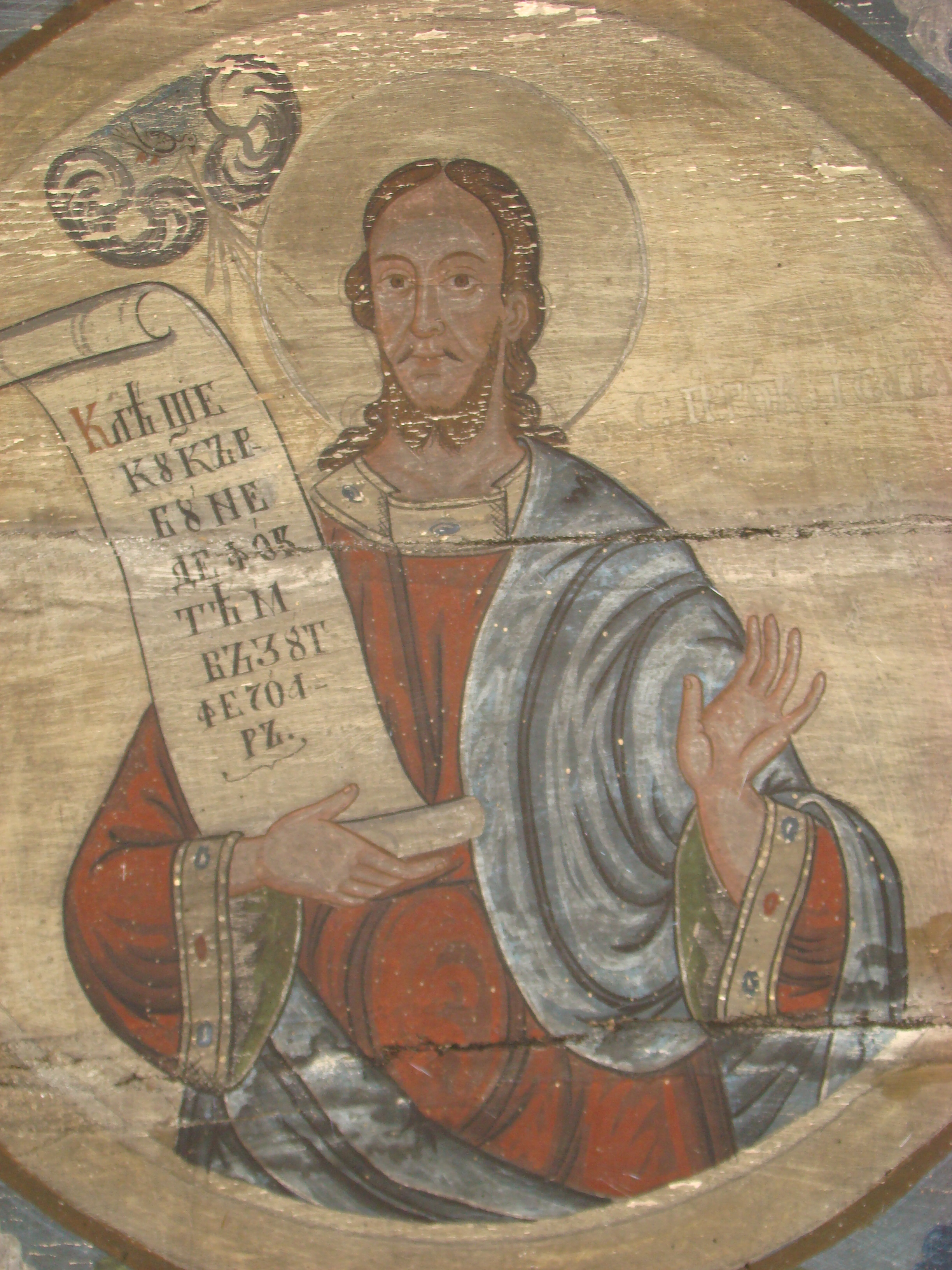
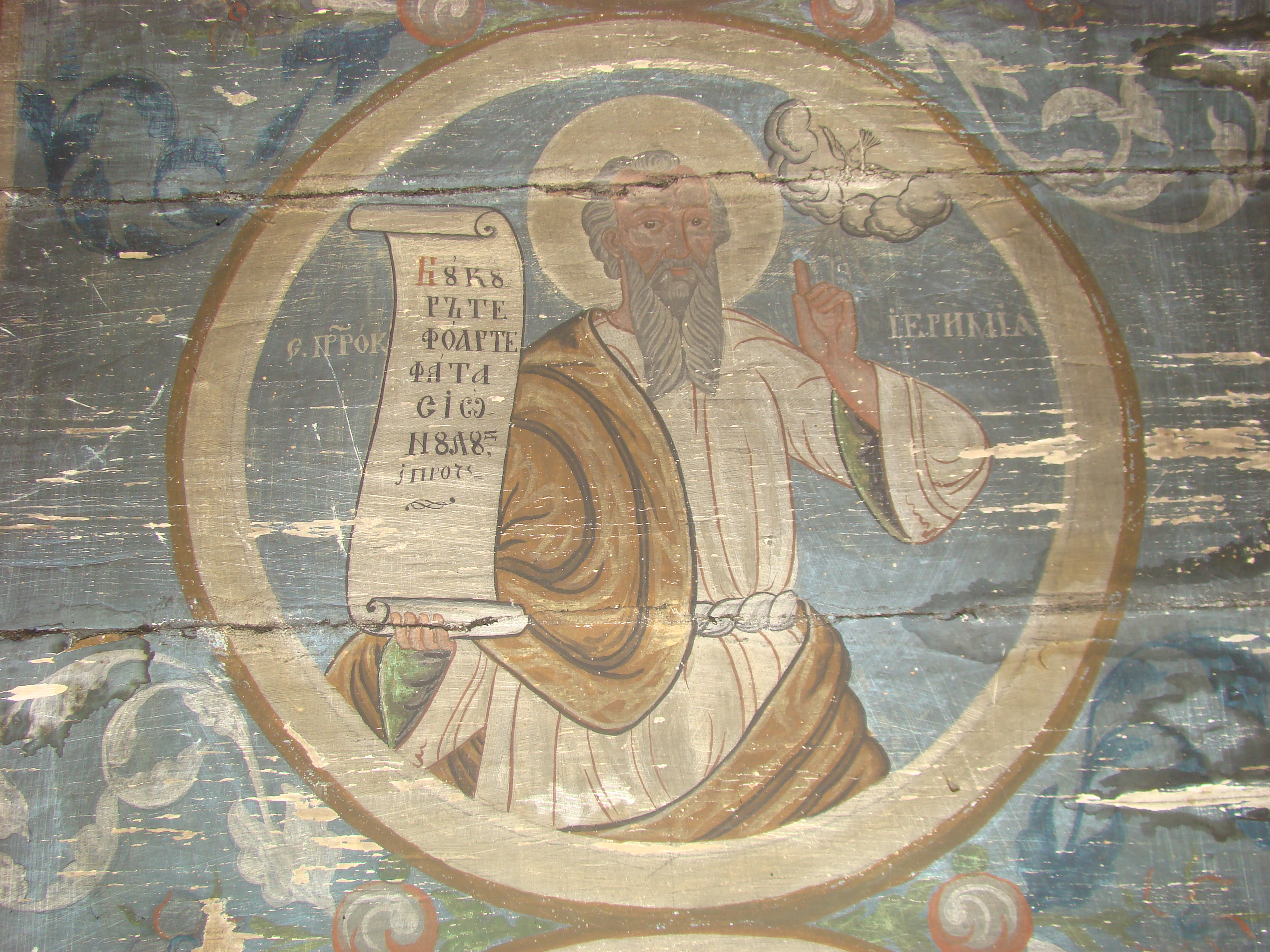
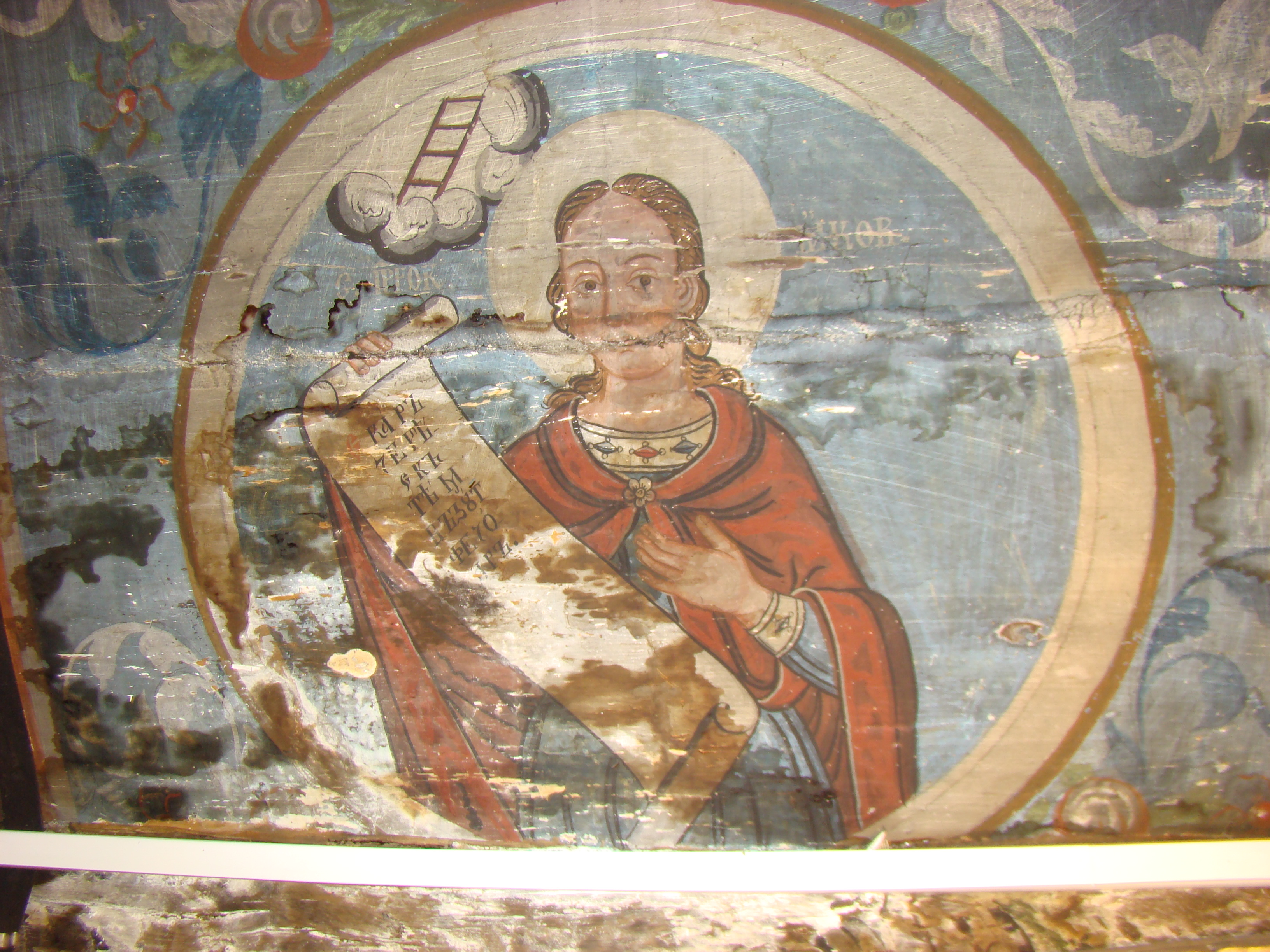
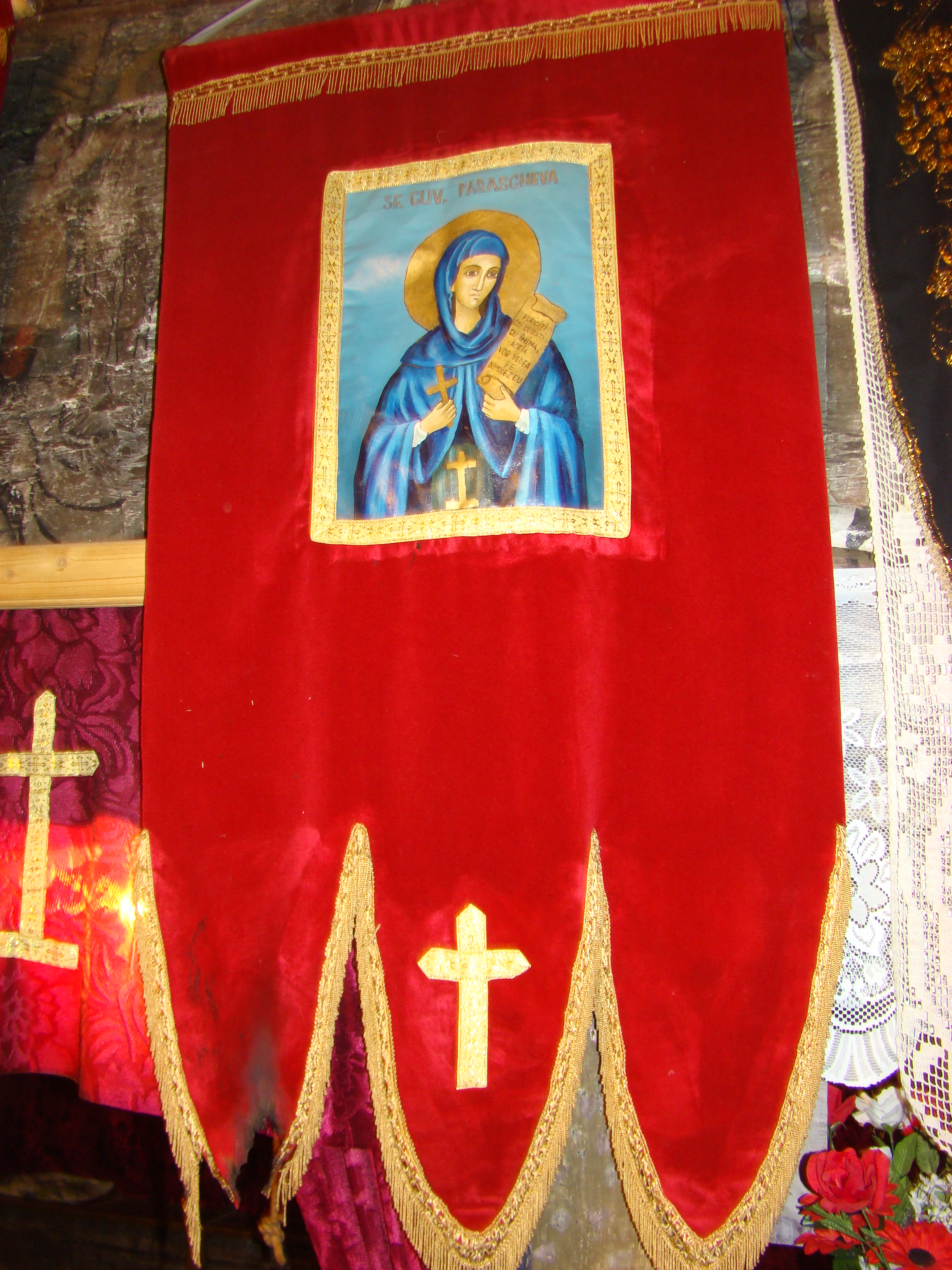
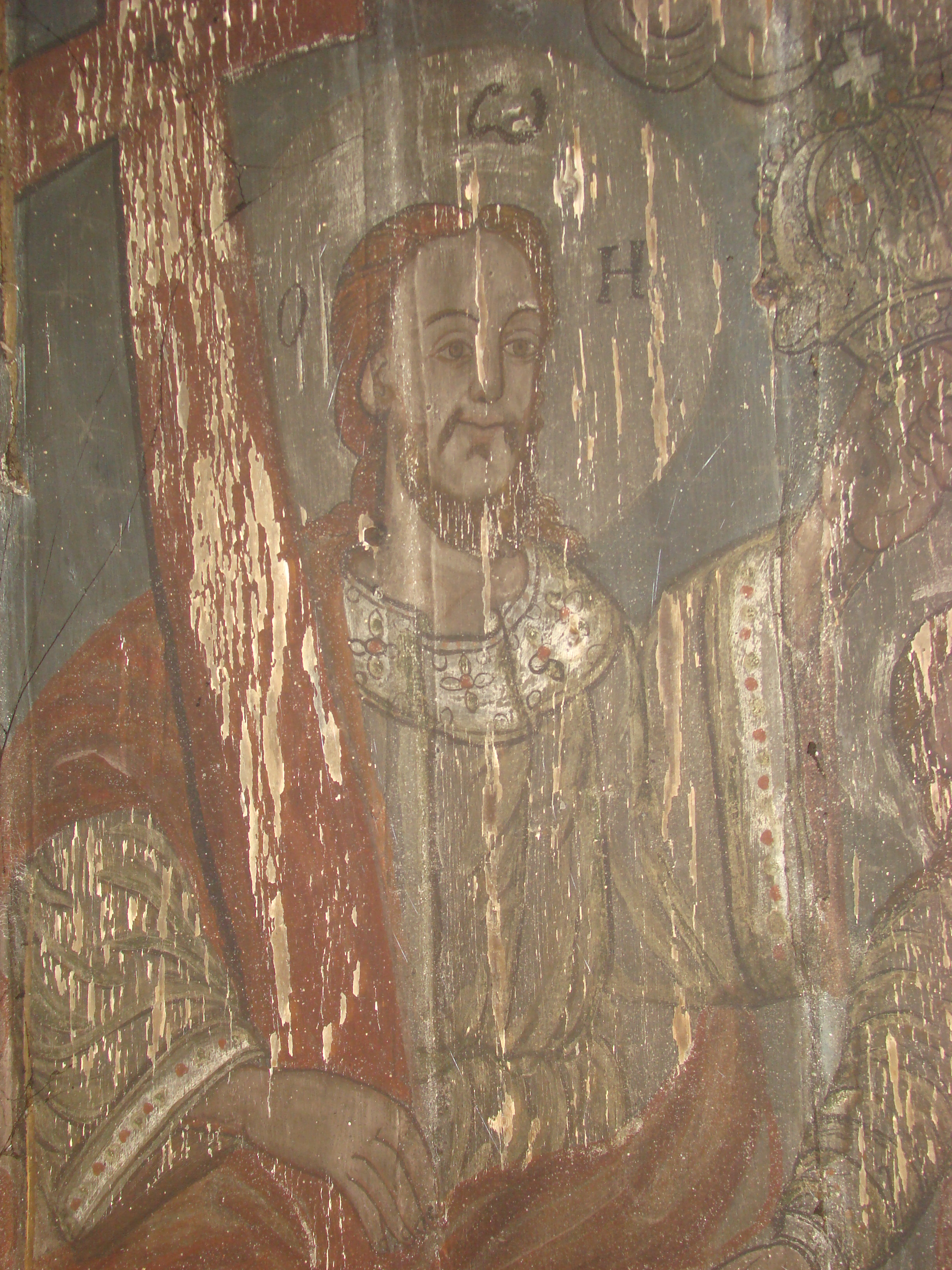
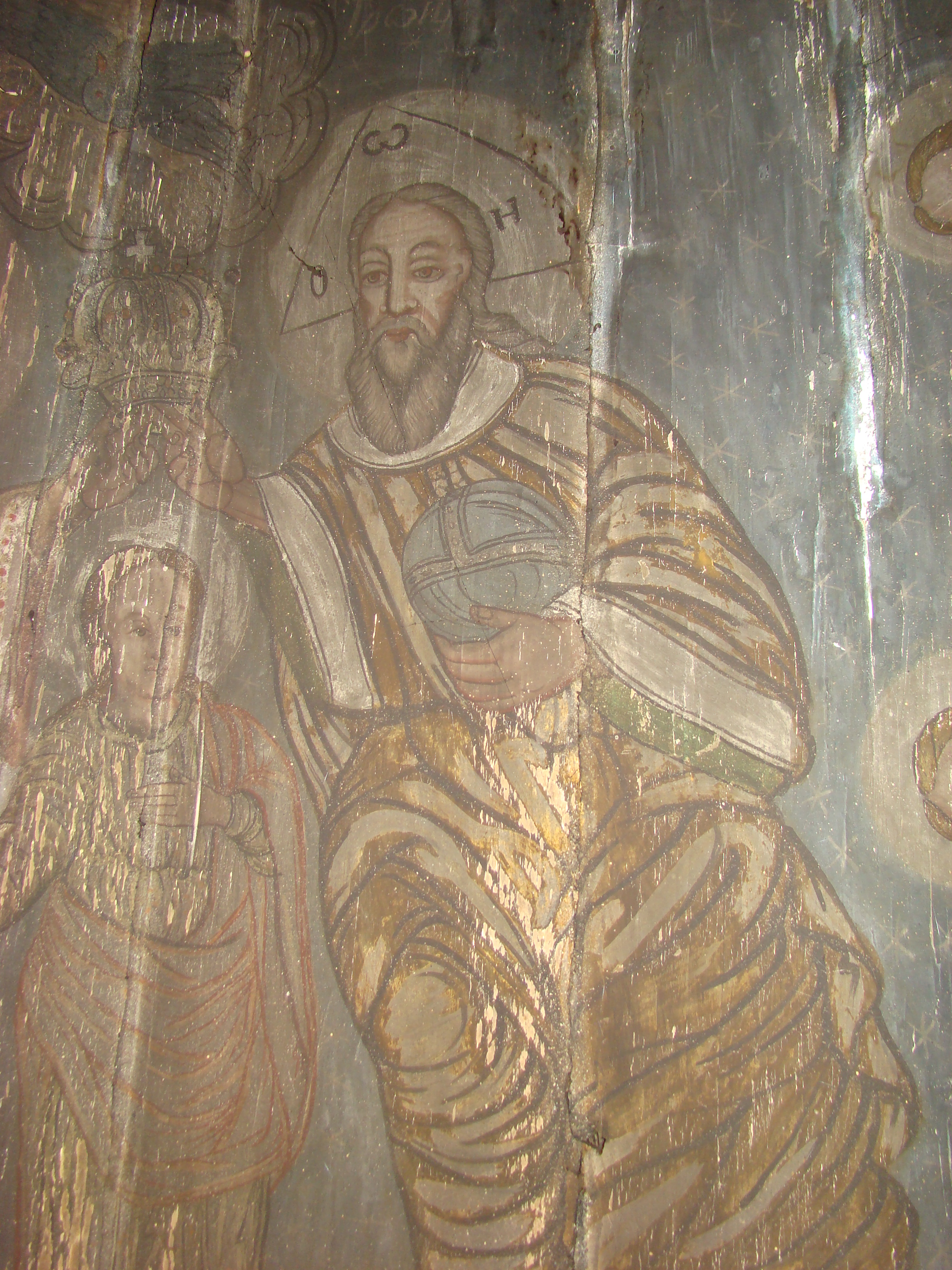
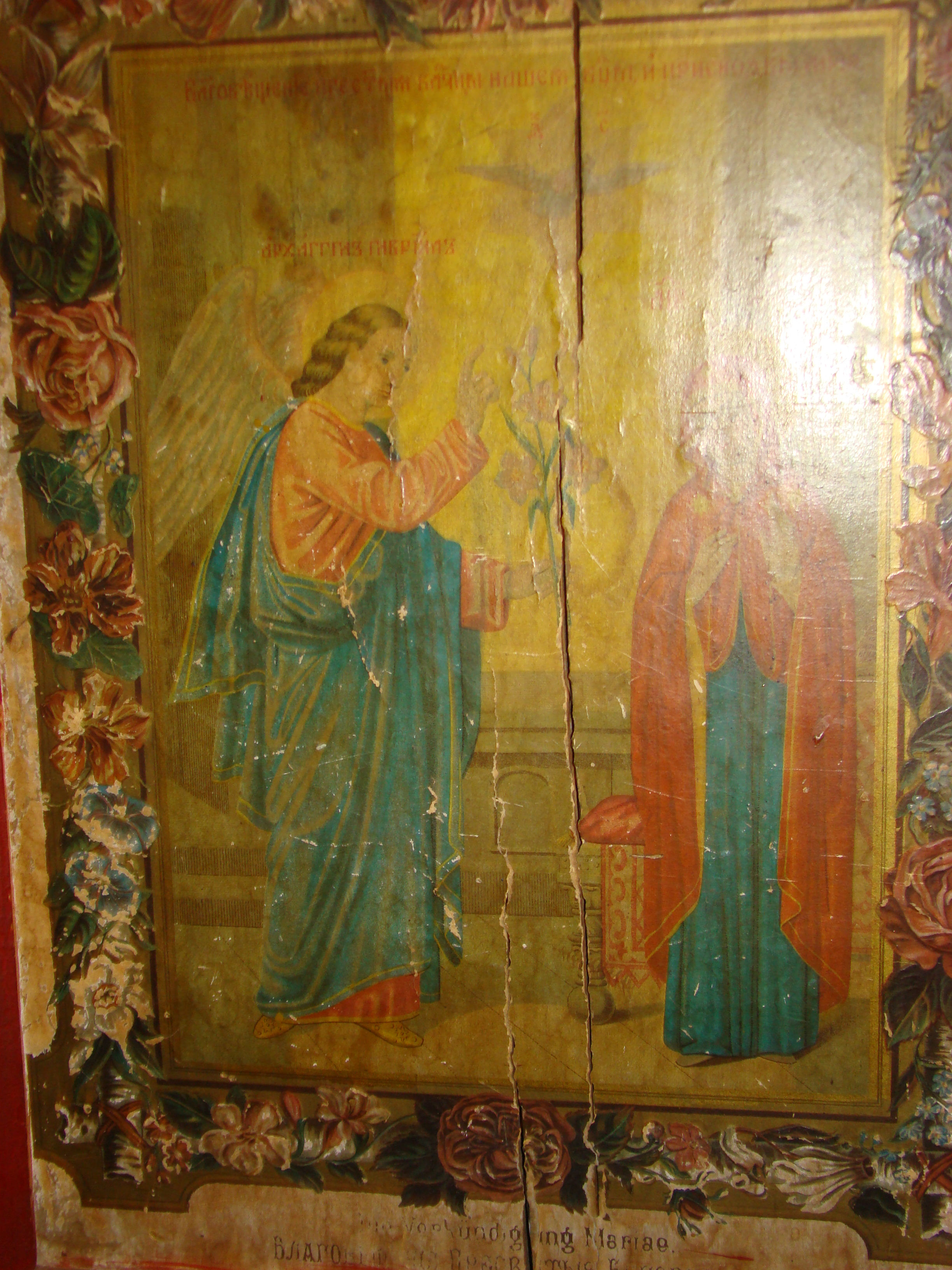
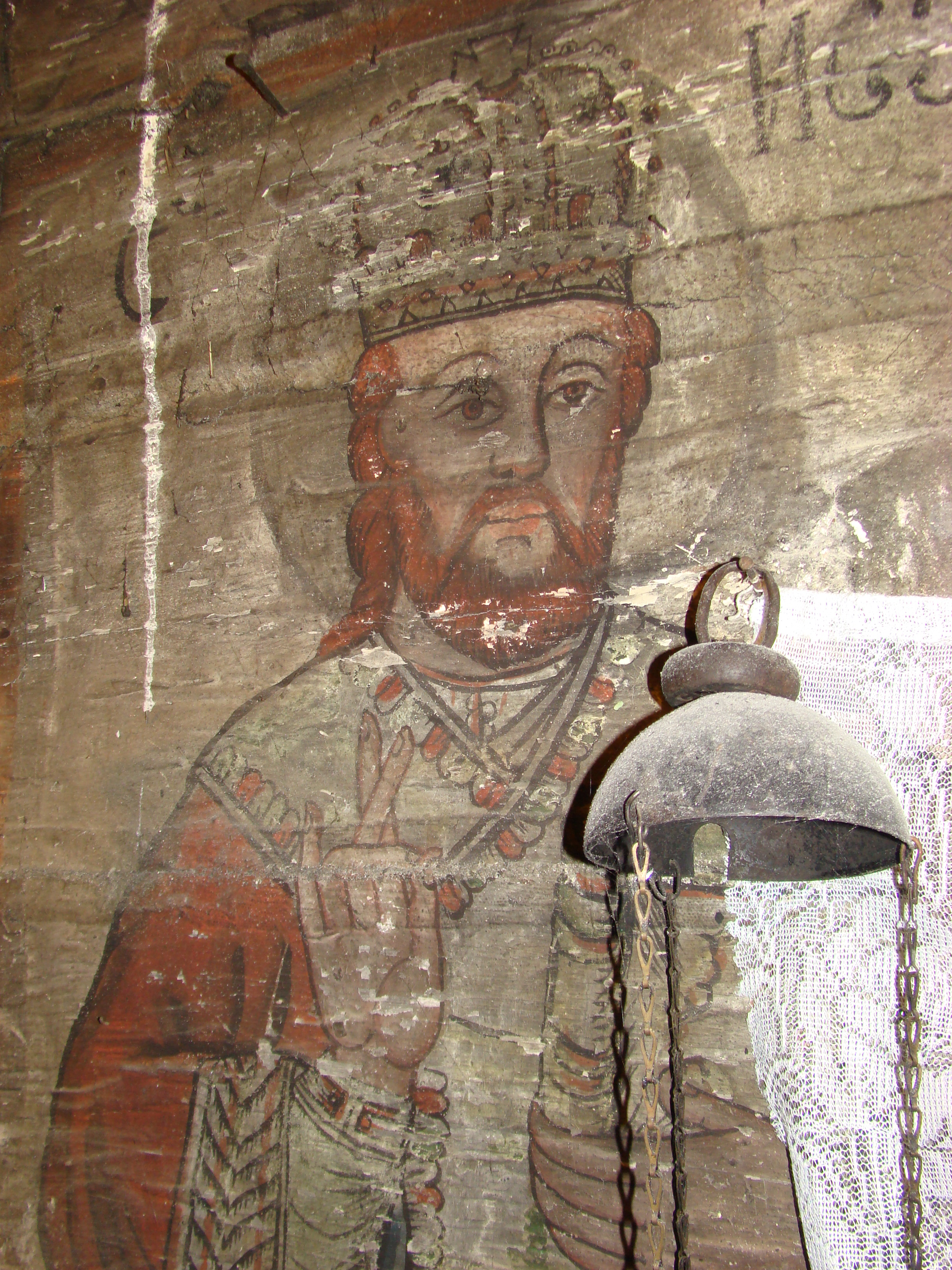
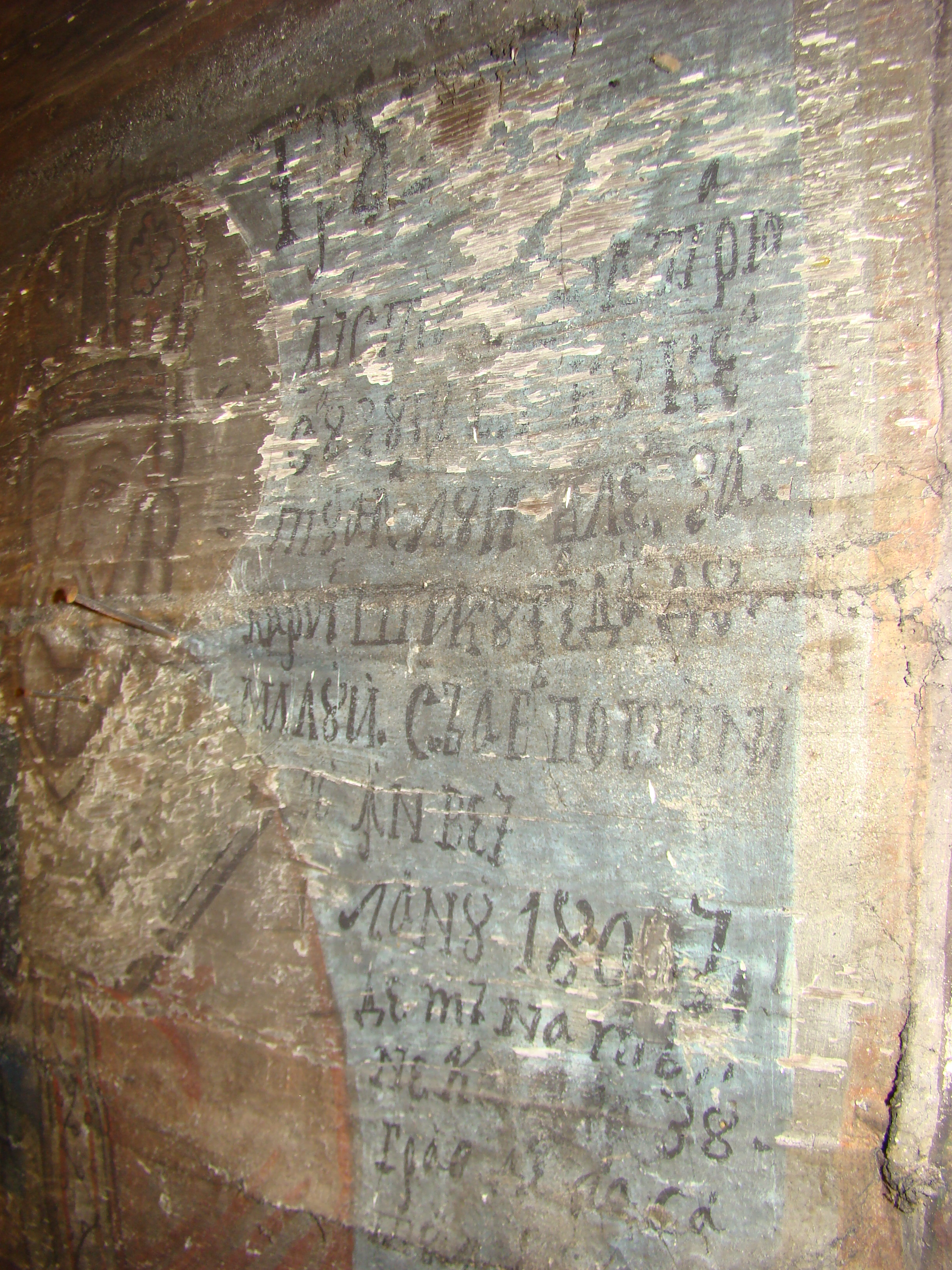
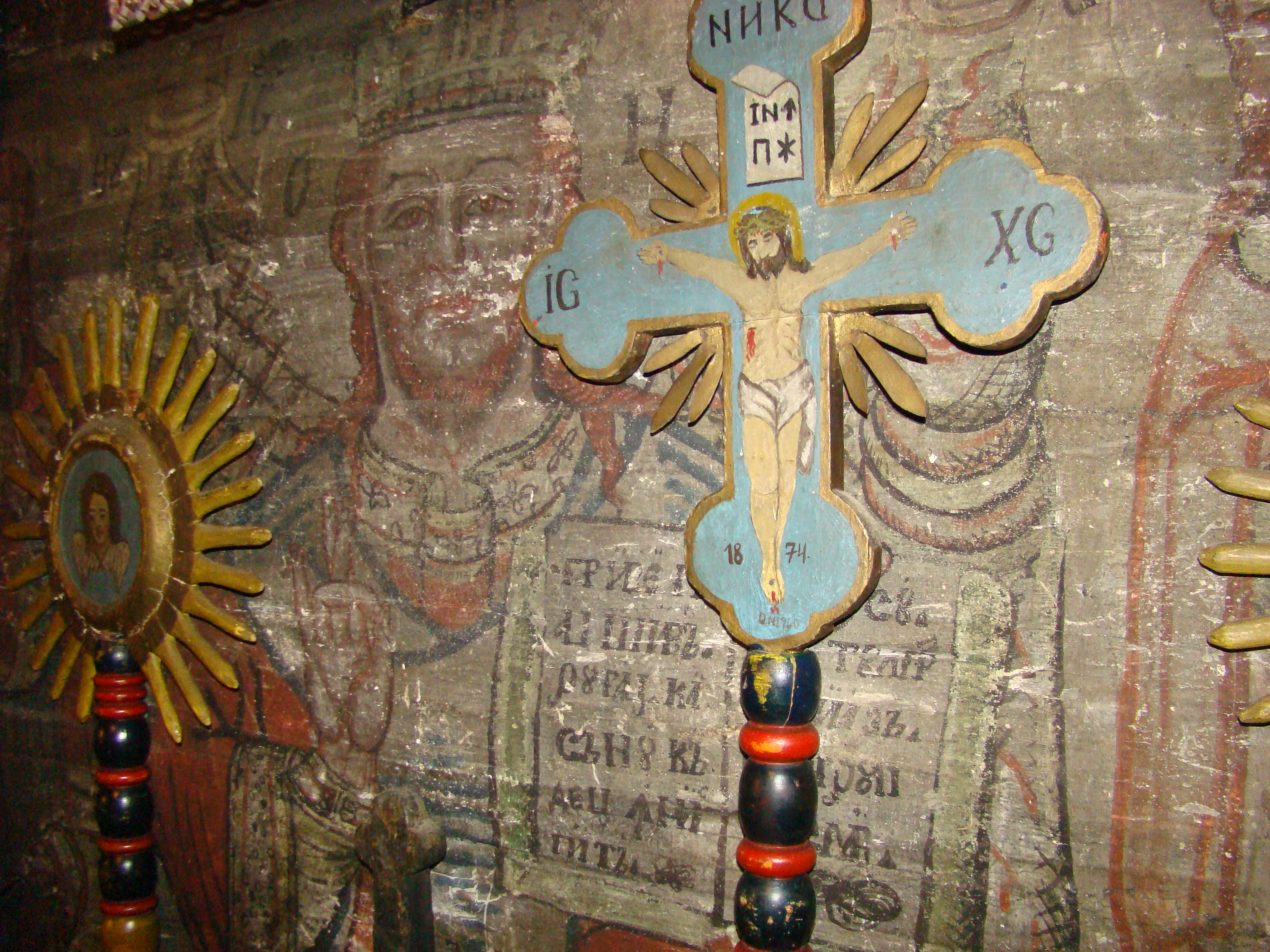
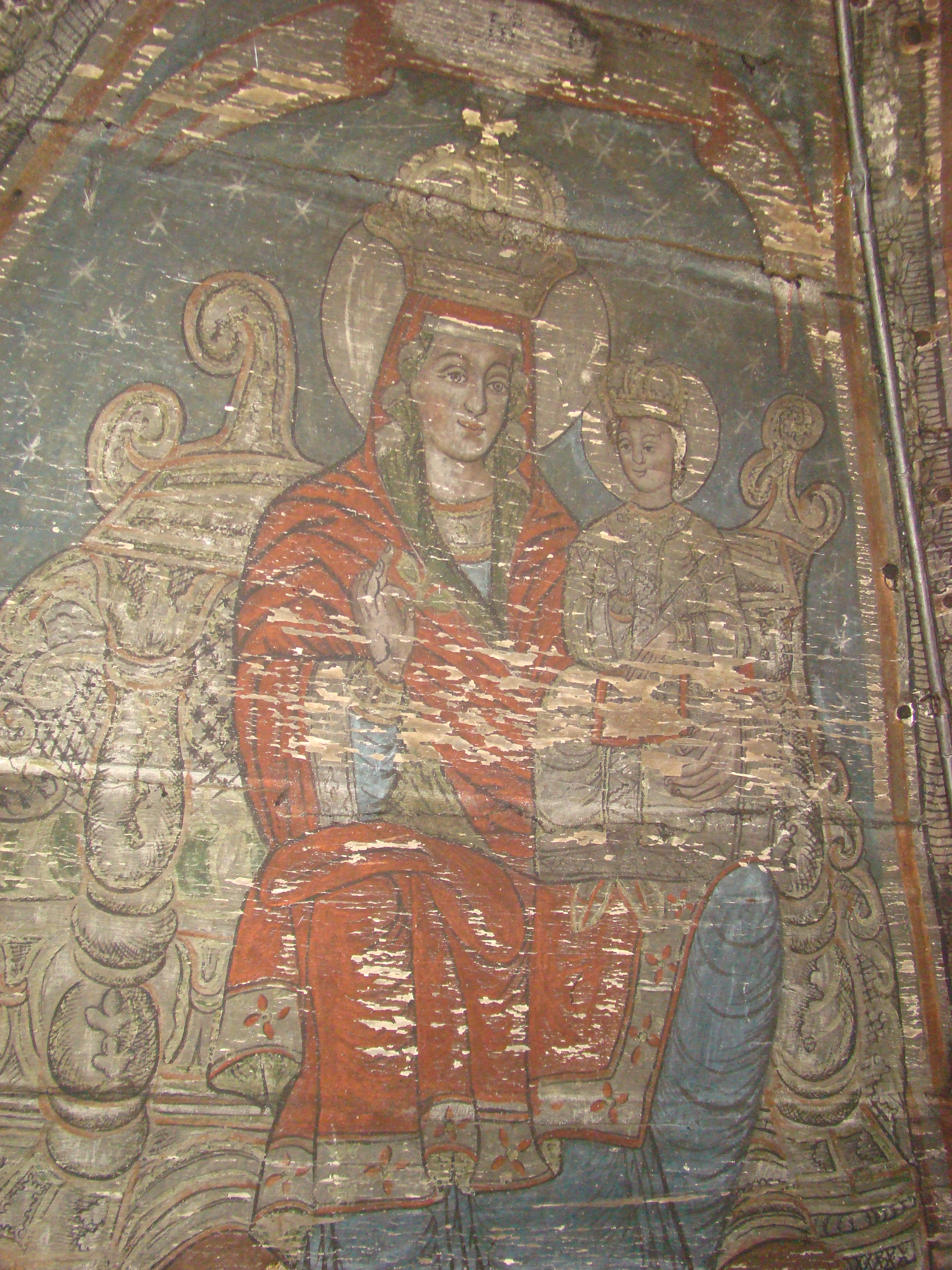
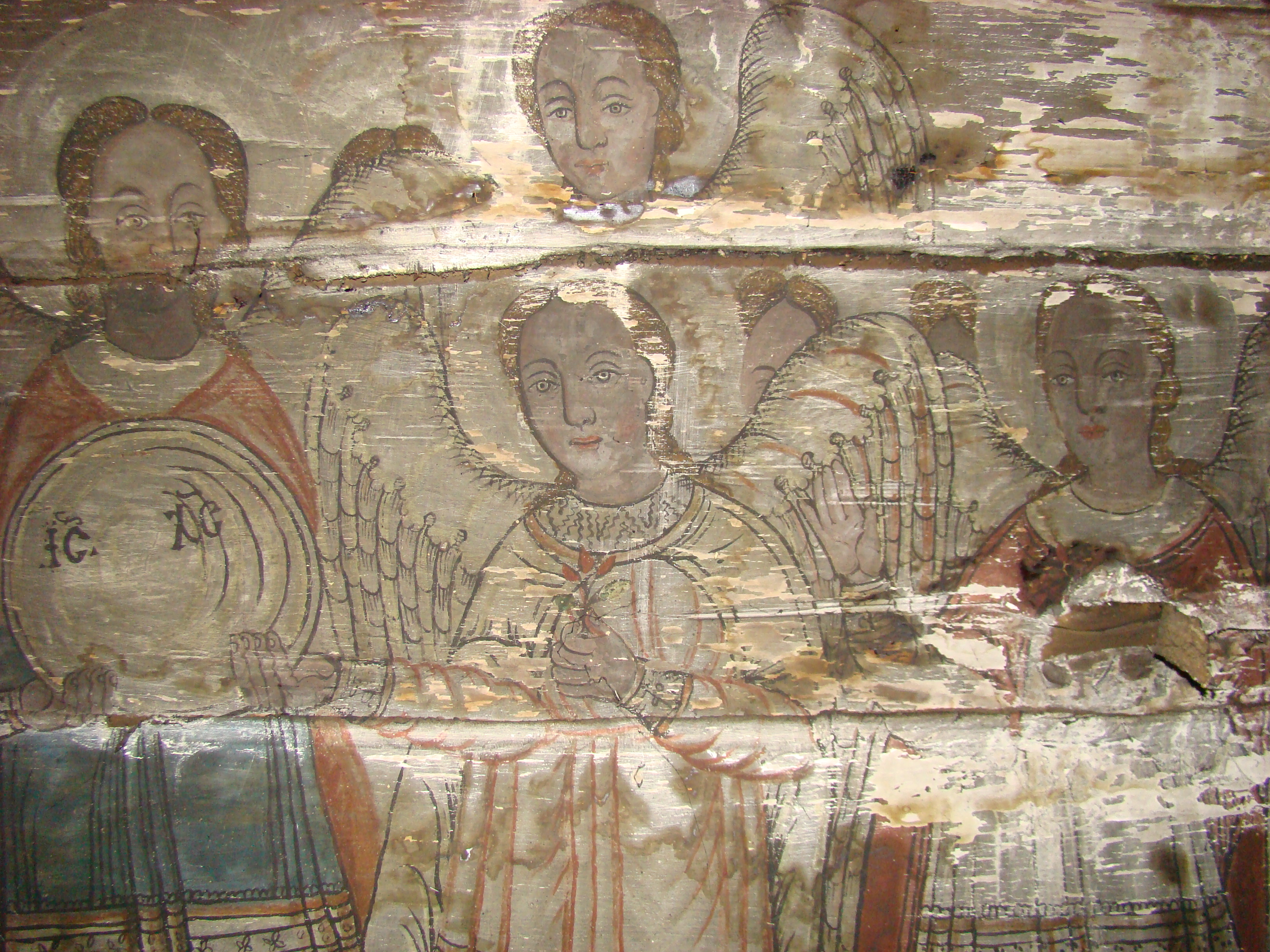
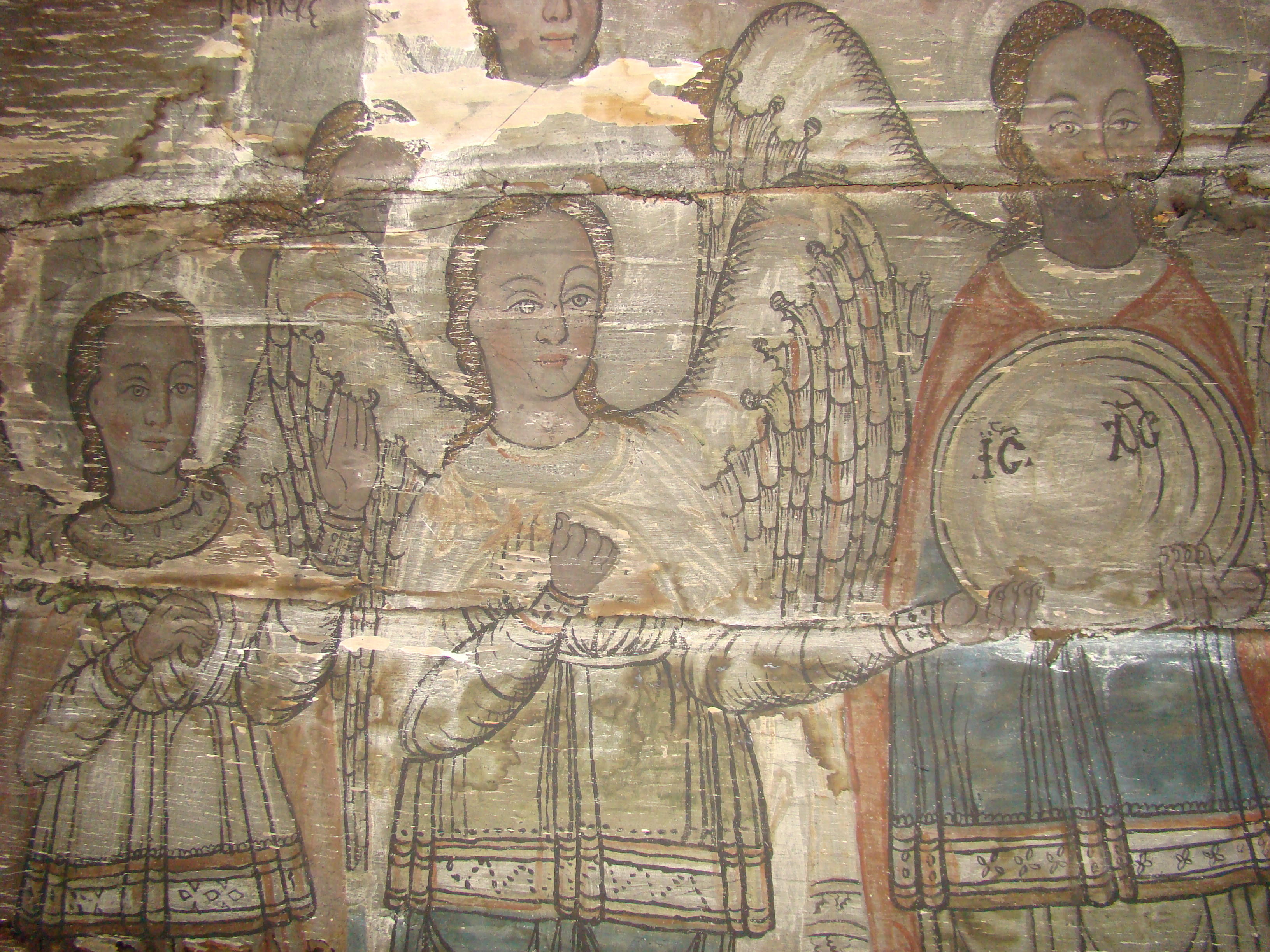
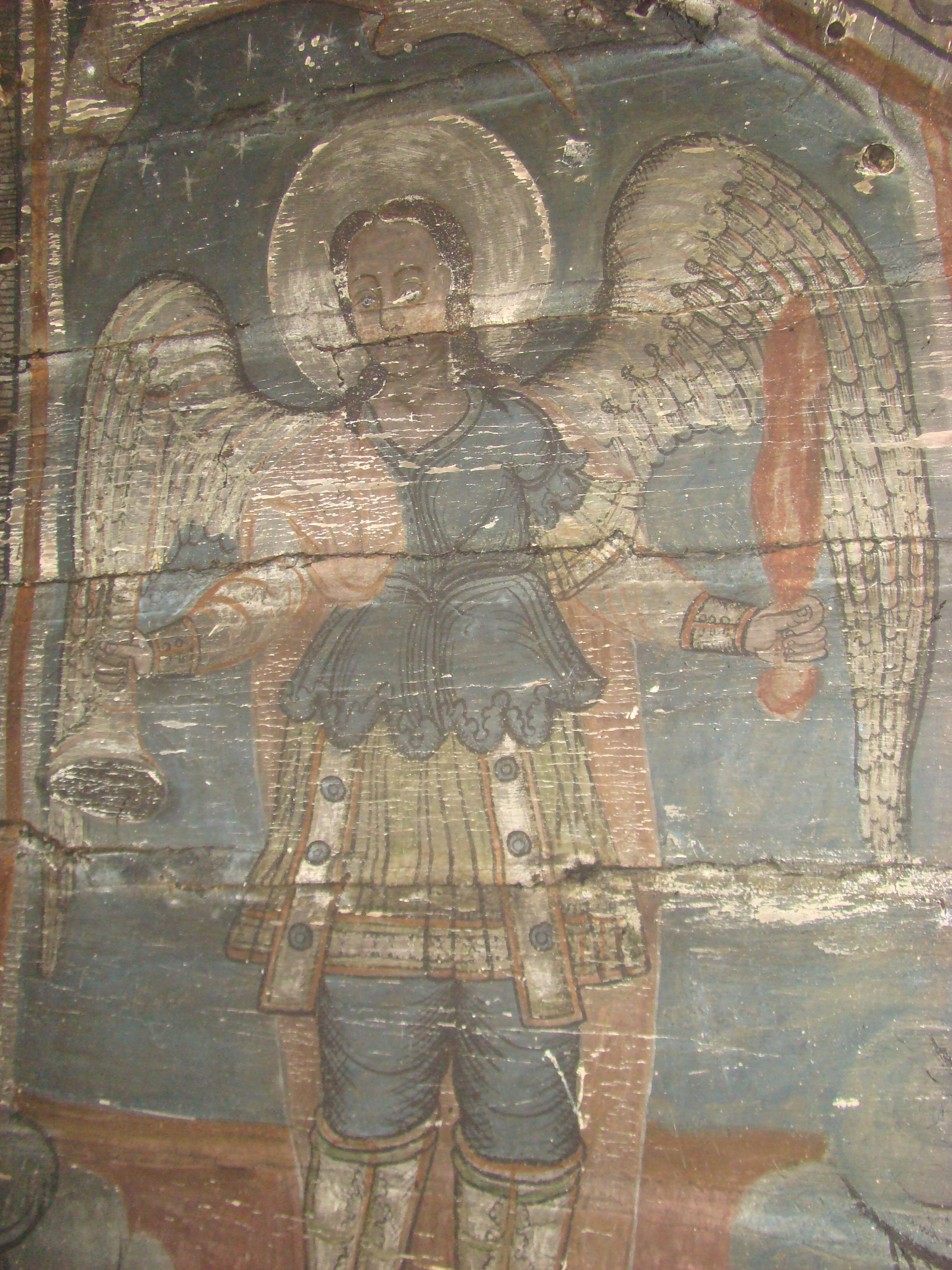
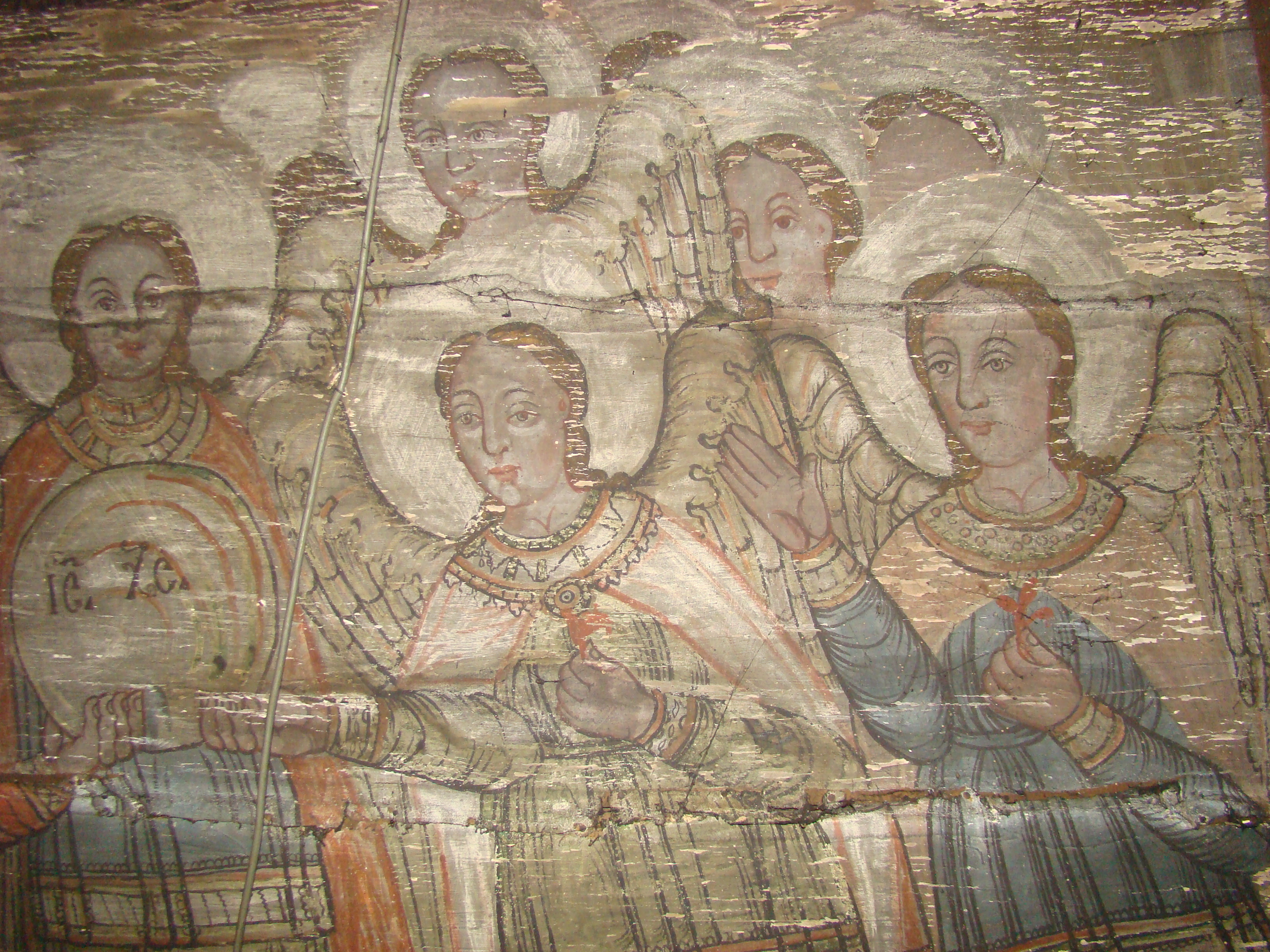

## Imagini din exterior

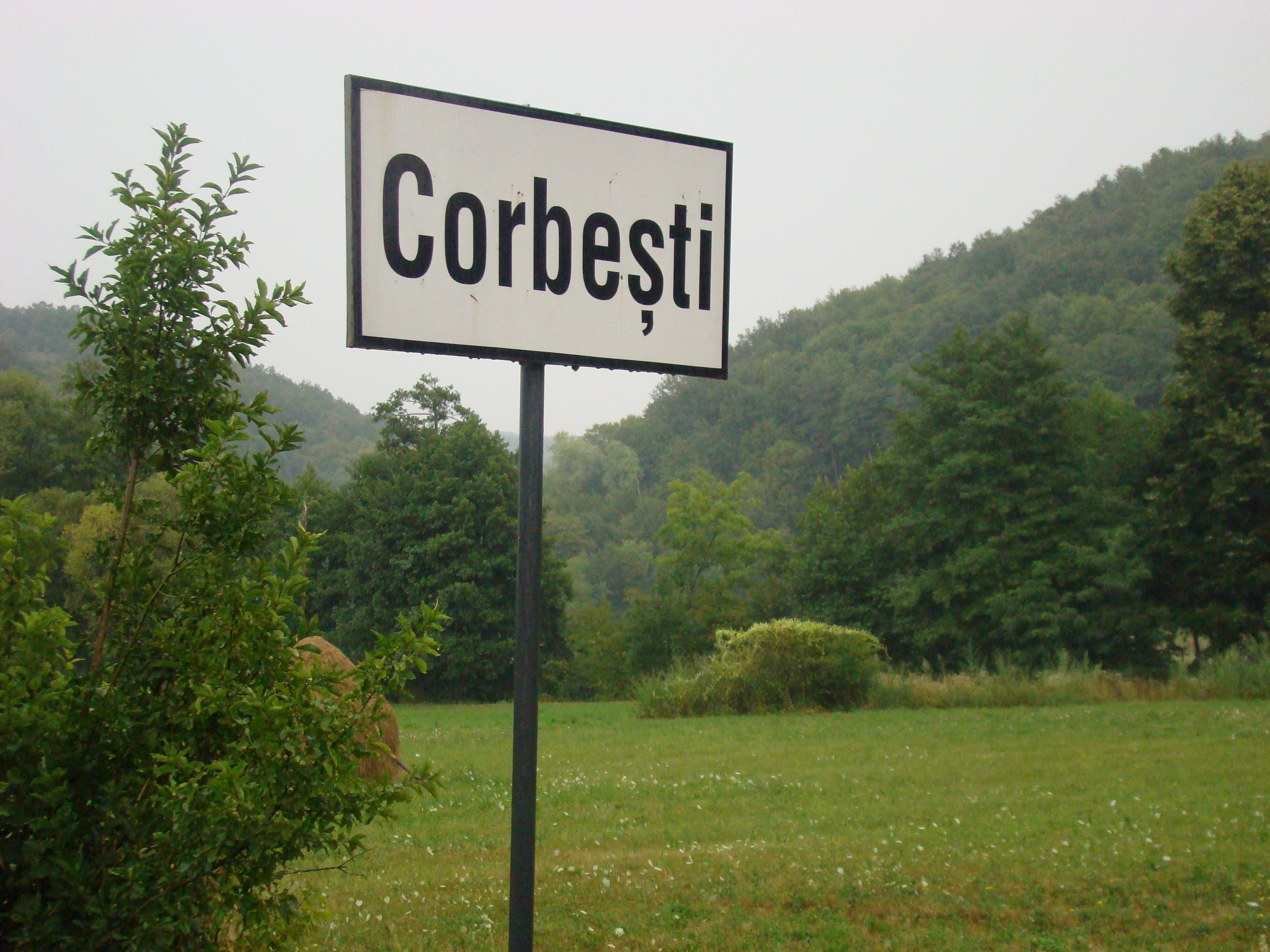
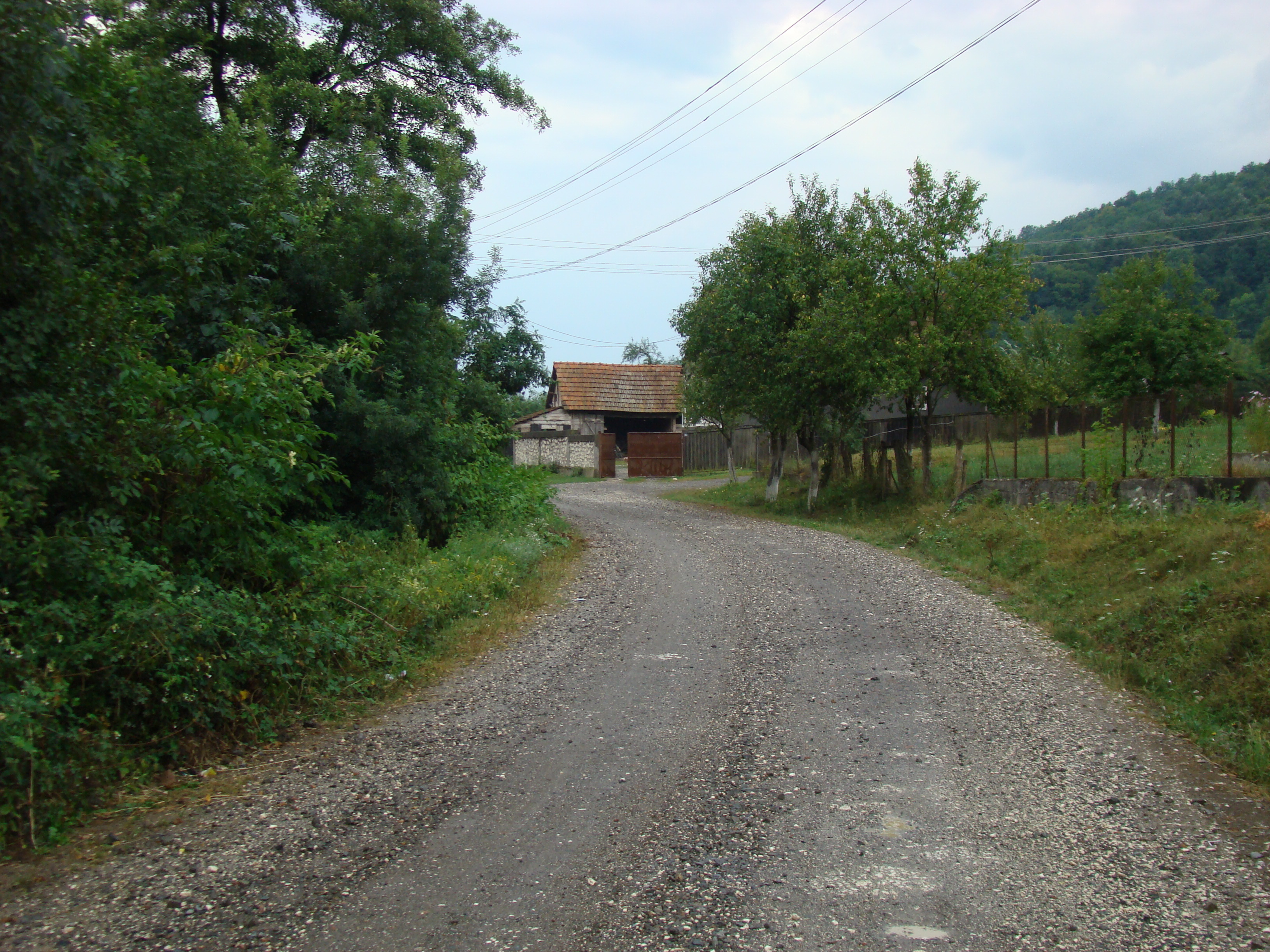
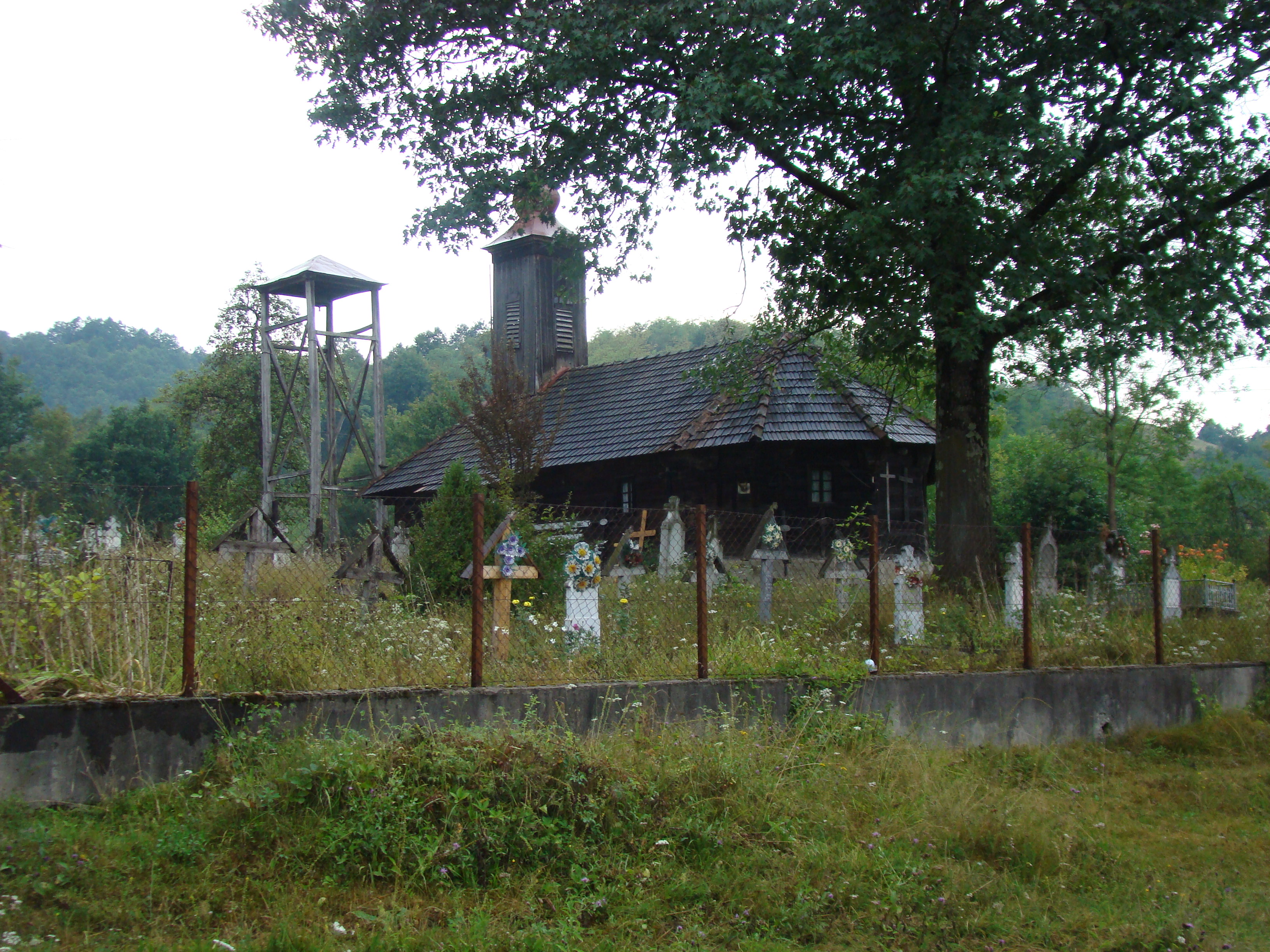
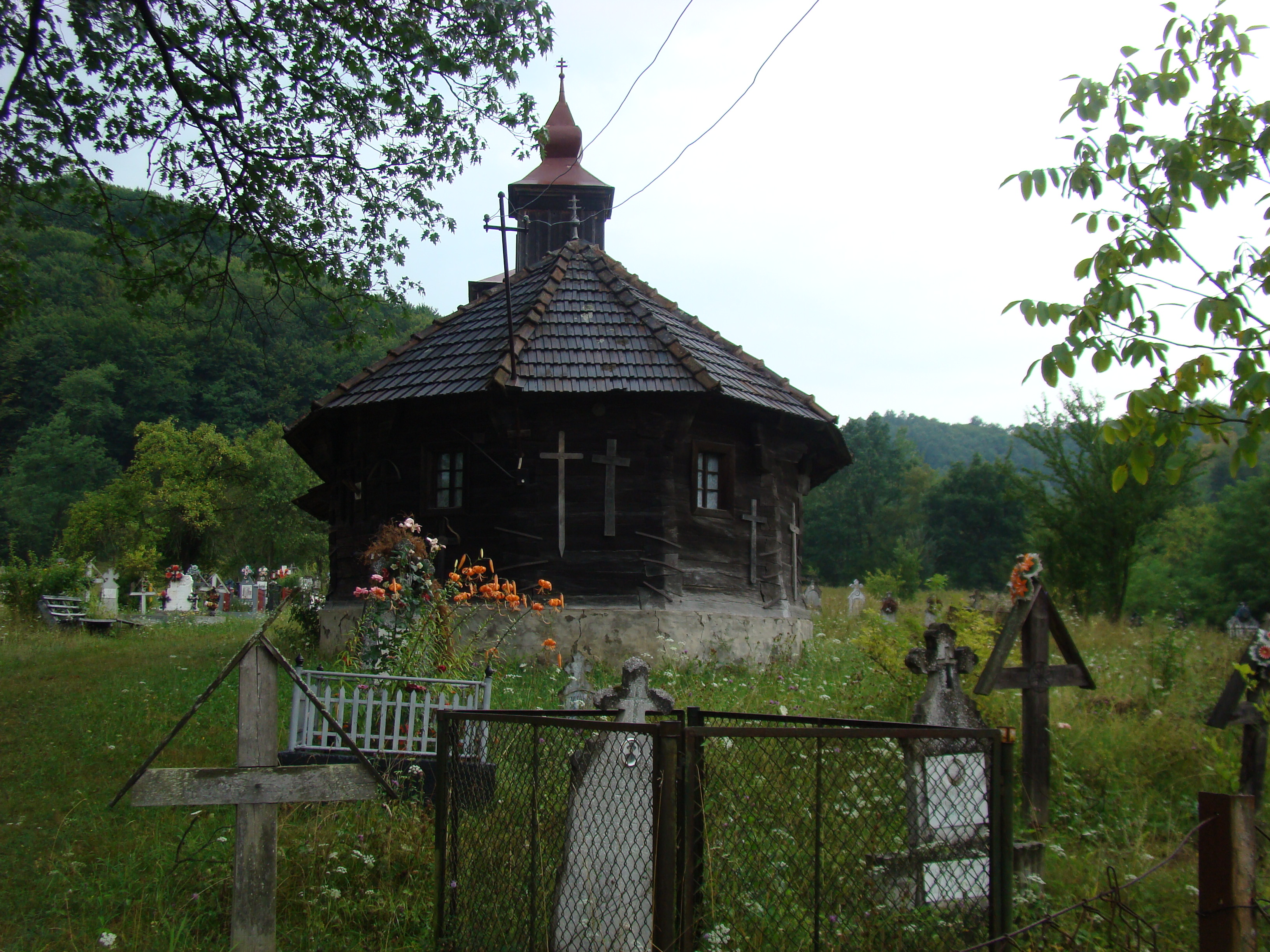
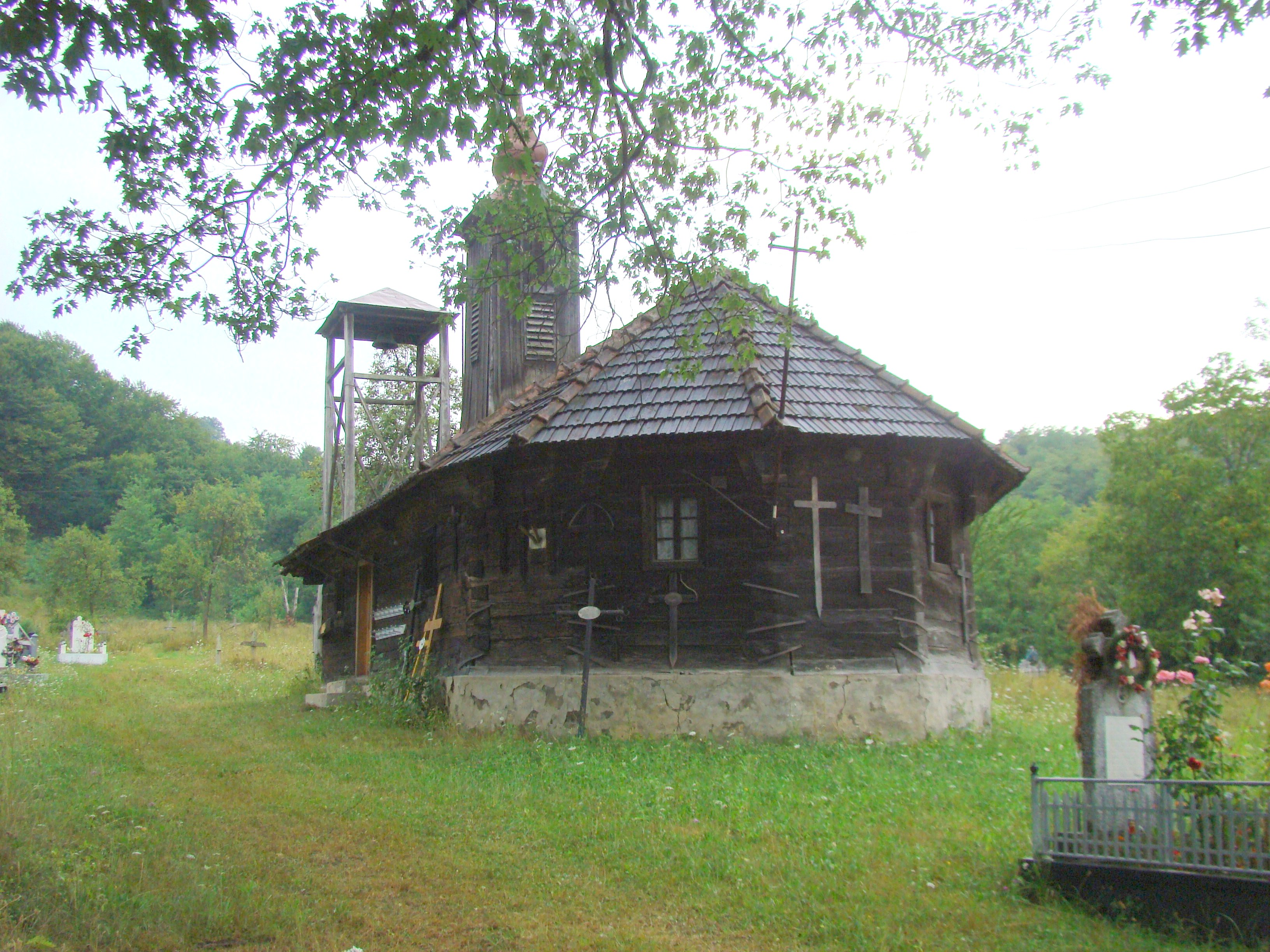
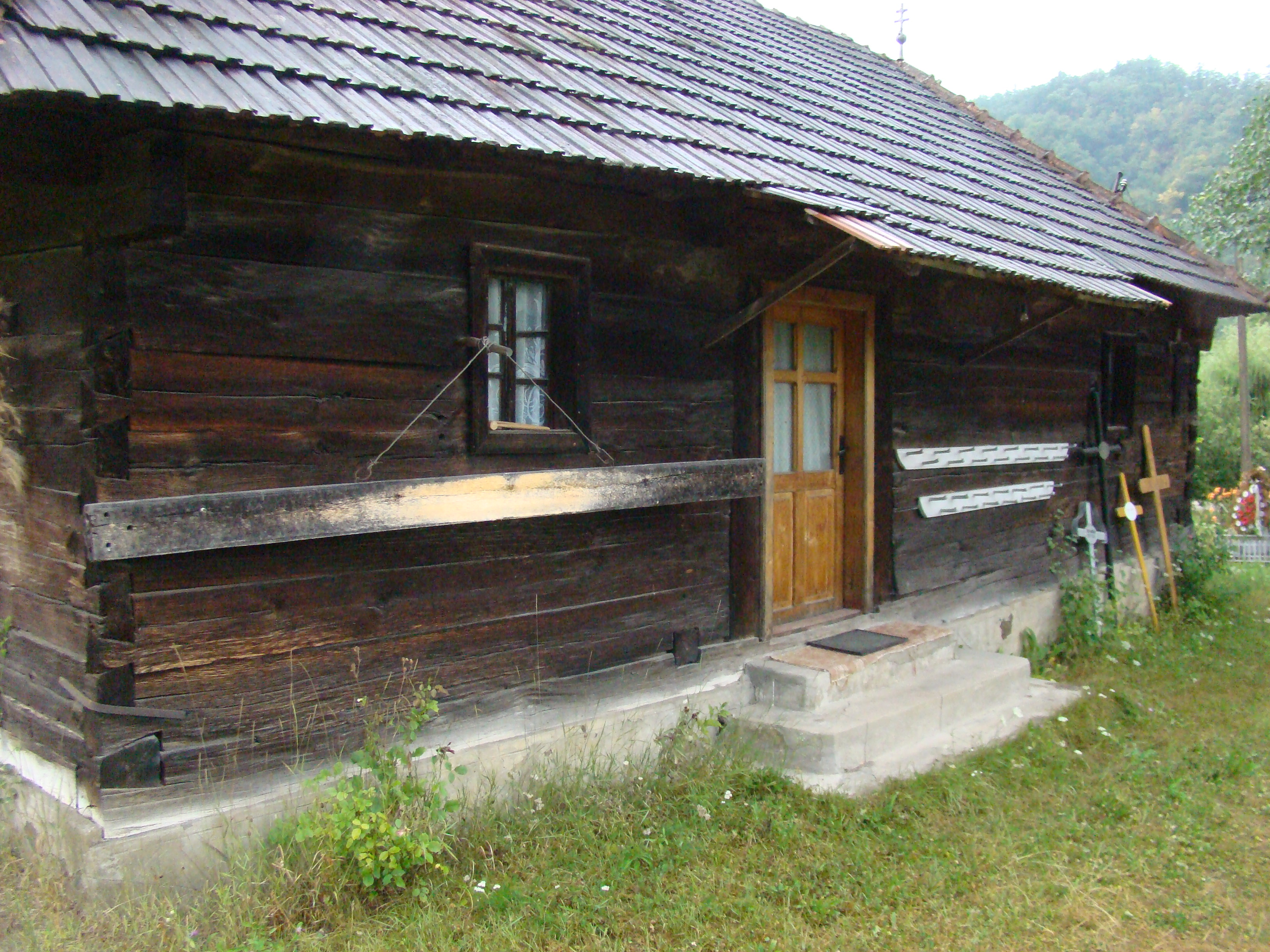
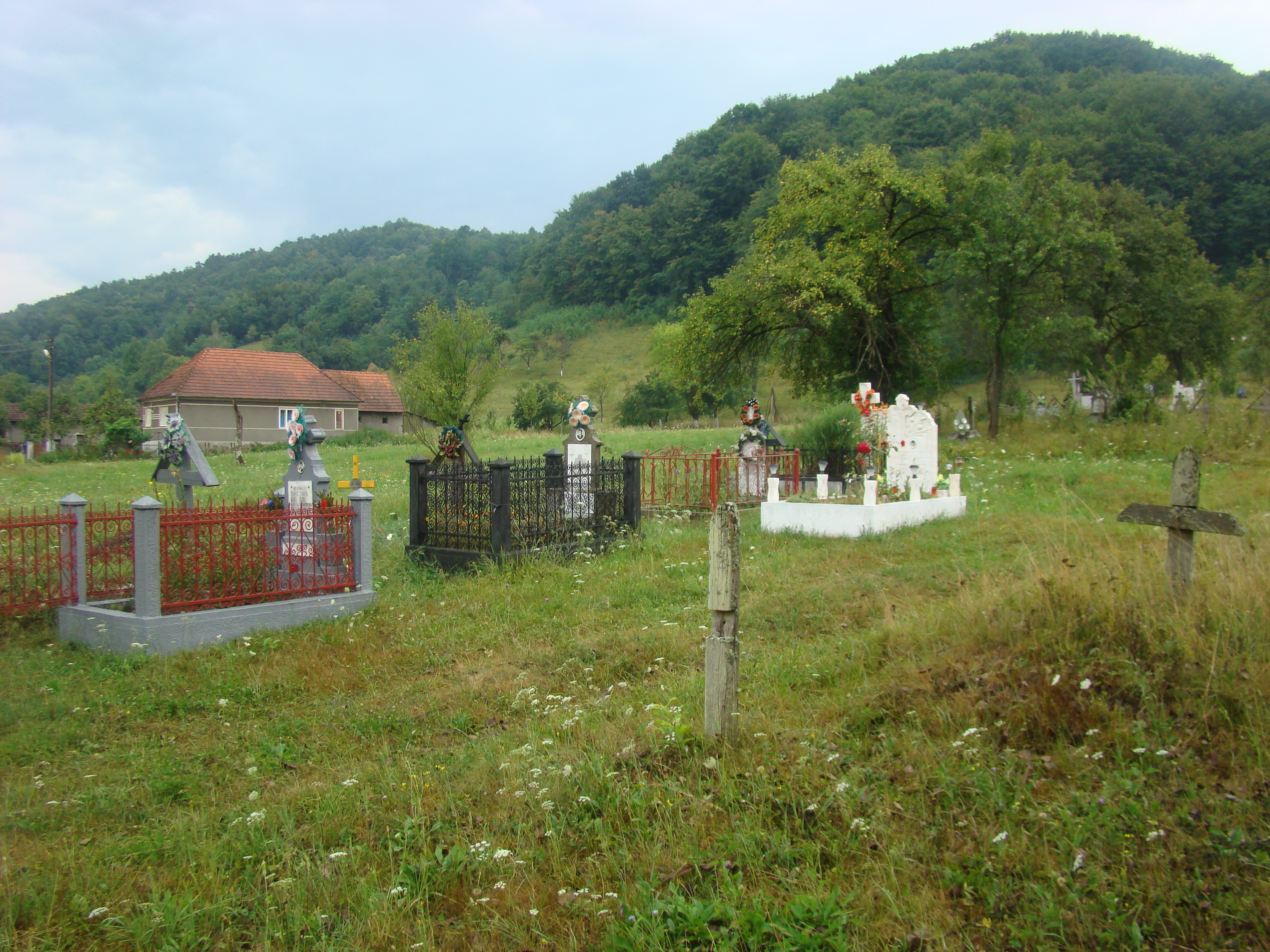
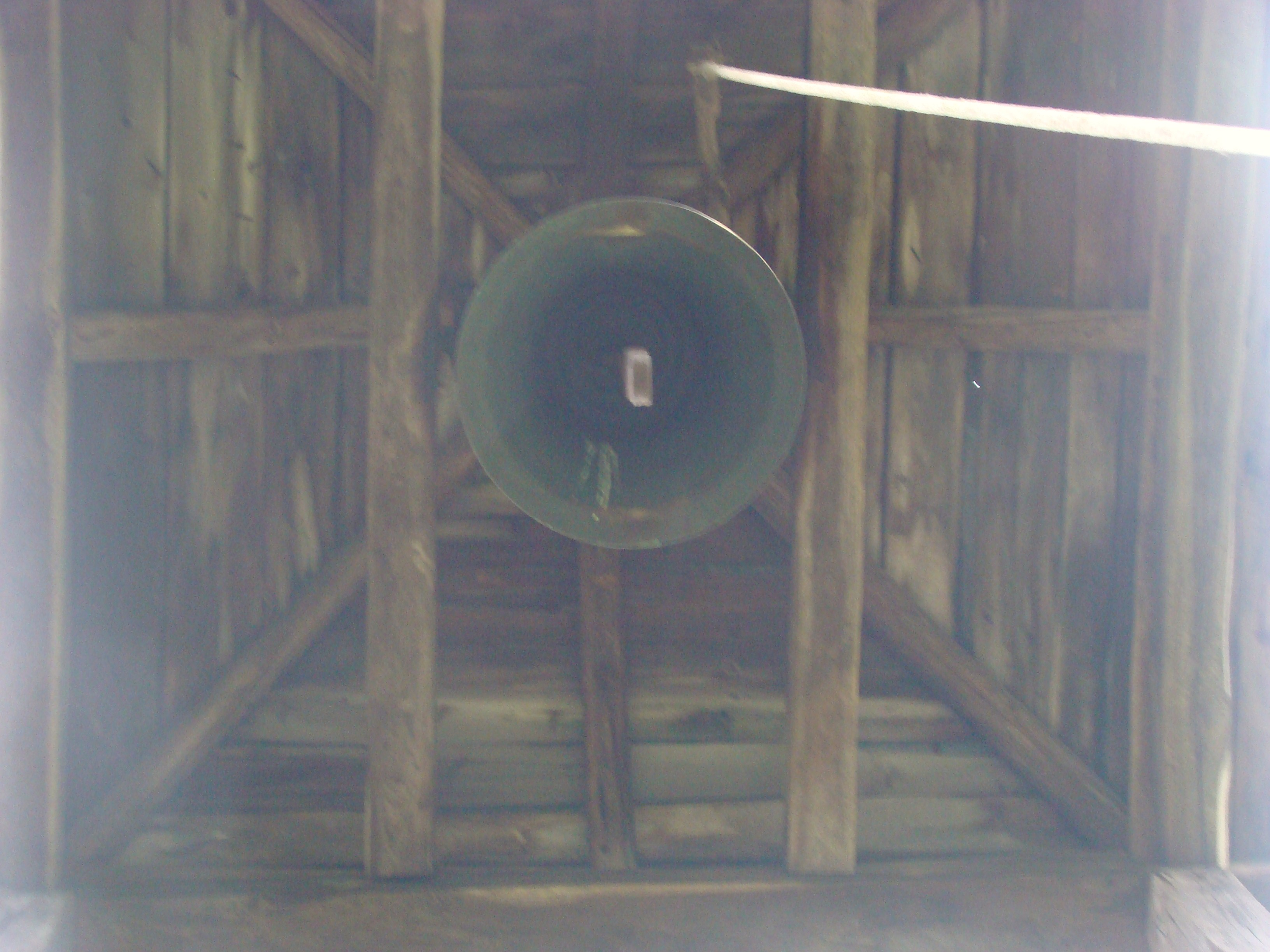
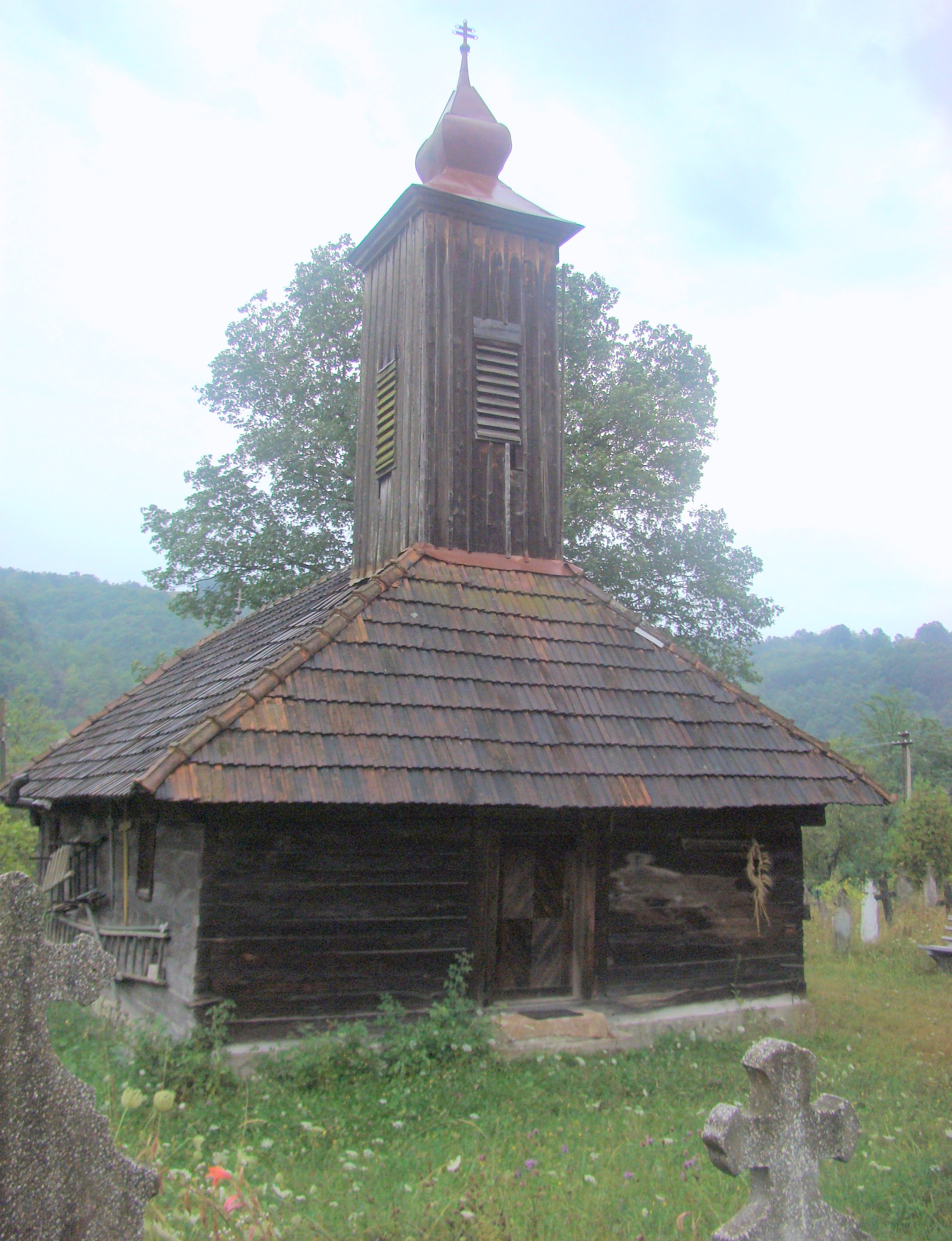
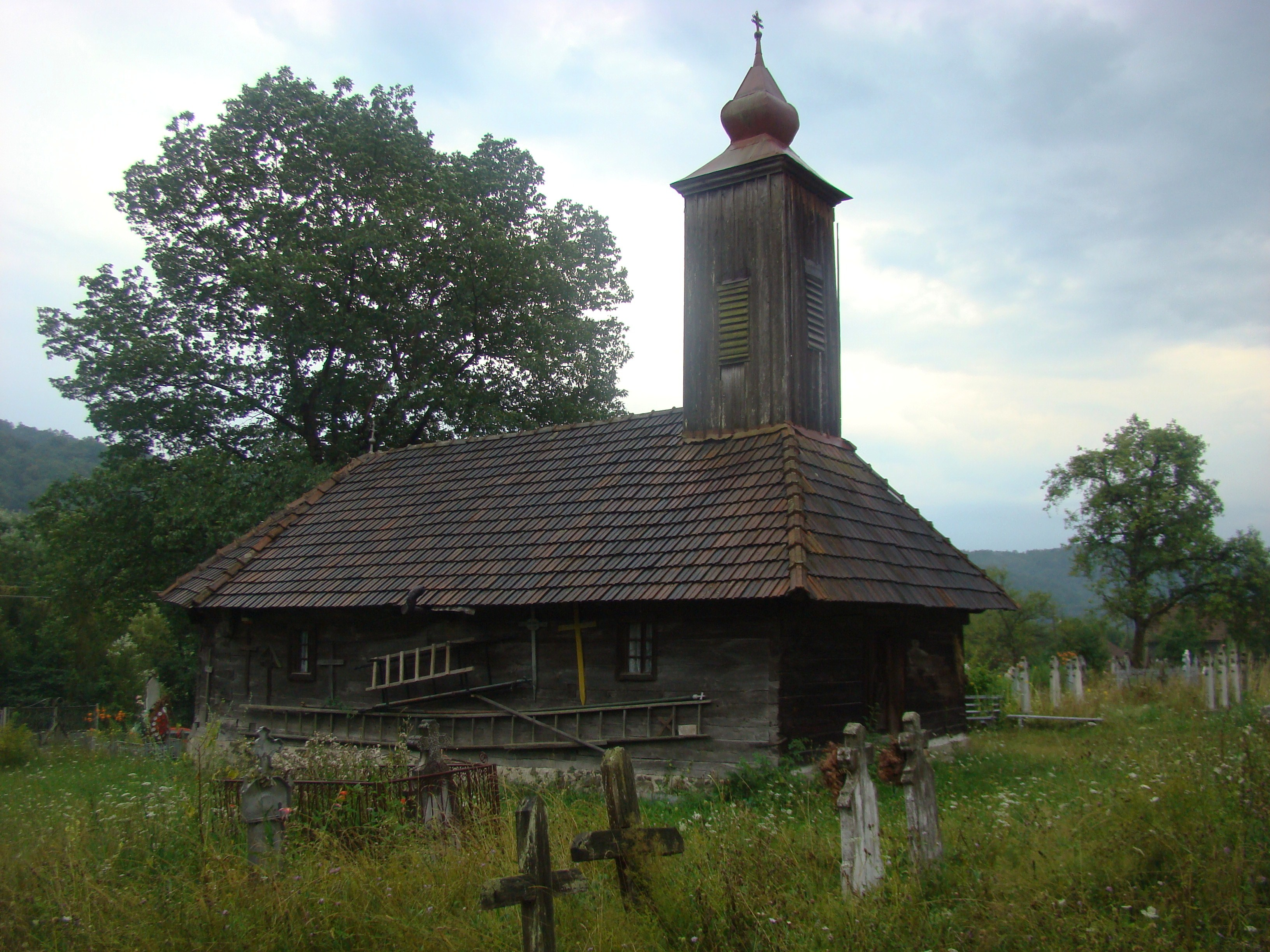
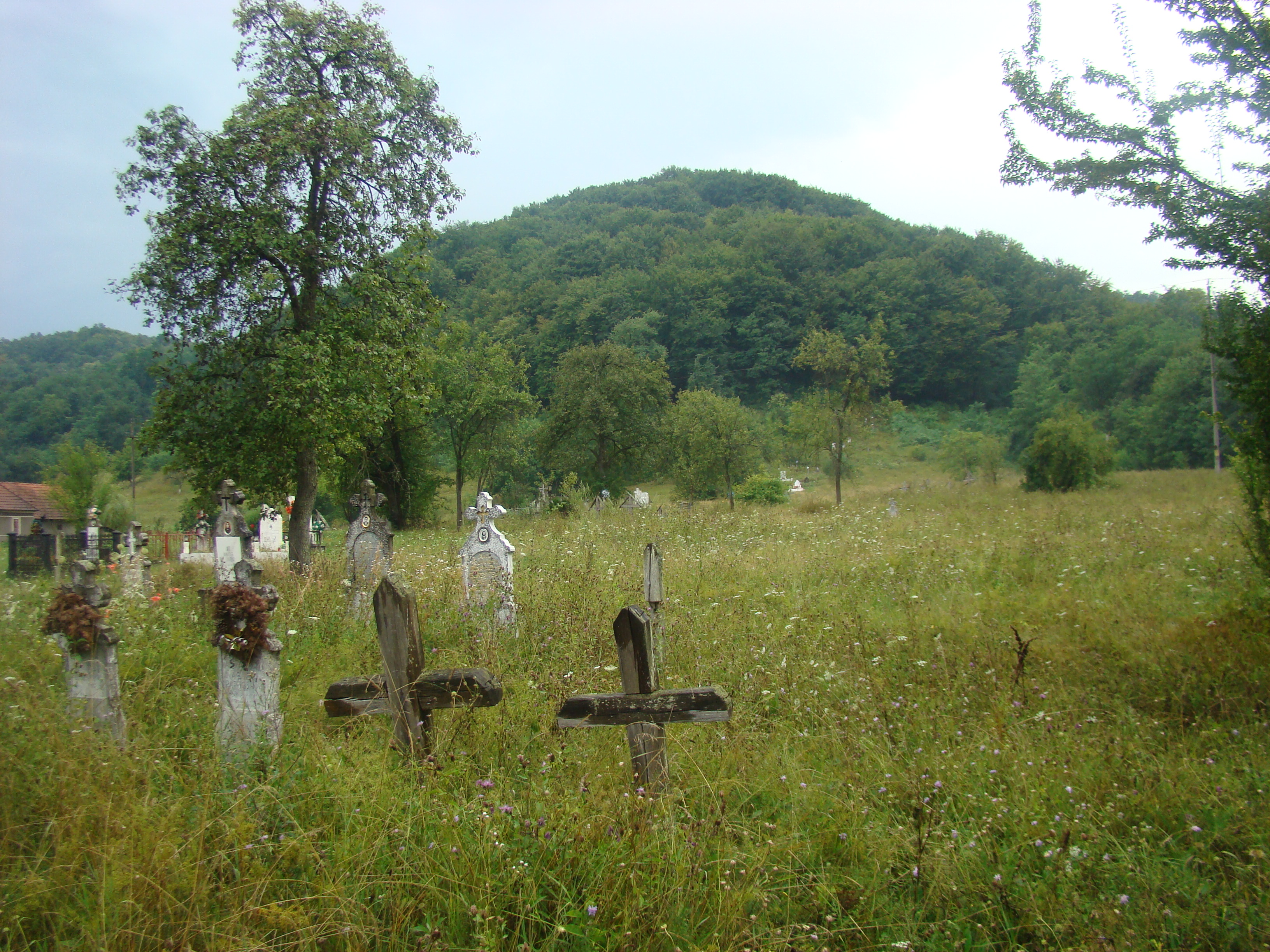
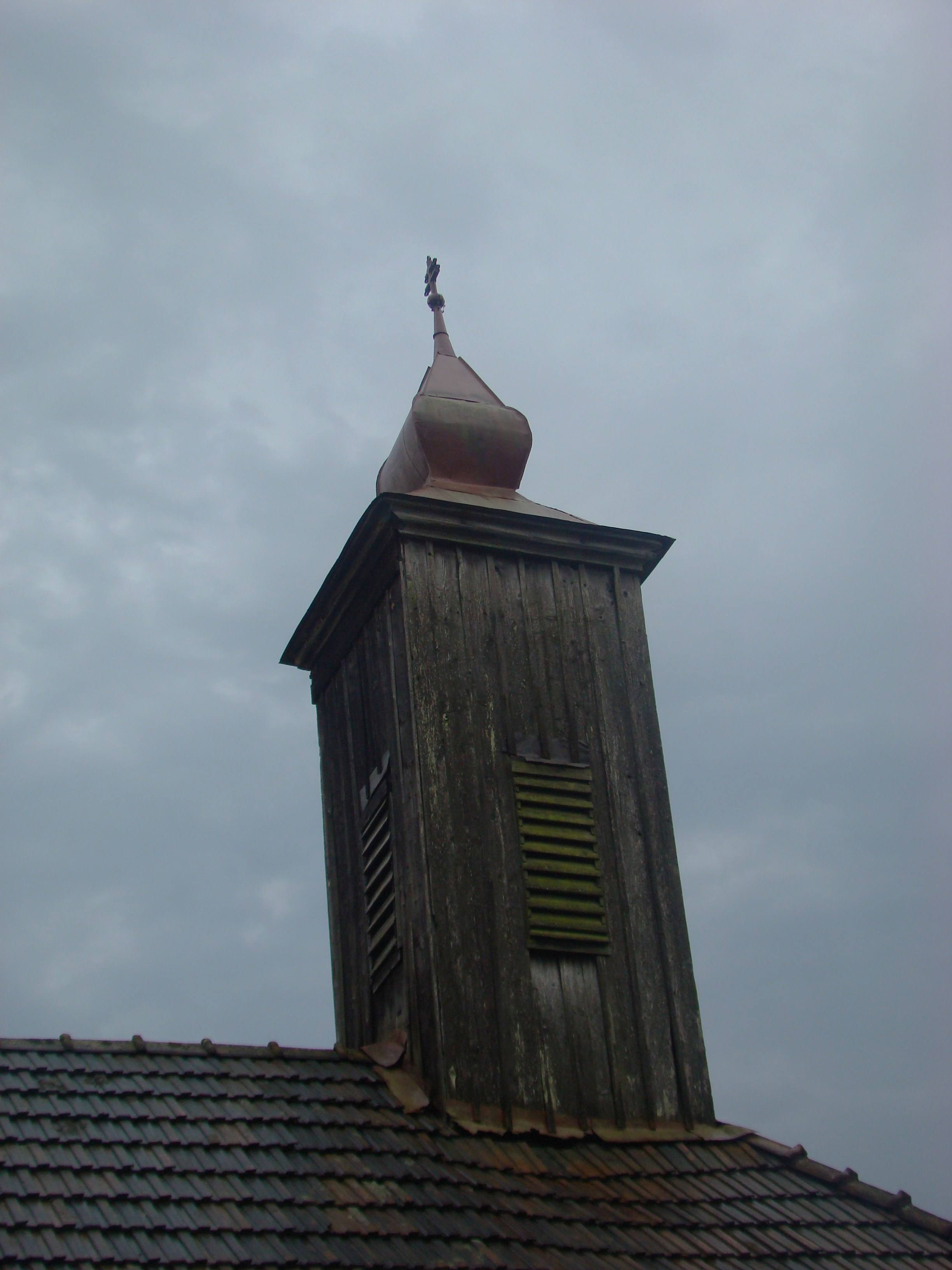
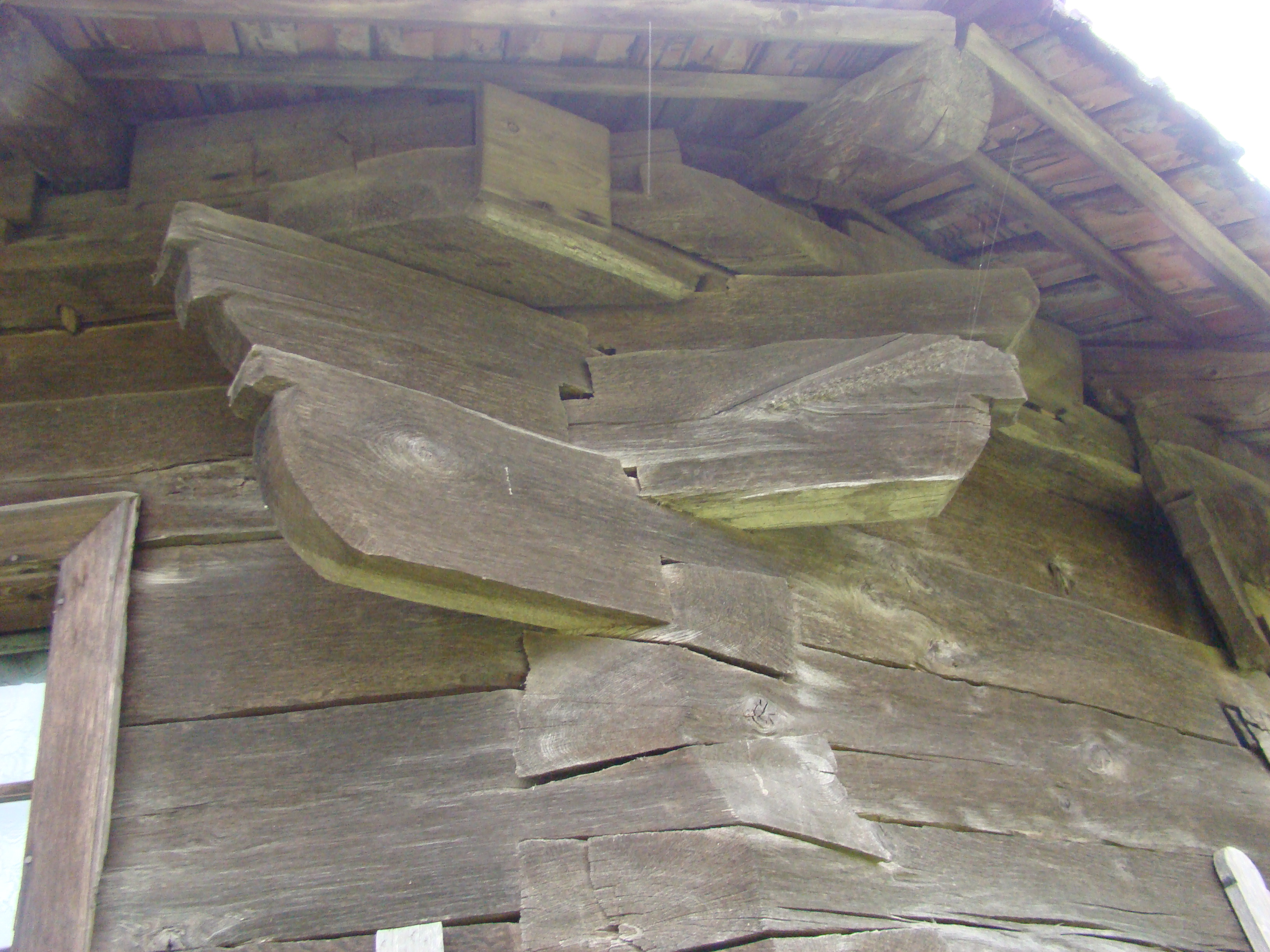
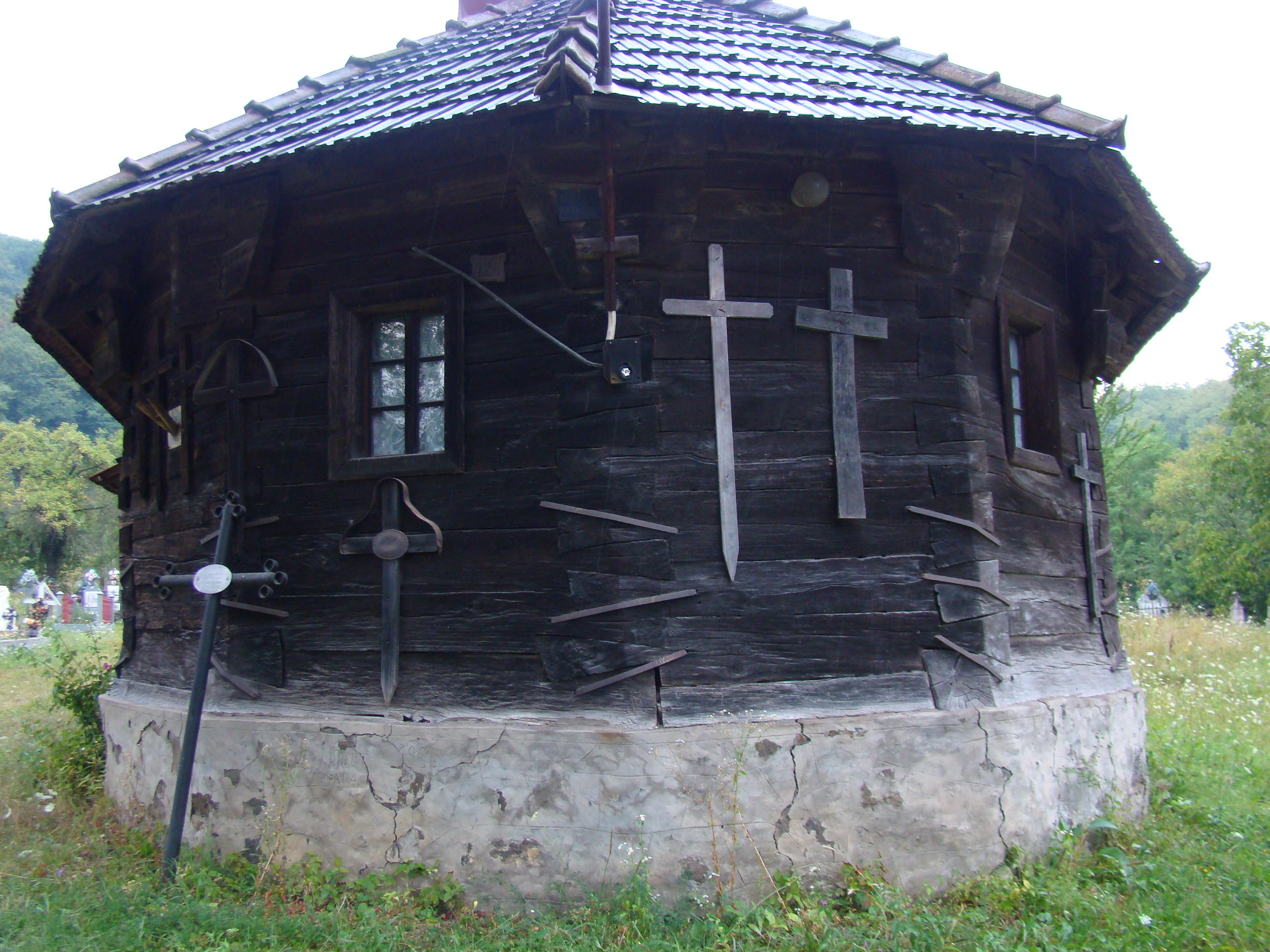
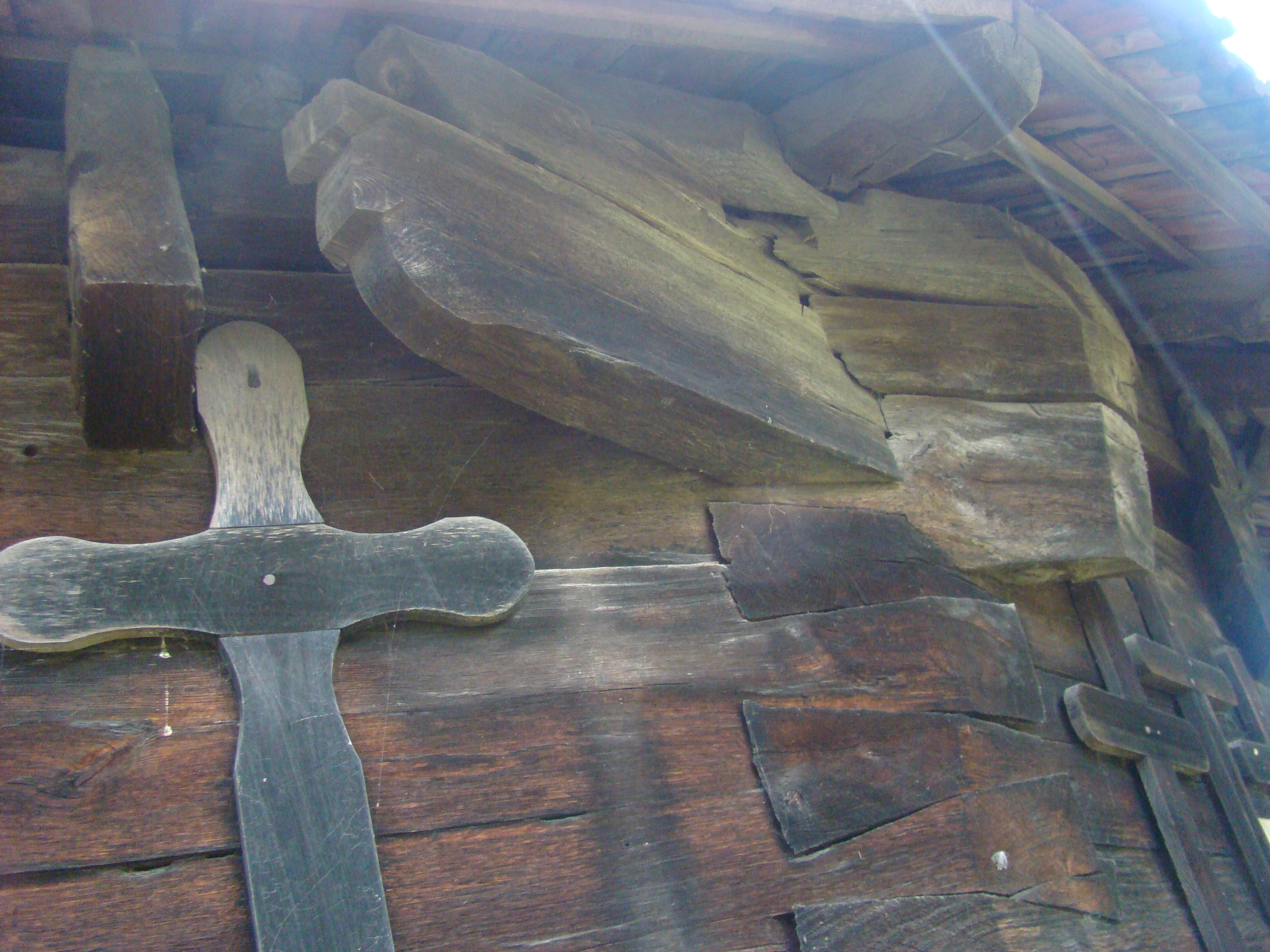
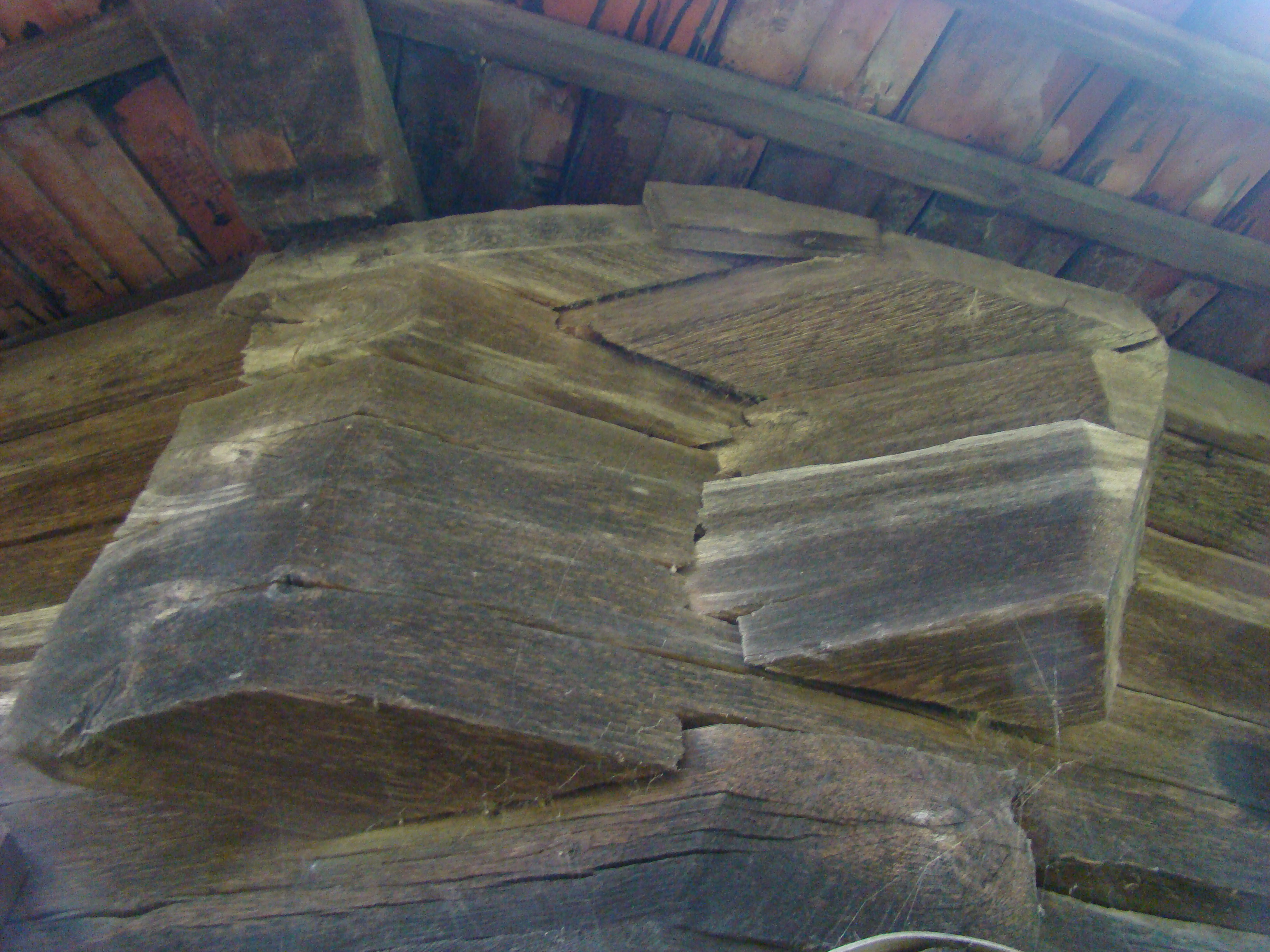
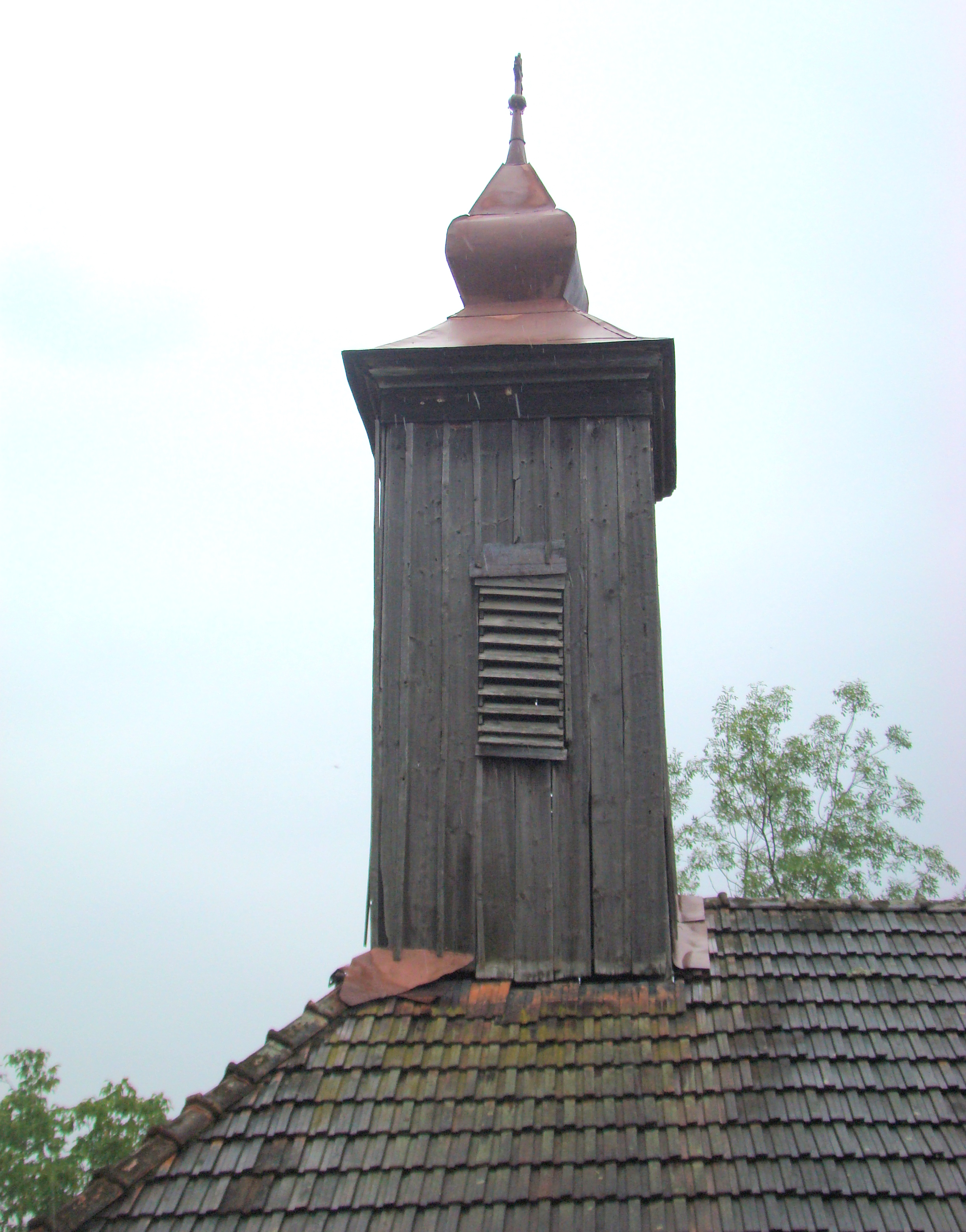
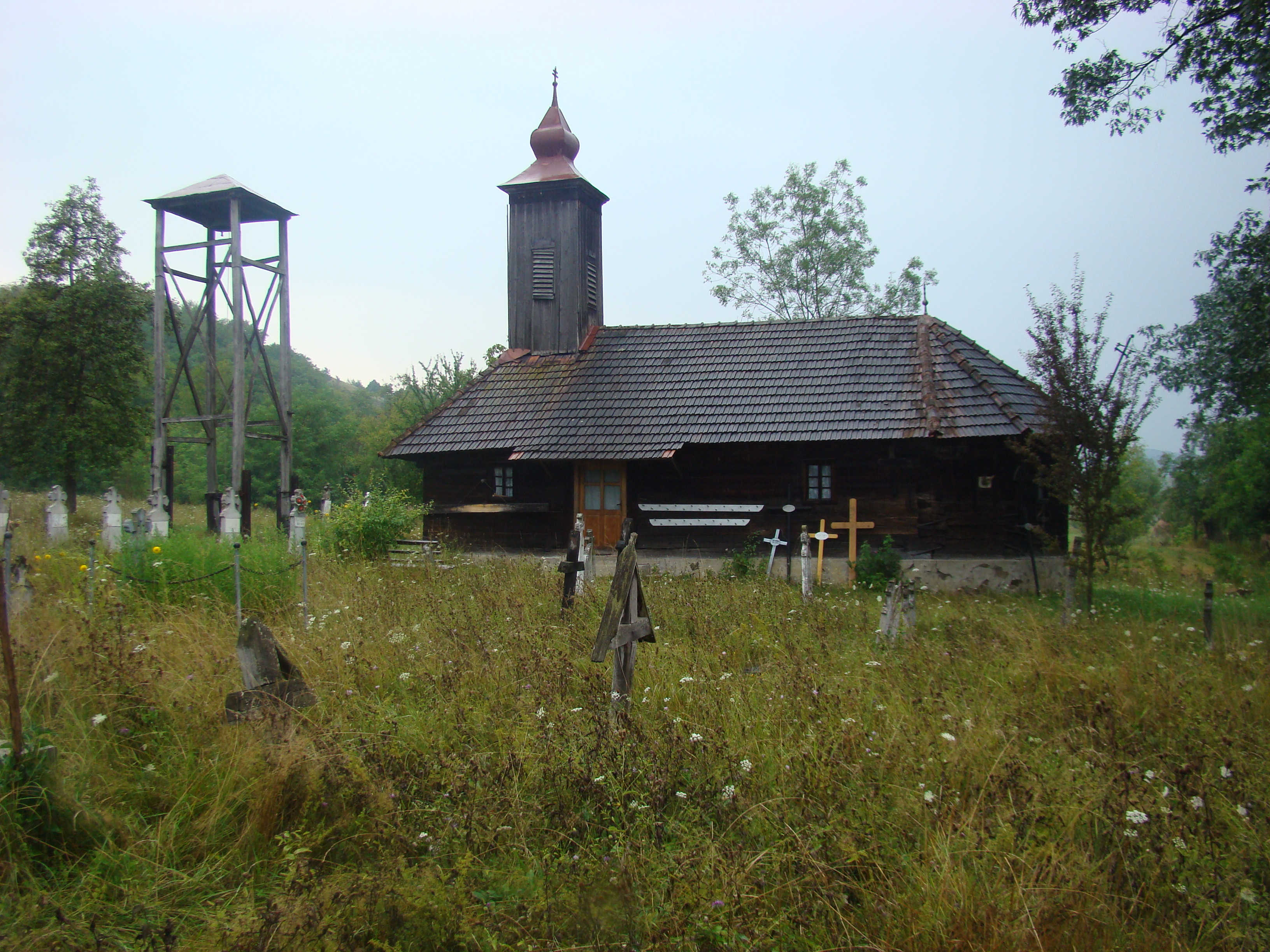
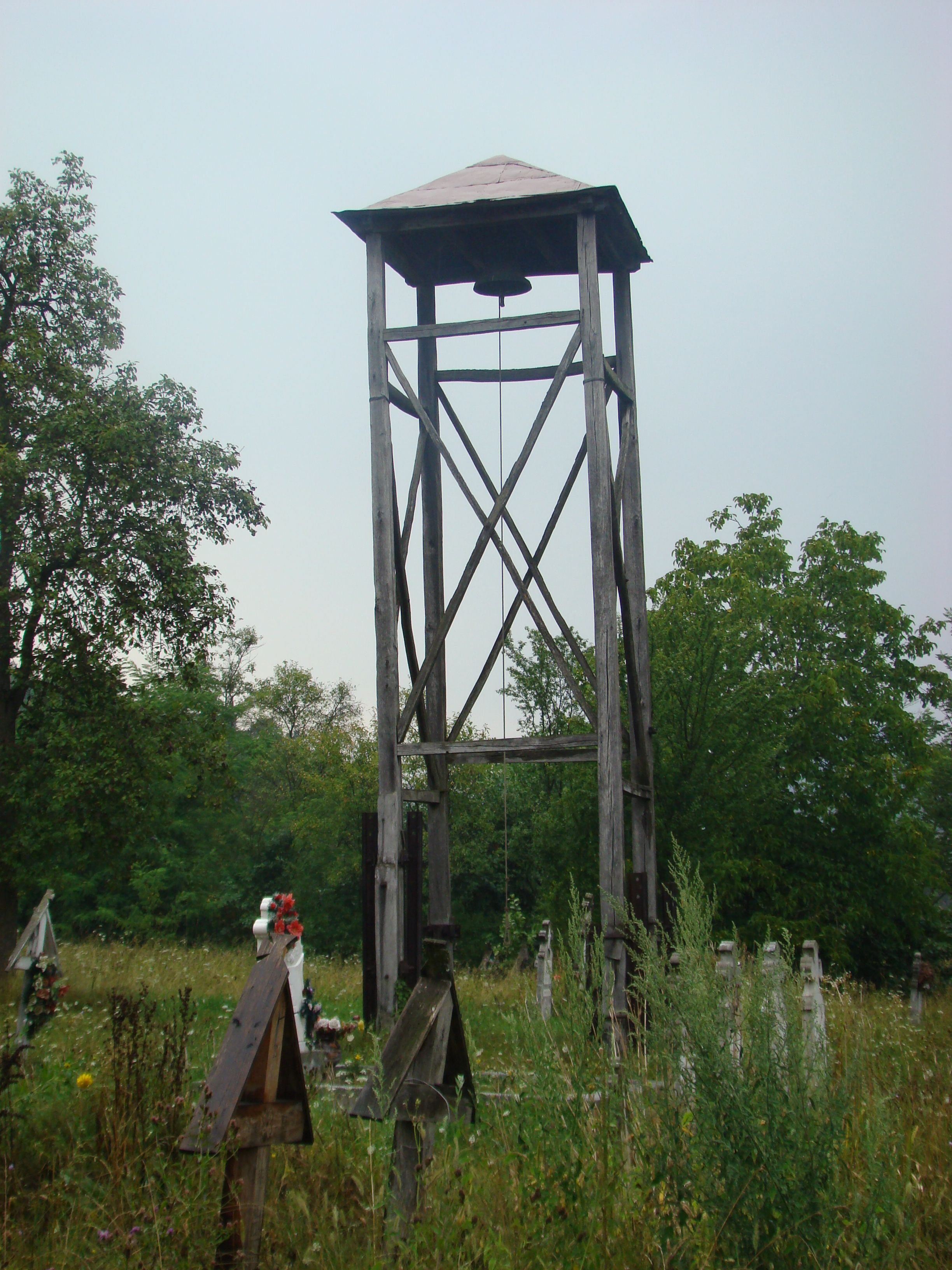
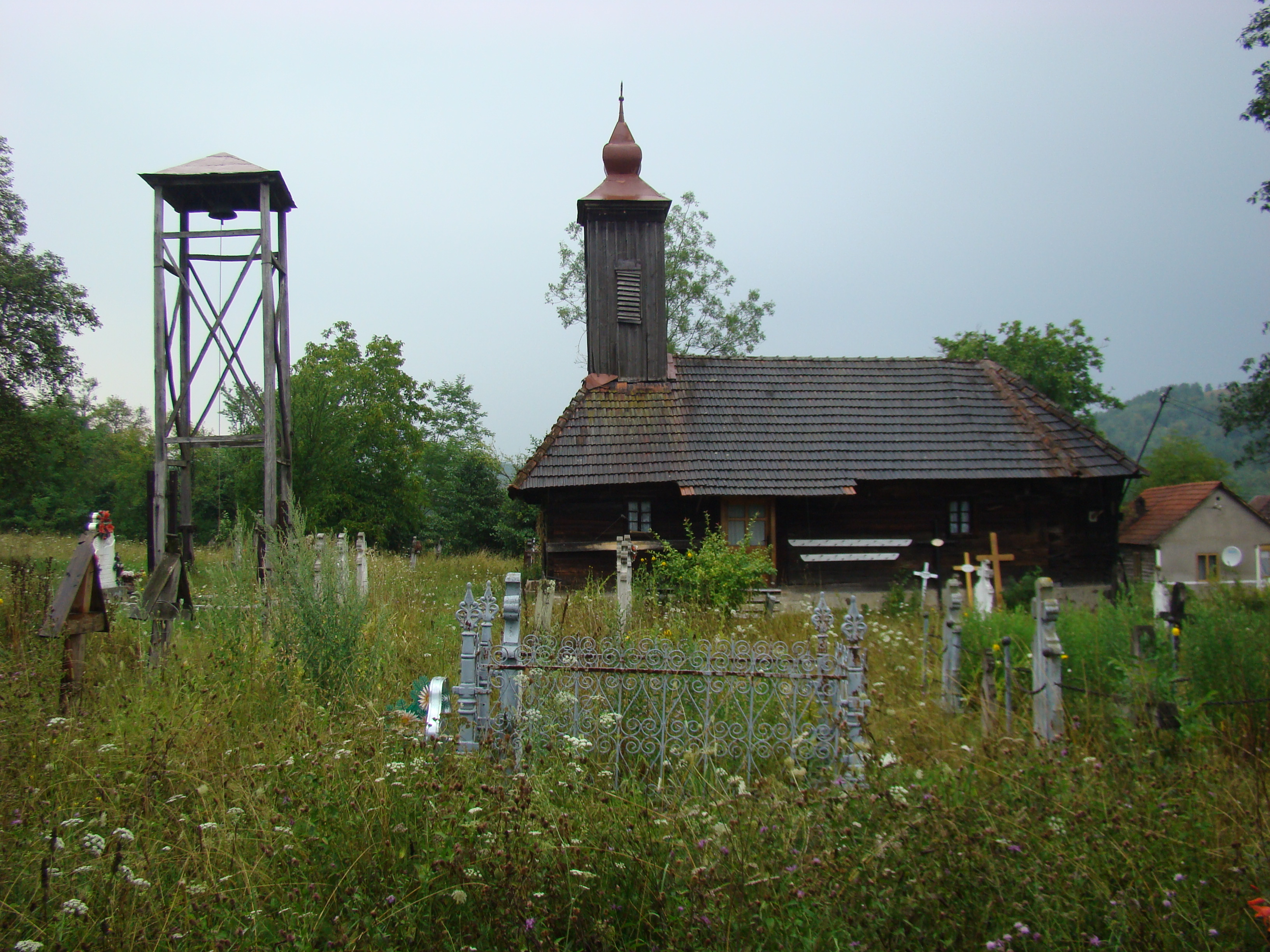
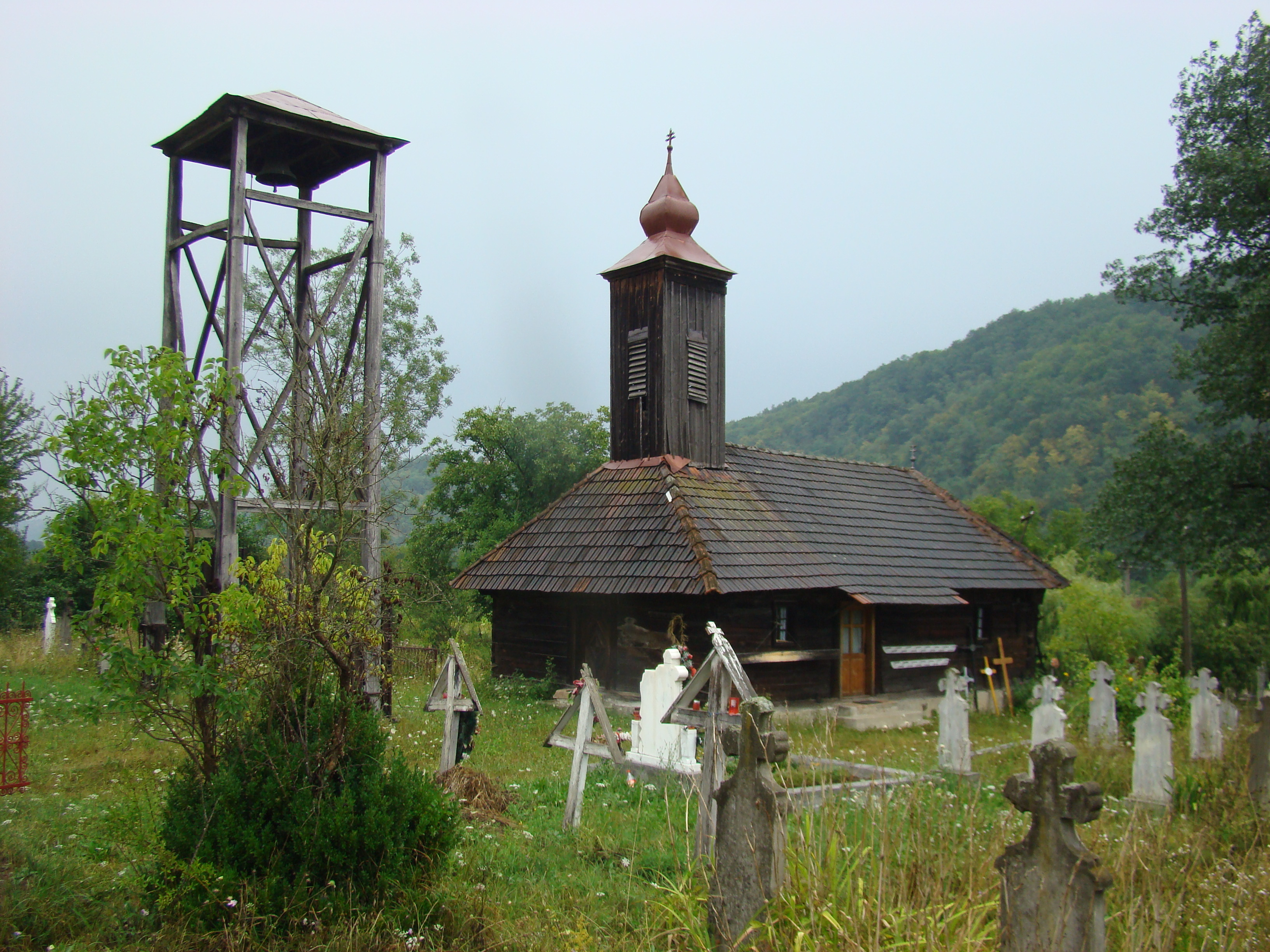
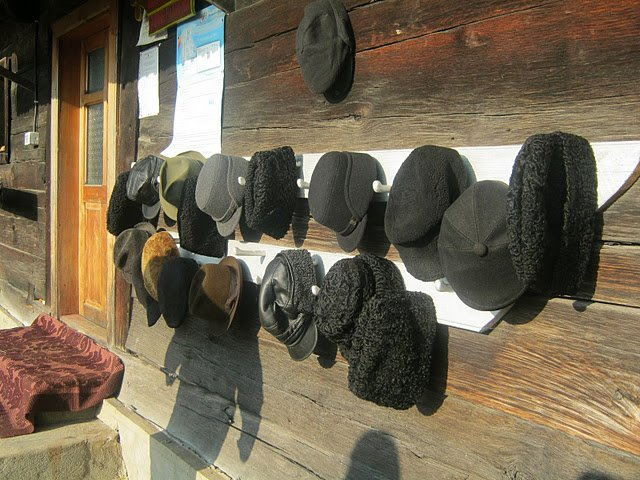
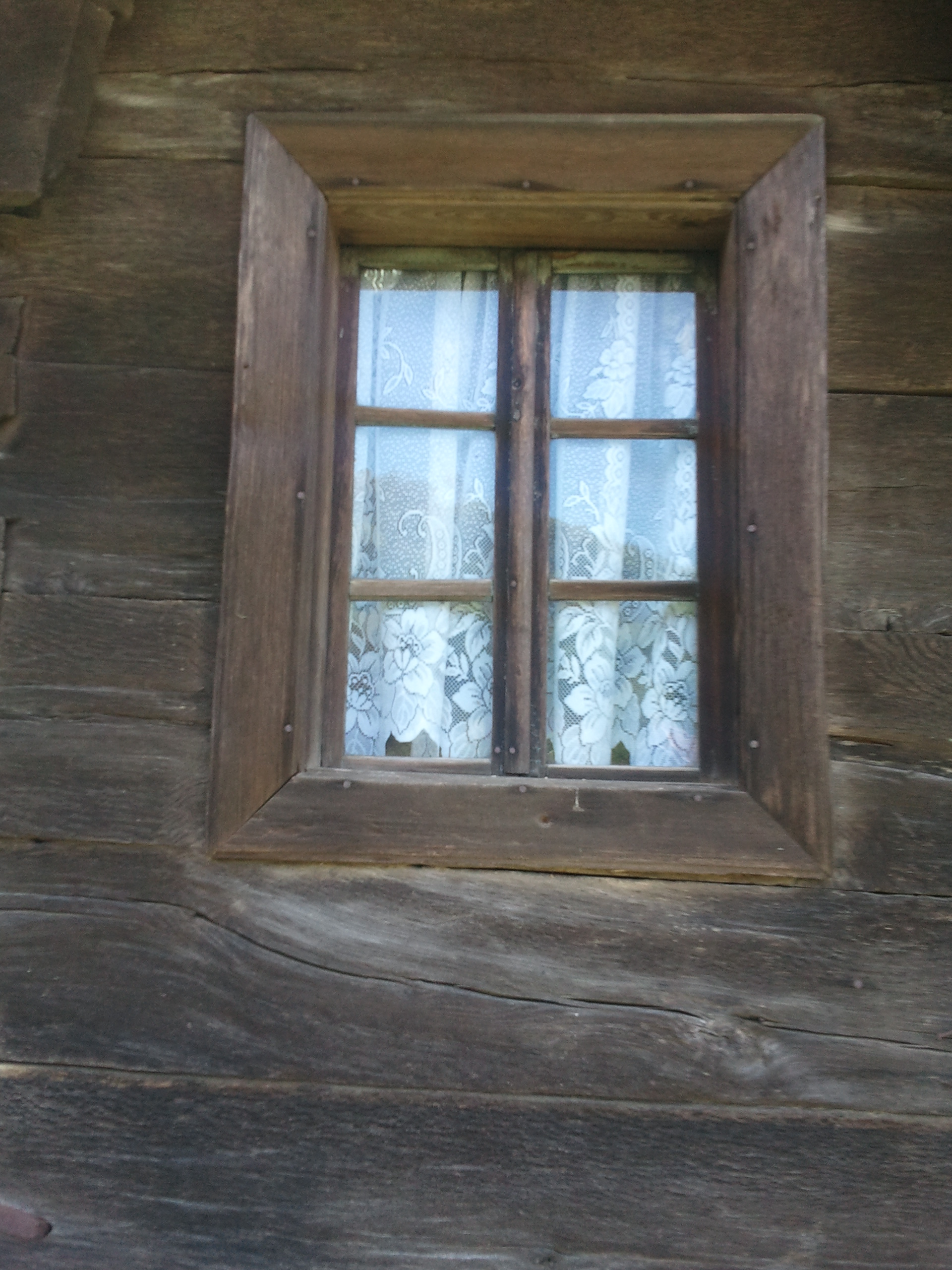
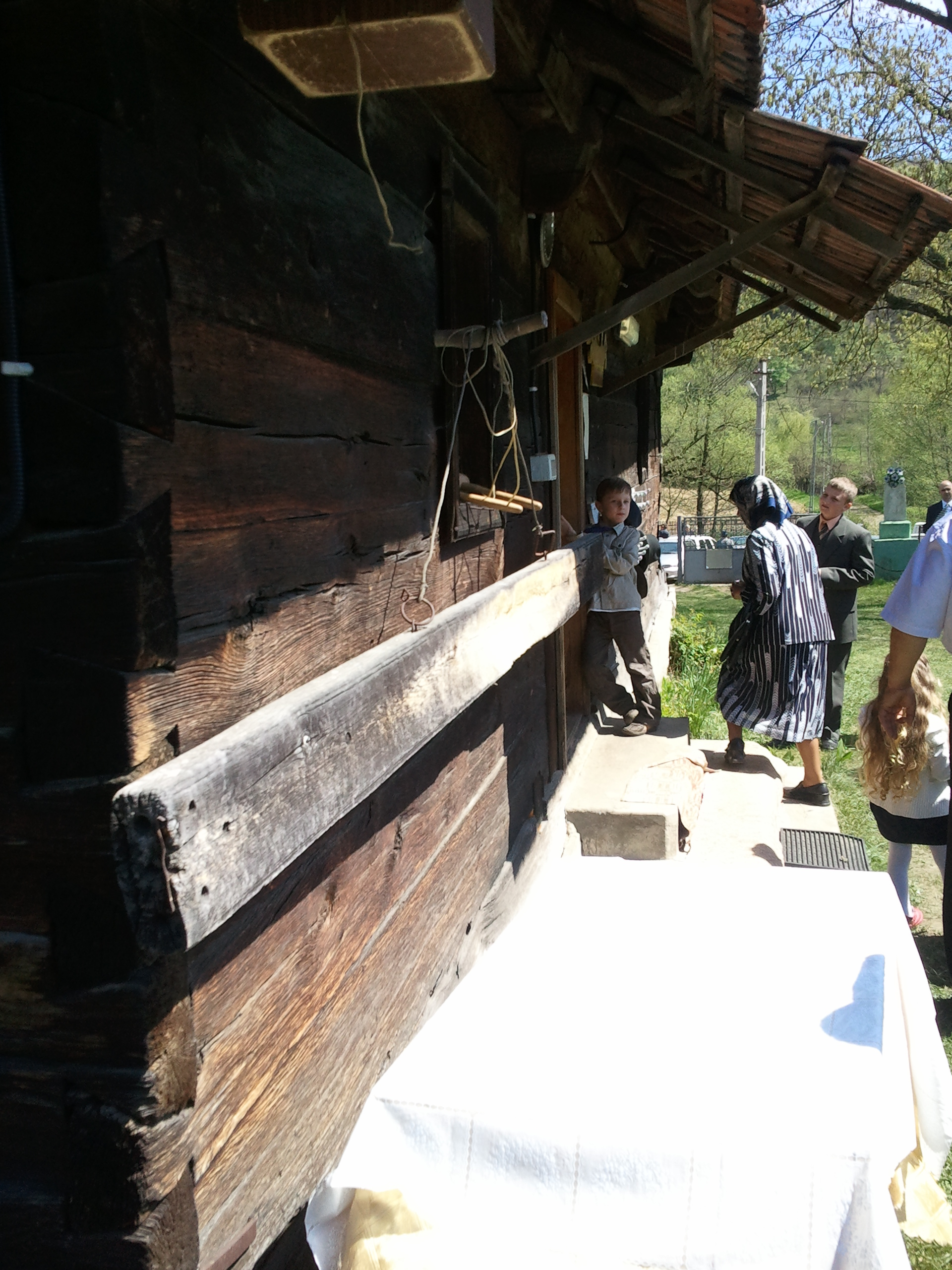